# بوابات حجب الرصيف في دول العالم

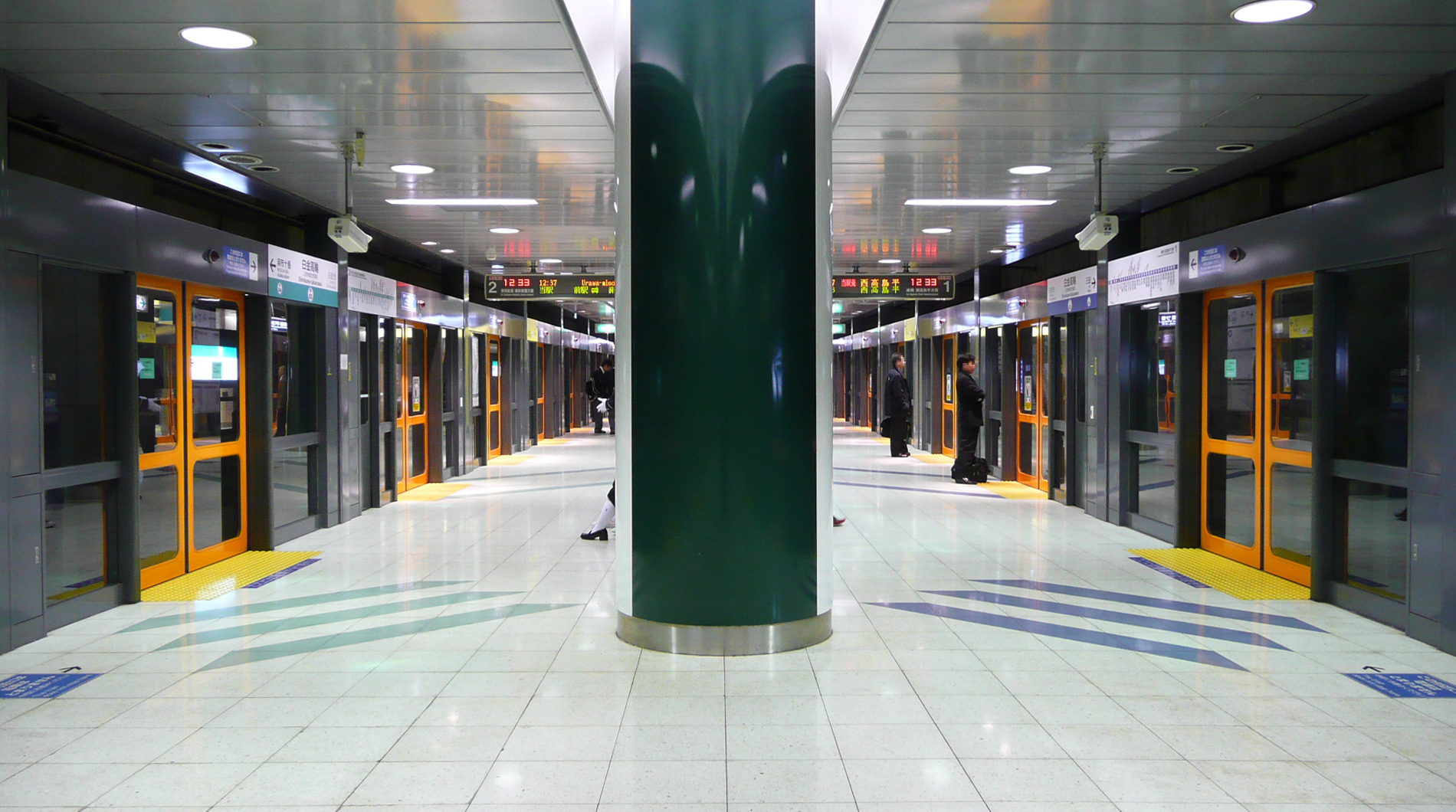
أبواب كاملة الارتفاع على خط مترو طوكيو نامبوكو وخط توي ميتا

تُستخدم بوابات حجب الرصيف (Platform screen doors PSDs)، والمعروفة أيضًا باسم بوابات حافة الرصيف (platform edge doors PEDs)، في بعض محطات القطارات ومحطات النقل السريع ومحطات نقل الأشخاص ‏ لفصل الرصيف عن مسارات القطارات، وكذلك في بعض أنظمة الحافلات السريعة والترام والسكك الحديدية الخفيفة. تُستخدم هذه البوابات في المقام الأول لسلامة الركاب، وهي إضافة جديدة نسبيًا للعديد من أنظمة المترو حول العالم، حيث جرى تعديل بعضها لتتناسب مع الأنظمة القائمة. تُستخدم على نطاق واسع في أنظمة المترو الآسيوية والأوروبية الأحدث، وأنظمة النقل السريع بالحافلات في أمريكا اللاتينية.
وهذه قائمة بأغلب الدول التي تستخدم هذه الطريقة لسلامة الركاب وأمن خطوط السكك الحديدية والمترو بها.

## الأرجنتين
من المقرر أن يجري تركيب أبواب حجب الأرصفة في خط D من خط سكة حديد بوينس آيرس في المستقبل بمجرد تثبيت نظام CBTC.

## أستراليا
في القسم الأولي من مترو سيدني الشمالي الغربي، الذي افتُتح في مايو 2019، كان أول نظام سكك حديدية سريع النقل مؤتمت بالكامل في أستراليا. حيث استخدم أبواب حجب كاملة الارتفاع في معظم الأرصفة الموجودة تحت الأرض، مع أبواب ذات الارتفاع النصفي على مستوى الأرض والأرصفة المرتفعة وبعض الأرصفة الموجودة تحت الأرض. تم تحديث المحطات الخمس الموجودة على خط السكة الحديدية من إيبينج إلى تشاتسوود إلى مستوى النقل السريع، حيث جرى تجهيزها جميعًا بأبواب حجب الرصيف ذات الارتفاع النصفي.
في ملبورن، سيحتوي نفق المترو، من جنوب كنسينغتون إلى جنوب يارا، والمقرر افتتاحه في عام 2025، على أبواب حجب للأرصفة في المحطات تحت الأرض. يجري إنشاء عربات قطار جديدة لها أبواب سوف تتوافق مع أبواب حجب الرصيف ذات الارتفاع الكامل. سيحتوي نظام السكك الحديدية السريع الآلي Suburban Rail Loop المستقبلي، الذي سيُفتتح في عام 2035، أيضًا على أبواب حجب للأرصفة في كل محطة.
سيحتوي خط سكة حديد كروس ريفر في بريسبان، والذي لا يزال قيد الإنشاء ومن المقرر افتتاحه في عام 2026، على أبواب حجب للأرصفة في محطات مترو أنفاق بوغو رود وولونجابا وألبرت ستريت الجديدة والأرصفة تحت الأرض الجديدة في شارع روما.

## النمسا
في الوقت الحالي، يستخدم مترو الأنفاق Serfaus فقط أبواب حجب الرصيف. يجري إعادة بناء الخط U2 من مترو الأنفاق في فيينا من محطة شوتينتور إلى محطة كارلسبلاتز، مع إضافة أبواب حجب الرصيف إلى المحطات التي أعيد بناؤها بحلول عام 2023-2024.

## بنجلاديش
يستخدم مترو دكا أبوابًا حجب للأرصفة بارتفاع نصفي في جميع محطاته المرتفعة.

## بيلاروسيا
جرى تركيب بوابات حجب الرصيف على الخط الثالث لمترو مينسك، والذي افتُتح لأول مرة في أواخر عام 2020، وسيتم تركيبها في محطات الأقسام اللاحقة من الخط.

## البرازيل
أبواب حجب الرصيف موجودة في مترو ساو باولو منذ عام 2010، عند افتتاح محطة ساكوما. واعتبارًا من عام 2019، جرى تجهيز خمسة من الخطوط الستة لمترو ساو باولو بالمعدات: الخطوط 4 - الأصفر، 5 - الليلكي و 15 - الفضي جرى تركيب المعدات في جميع محطاتها. وتتوفر الميزة أيضًا في بعض محطات الخط 2 - الأخضر والخط 3 - الأحمر. وكان من المقرر تركيبها في 41 محطة من الخطوط 1 و2 و3 بحلول نهاية عام 2021، بالإضافة إلى جميع محطات الخط 5 بحلول نهاية عام 2020.
عُثر على بوابات حجب الرصيف أيضًا في محطات مترو RIT BRT وفي قطار Santos الخفيف منذ عام 2016.

## بلغاريا
تُستخدم بوابات حجب الرصيف ذات الارتفاع النصفي في جميع محطات خط مترو صوفيا رقم 3.
في عام 2020، جرى تركيب نظام باب الحجب من النوع الحبلي (rope-type screen door RSD) في محطة مترو Vasil Levski Stadium ومحطة مترو Opalchenska لخط مترو صوفيا 1 والخط 2. في المجمل، وقد رُكبت مثل هذه الحواجز الأمنية من نوع الحبال في أكثر من 10 من أكثر المحطات ازدحامًا على الخط الأول والثاني لمترو صوفيا، مما يوفر مزيدًا من الأمان للركاب ويحميهم من حوادث السقوط.

## كندا
تُستخدم بوابات حجب الرصيف في جميع محطات قطار LINK الثلاث ومحطتي يونيون Union و Pearson على طول طريق يونيون بيرسون إكسبريس Union Pearson Express إلى مطار تورنتو بيرسون الدولي في ميسيسوجا، أونتاريو. ومن المقرر أن يجري تركيب بوابات حجب الأرصفة في جميع المحطات على خط أونتاريو القادم. وبالإضافة إلى ذلك، كجزء من أعمال التجديد والتوسعة الكبرى لتقاطع بلور-يونج، جرى تركيب بوابات حجب الرصيف على أرصفة الخط الأول. إضافة إلى تركيب الأبواب على أرصفة الخط 2 بمجرد إجراء تحديث إشارات CBTC على الخط. وقد أثارت إضافة مثل هذه الأبواب في بلور يونج شائعات حول طرح نظام أوسع نطاقًا، بما في ذلك في امتداد مترو سكاربورو القادم وامتداد مترو يونج نورث، على الرغم من عدم الإعلان عن أي تأكيد أو تمويل من لجنة النقل في تورنتو أو حكومة أونتاريو.
سيتضمن مشروع Réseau express métropolitain (REM) القادم في مونتريال الكبرى، وهو شبكة النقل السريع التكميلية للضواحي بدون سائق بطول 67 كيلومترًا، والذي من المقرر افتتاحه على خمس مراحل بين عامي 2023 و2027 أبوابًا لحجب الرصيف في كل من محطاته الـ 26.
مع ظهور نظام REM في الأفق، أصبحت الدعوات إلى تحديث أبواب حافة الرصيف في مترو مونتريال لمكافحة التأخير الناجم عن الازدحام أكثر شيوعًا. إذا جرى تركيب أبواب بارتفاع كامل، فقد يقلل ذلك من صعوبة فتح أبواب مدخل المحطة على مستوى الأرض بسبب اختلال الضغط الناجم عن القطارات المارة. نظرًا لوجود تصميمين مختلفين لأبواب القطار في مترو مونتريال، حيث تحتوي قطارات MR-73 القديمة على 4 أبواب على كل جانب من جوانب العربة، وتحتوي قطارات MPM-10 على 3 أبواب فقط، فمن غير المرجح أن تعمل أبواب حجب الرصيف في مترو مونتريال حتى الاستغناء عن عربات القطار من النوع MR-73.
في يونيو 2023، أعلنت شركة ترانس لينك، مشغل قطار فانكوفر سكاي ترين، عن دراسة جدوى لتثبيت بوابات حجب الرصيف على خطوط إكسبو وميلينيوم. كان من غير الممكن في السابق تركيب مثل هذا النوع من البوابات، وذلك بسبب أسطول قطارات SkyTrain المتنوع ومواضع الأبواب المختلفة. ومع ذلك، مع الاستحواذ على قطارات Alstom Mark V، التي ستحل محل قطارات Mark I القديمة، فإن مواضع الأبواب تسمح بإجراء دراسة الجدوى. ستُنشر النتائج في وقت ما من عام 2025.

## تشيلي

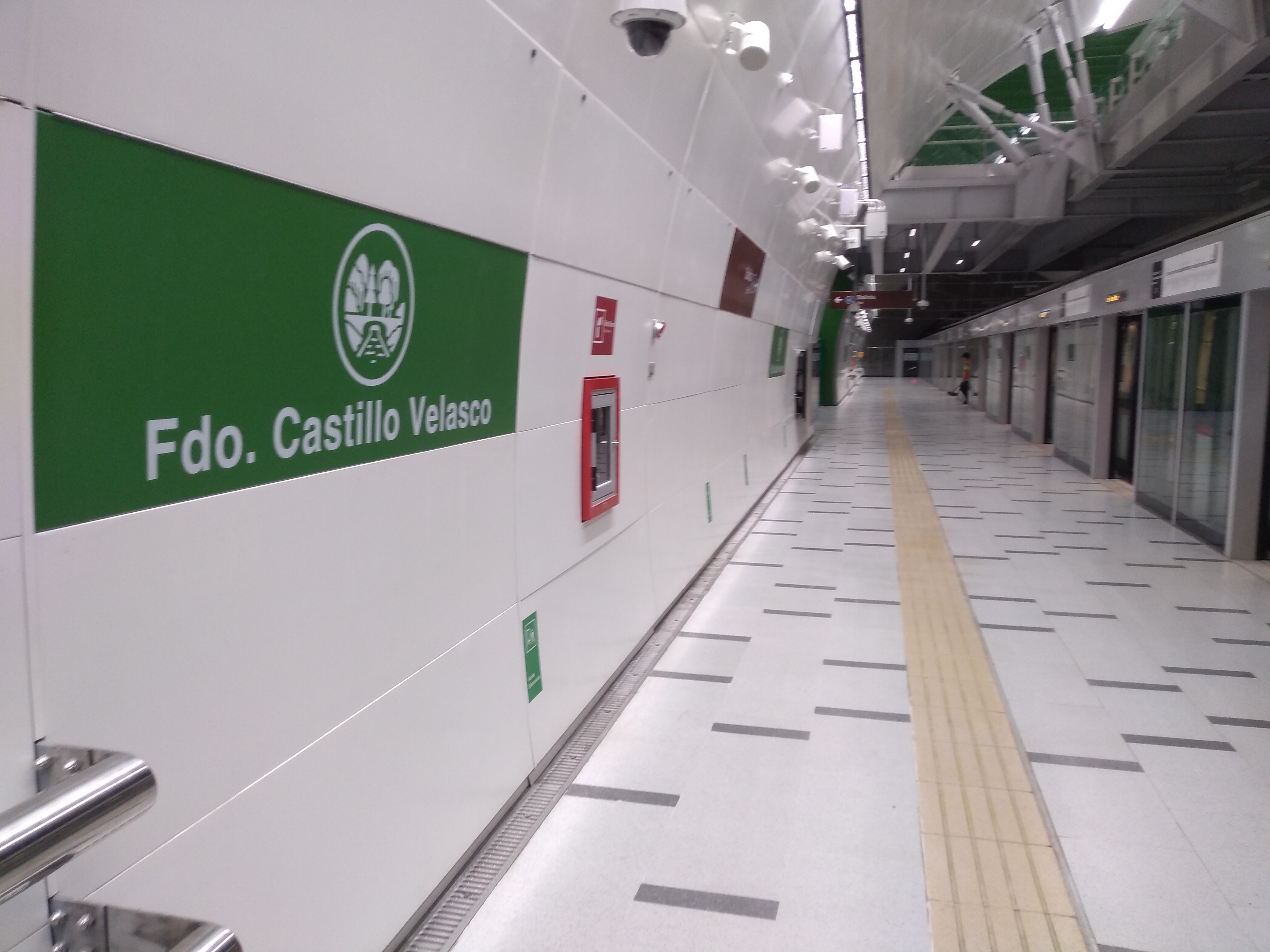
محطة مترو فرناندو كاستيلو فيلاسكو في الخط 3 في مترو سانتياغو
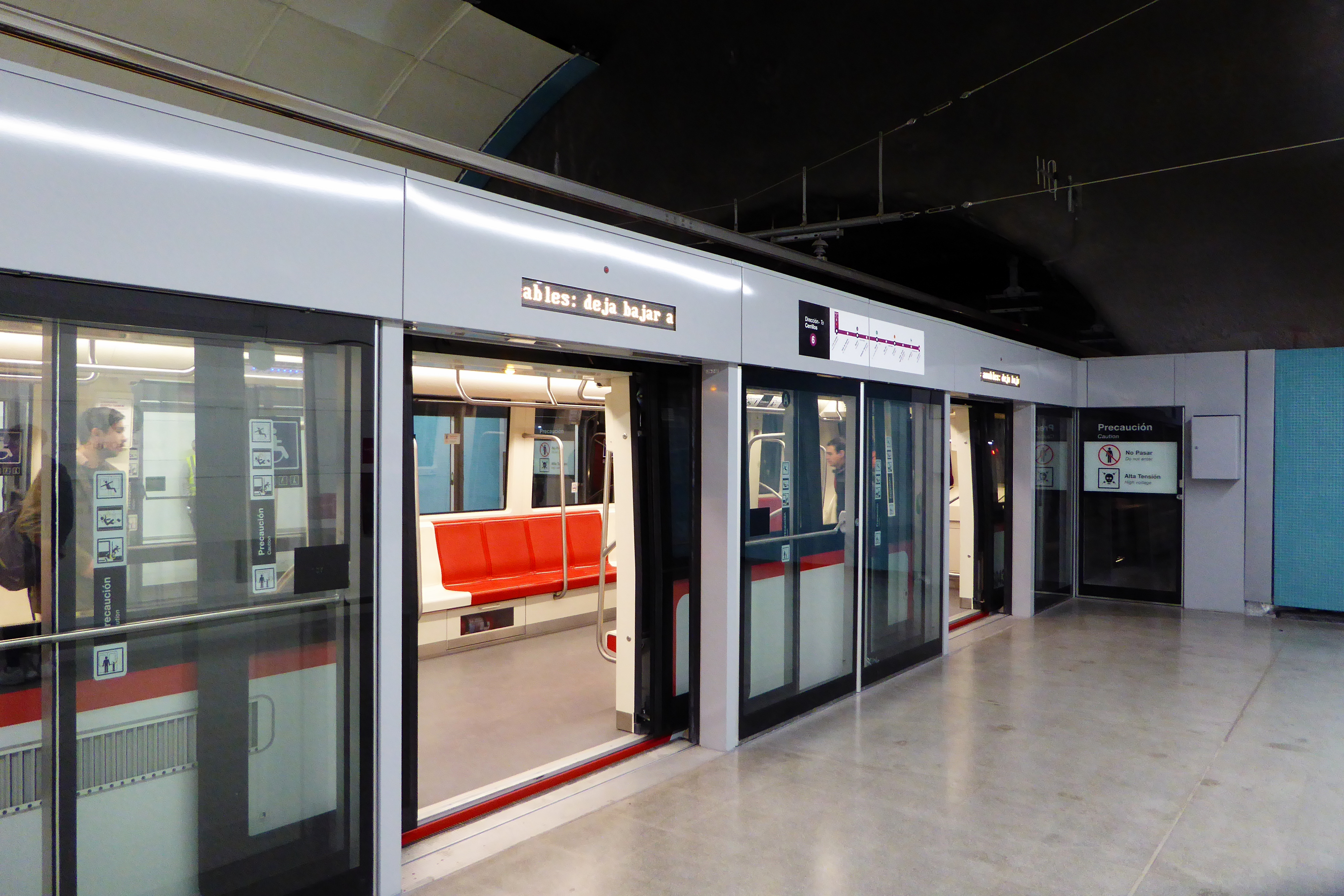
افتُتح الخط السادس لمترو سانتياغو في نوفمبر 2017، واستُخدمت أبواب حجب الرصيف وتحويلها إلى واحدة من أكثر الأرصفة حداثة في أمريكا اللاتينية

تُستخدم حاليًا أبواب حافة الرصيف في الخطوط 3 و 6 من مترو سانتياغو، وهي تشكل إضافة جديدة إلى النظام.

## الصين
تحتوي جميع أنظمة المترو الصينية على أبواب حجب للأرصفة مثبتة في معظم خطوطها. تحتوي جميع المحطات التي جرى بناؤها بعد منتصف العقد الأول من القرن الحادي والعشرين على شكل من أشكال حواجز الأرصفة. خط مترو قوانغتشو رقم 2، الذي افتُتح في عام 2002، هو أول نظام مترو في الصين يستخدم بوابات حجب للأرصفة فيه منذ اكتماله. كما أكمل خط مترو قوانغتشو الأقدم رقم 1 تركيب بوابات حجب الرصيف بين عامي 2006 و2009. أما خطوط مترو داليان 3 و12 و13 وخط مترو ووهان 1 وخطوط مترو تشانغتشون 3 و4 و8 فقط ففيها محطات بدون أبواب لحجب الرصيف في خطوطها المبكرة (حتى 21 ديسمبر 2019). ومع ذلك، بدأ العديد من منها عملية إعادة تجهيز هذه الخطوط ببوابات لحجب الرصيف.
بالإضافة إلى ذلك، فإن العديد من أنظمة النقل السريع بالحافلات، مثل نظام النقل السريع بالحافلات في قوانغتشو، لديها أيضًا محطات مجهزة ببوابات لحجب الرصيف. توجد أبواب لحجب الأرصفة أيضًا في بعض محطات الترام والسكك الحديدية الخفيفة مثل محطة Xijiao الخفيفة وترام Nanjing وترام Chengdu.
تستخدم العديد من محطات السكك الحديدية عالية السرعة تحت الأرض التابعة لشبكة CRH بوابات حجب الرصيف التي تقع بعيدًا عن حافة الرصيف.

بالإضافة إلى ذلك، قامت منطقة فنغشيان في شنغهاي بتثبيت بوابات حجب الرصيف عند معبر الطريق.

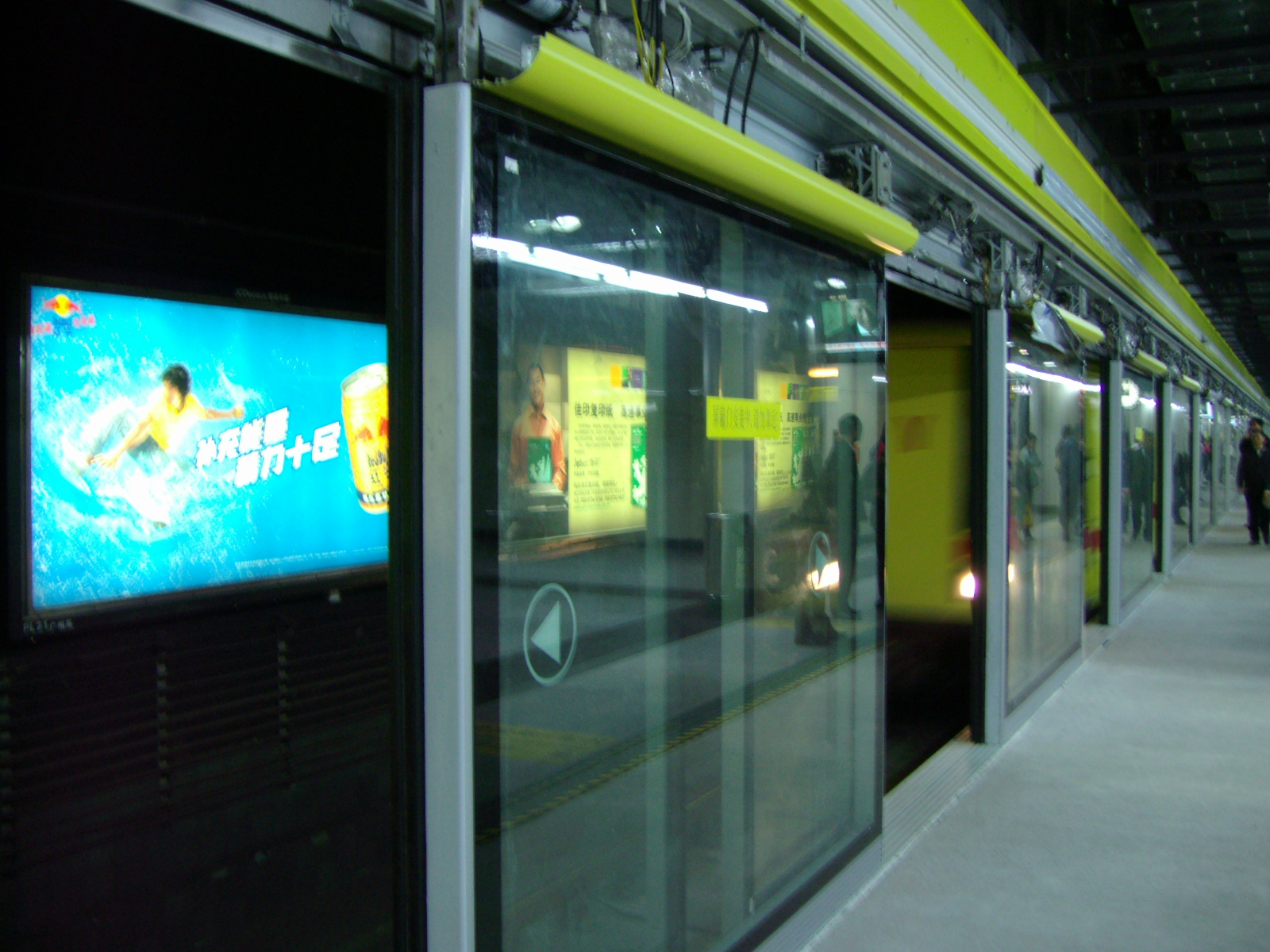
إعادة تأهيل بواوبات حجب الرصيف على خط قوانغتشو رقم 1
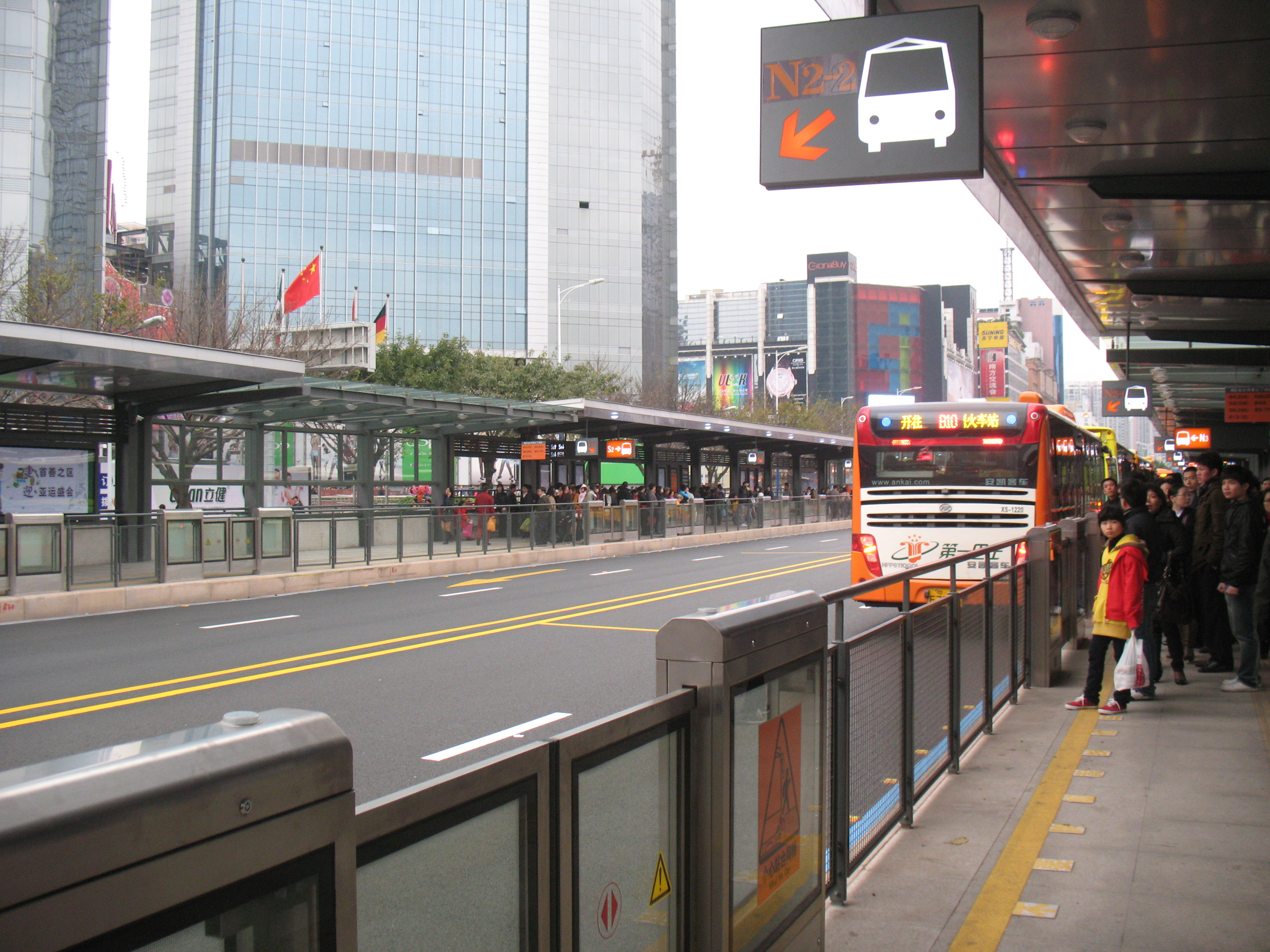
باب حجب الرصيف الخاص بمحطة مركز تيانخه الرياضي في قوانغتشو BRT
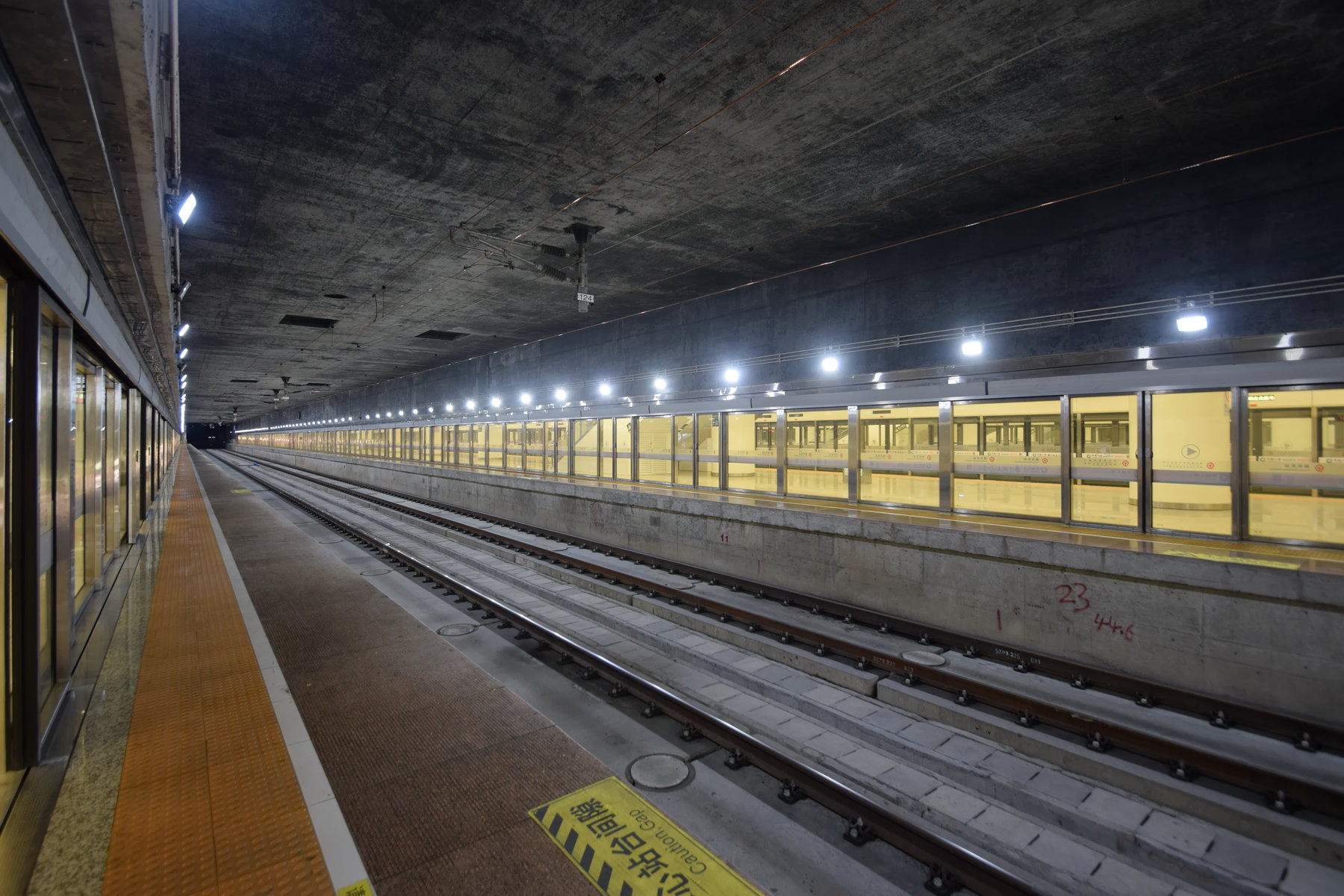
محطة فوتيان، محطة تحت الأرض على خط السكة الحديدية السريع قوانغتشو-شنتشن-هونغ كونغ، وبها بوابات لحجب الرصيف

## كولومبيا

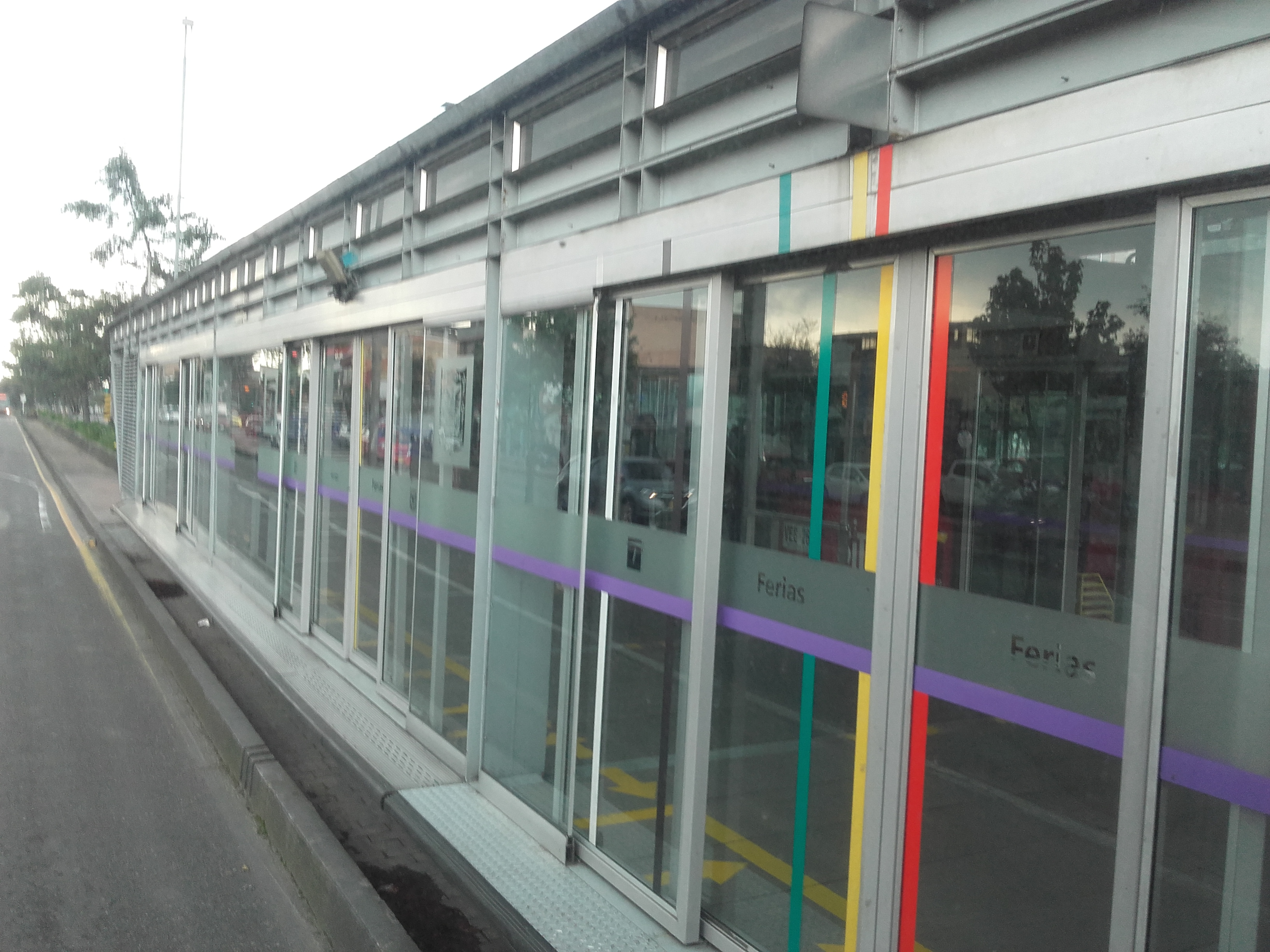
محطة حافلات النقل السريع TransMilenio في بوغوتا وبها أبواب لحجب الرصيف

تستخدم العديد من محطات نظام النقل السريع بالحافلات TransMilenio في بوغوتا بوابات حجب الرصيف. يحتوي ترام أياكوتشو في ميديلين أيضًا على أبواب ذات الارتفاع النصفي في كل محطة.

## الدنمارك

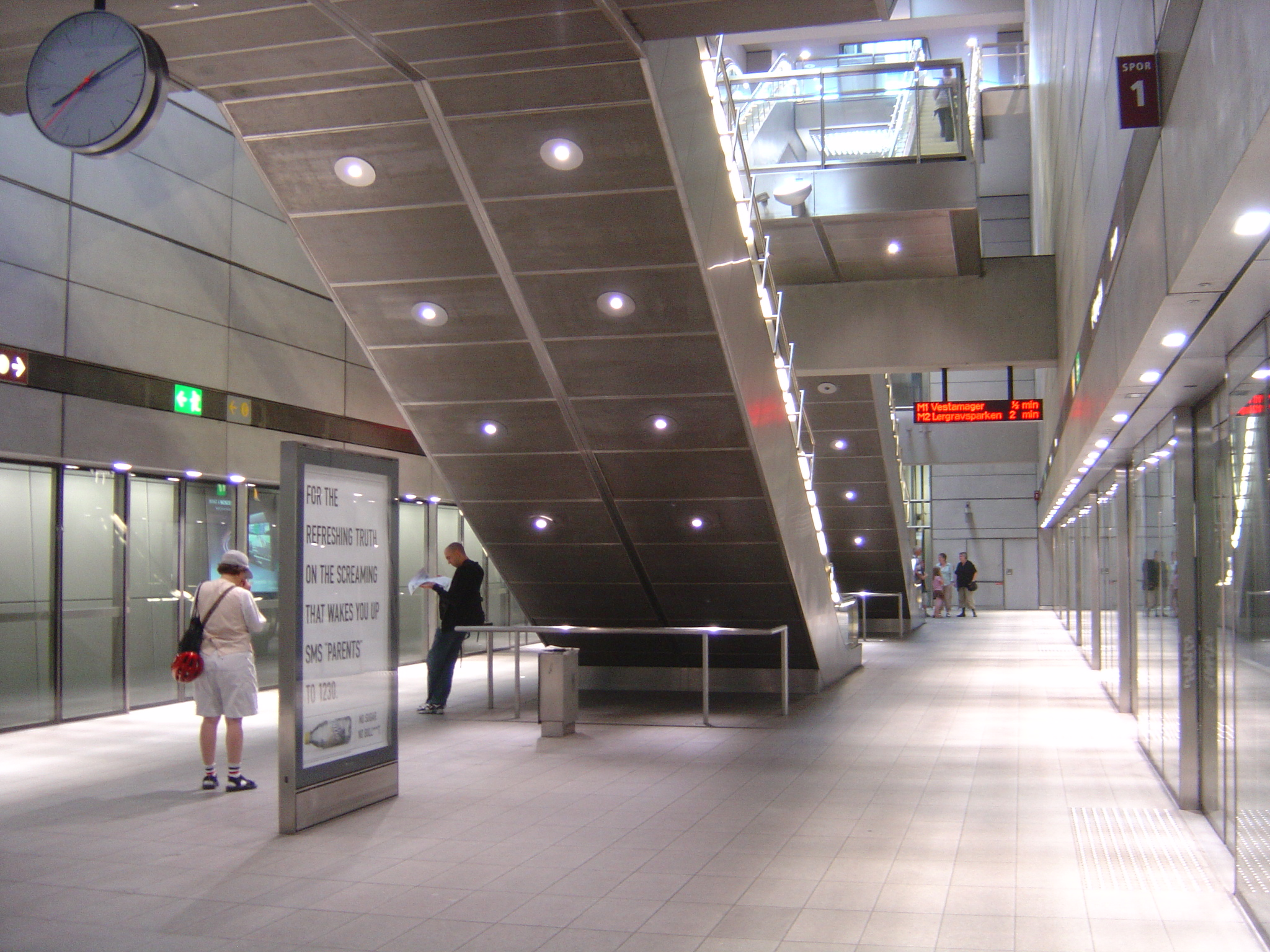
تصميم محطة تحت الأرض في محطة فوروم في مترو كوبنهاجن

يستخدم مترو كوبنهاجن أبواب حجب الرصيف من إنتاج شركة Westinghouse وFaiveley على جميع الأرصفة. تُستخدم البوابات ذات الارتفاع الكامل في المحطات تحت الأرض بينما تحتوي المحطات الموجودة على مستوى السطح على أبواب ذات الارتفاع النصفي (باستثناء Lufthavnen و Orientkaj ). كانت المحطات تحت الأرض تحتوي على أبواب للأرصفة منذ افتتاحها، في حين لم تكن المحطات فوق الأرض على الخطين 1 و2 تحتوي على أبواب للأرصفة في البداية، ولكن جرى تركيبها لاحقًا.

## فنلندا
أجرى مترو هلسنكي تجربة تشغيلية لبوابات Faiveley الأوتوماتيكية المثبتة على رصيف واحد في محطة مترو Vuosaari خلال المرحلة الأولى من المشروع. ثم جرى بناء الأبواب، التي تعد جزءًا من مشروع أتمتة مترو سيمنز، في عام 2012. وقد تأجلت المرحلة الثانية من المشروع بسبب الاختبارات الفنية والسلامة المتعلقة بأتمتة المترو. ثم أُزيلت الأبواب في عام 2015.

## فرنسا
جُهزت جميع خطوط نظام مترو الأنفاق الآلي VAL ببوابات حجب الرصيف في كل محطة، بدءًا من مترو أنفاق ليل في عام 1983. وتشمل هذه أيضًا تولوز ورين بالإضافة إلى خدمات نقل المطار CDGVAL و Orlyval.
افتُتح خط مترو باريس رقم 14 من سان لازار إلى مكتبة فرانسوا ميتران في عام 1998 بأبواب لحجب الرصيف من صنع شركة Faiveley Transport. وكذلك افتُتحت محطة أوليمبيادس الجديدة بأبواب لحجب الرصيف في يونيو 2007. جرى تجهيز الخطين 1 و4 بأبواب حافة الرصيف، لتحقيق التشغيل الآلي الكامل بدون سائق اعتبارًا من عامي 2012 و2023 على التوالي. وقد جُهزت بعض المحطات على الخط 13 بأبواب على حافة الرصيف منذ عام 2010 لإدارة الازدحام، بعد الاختبارات التي أجريت في عام 2006.
منذ 30 يونيو 2020، يجري اختبار نوع جديد من أبواب الحجب العمودية للأرصفة، والتي تسمى ستائر الرصيف platform curtains، وقد جُربت على رصيف 2bis لمحطة Vanves-Malakoff (في منطقة باريس) على خط السكك الحديدية للركاب Transilien Line N. وكان من المقرر أن تنتهي التجربة في فبراير 2021. صرحت شركة ترانسيليان Transilien أنها تُفضل ستائر الرصيف على أبواب الحجب التقليدية لهذا الخط لأن وضع الأبواب ليس متوافقًا مع المركبات المتحركة، وأنها تخطط لتثبيتها في محطات Transilien الأخرى إذا نجحت التجربة.
تشهد باريس الآن ثورة حضرية جديدة تتمثل في: قطار باريس الكبير. وبالتالي ستُزود كل المحطات الجديدة بأبواب حجب كاملة جديدة تمامًا، ويبدأ ذلك مع امتداد الخط 14 الذي افتُتح في عام 2024، من سان دوني بلييل إلى مطار أورلي.

## ألمانيا
جُهزت عربات نقل الأشخاص في مطار فرانكفورت الدولي ومطار ميونيخ الدولي ومطار دوسلدورف بأبواب لحجب الرصيف، بالإضافة إلى القطار المعلق في دورتموند، والذي يسمى H-Bahn. وكان هناك خطط جارية لاختبار أبواب حجب الرصيف لمترو الأنفاق في ميونيخ في عام 2023 على أن يجري تركيبها على الخط U5 و U6 في أواخر عام 2026.
ستحتوي جميع المحطات على الخط U5 القادم على مترو أنفاق هامبورغ على أبواب حجب رصيف بارتفاع كامل.

## اليونان
كان من المخطط استخدام أبواب حجب الأرصفة في مترو سالونيك بدون سائق، والذي كان من المقرر افتتاحه في نوفمبر 2023 وفي الخط الرابع لمترو أثينا.

## هونج كونج

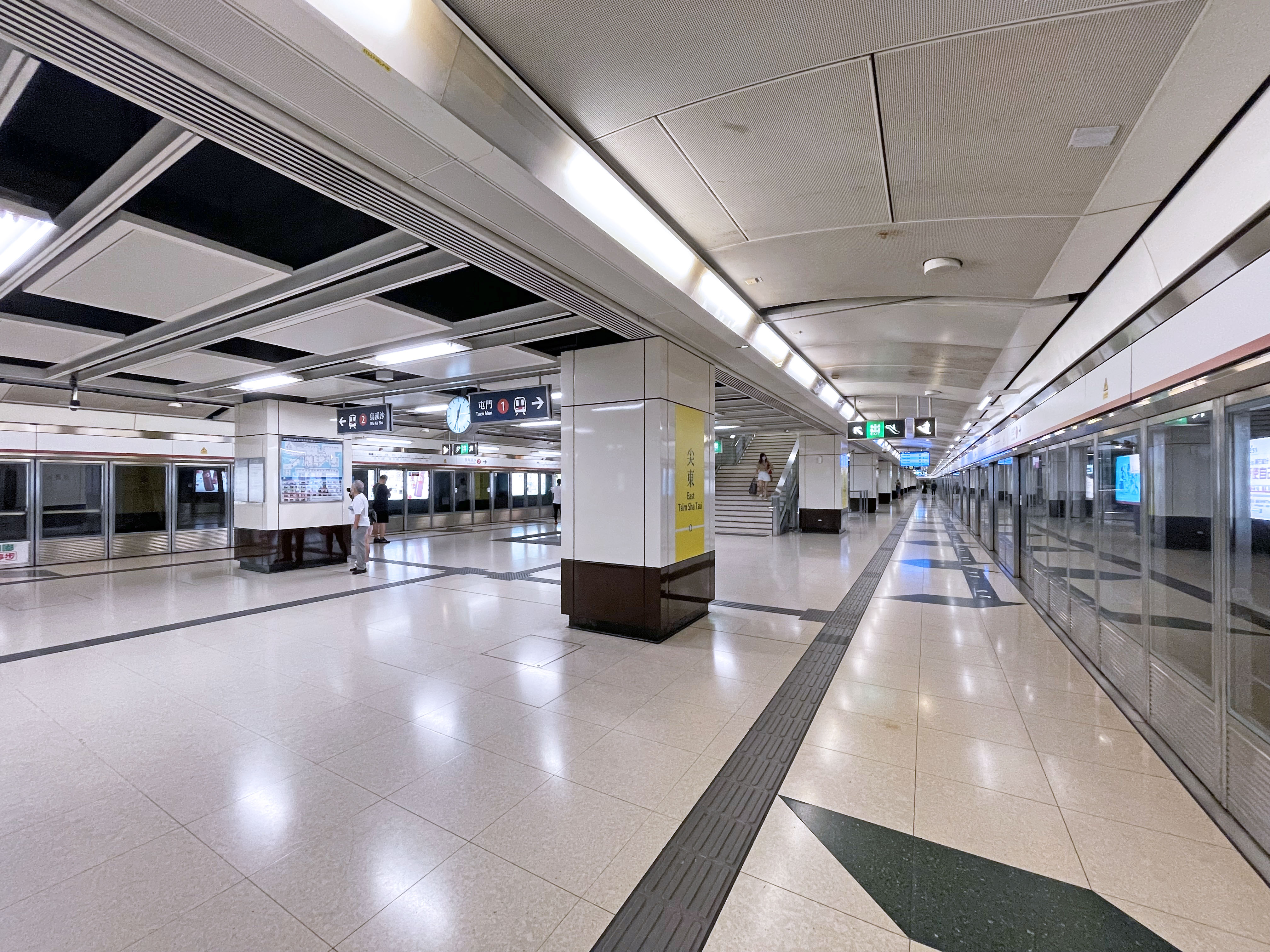
كانت محطة شرق تسيم شا تسوي تمتلك أطول مجموعة من أبواب حجب الأرصفة في العالم منذ افتتاحها في عام 2004، ولكن ثلثها خرج من الخدمة منذ أن بدأت المحطة في خدمة القطارات الأقصر على خط السكك الحديدية الغربي (الآن خط توين ما) في عام 2009.
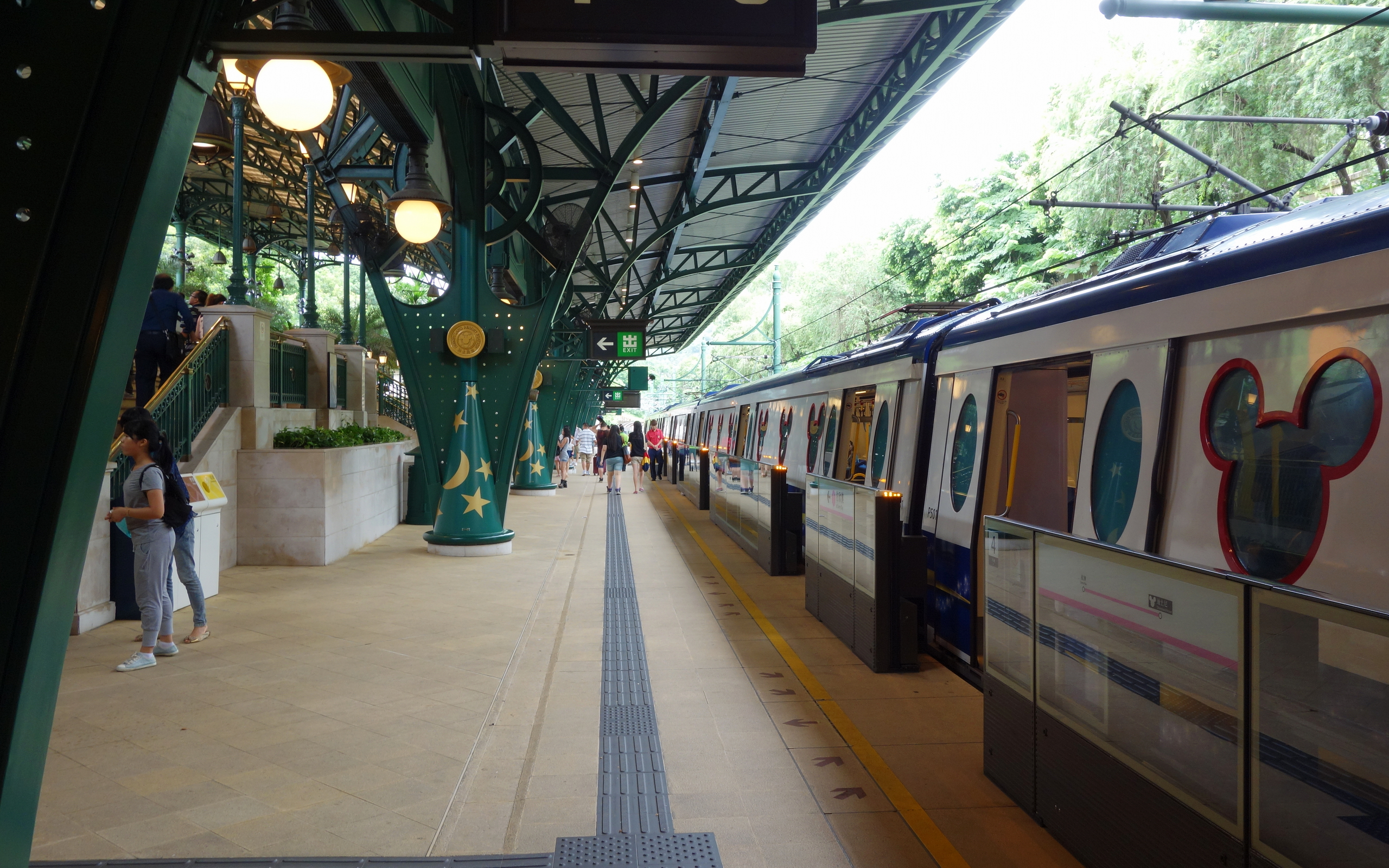
أصبح رصيف محطة منتجع ديزني لاند هو المحطة الثانية في هونج كونج التي تستخدم أبواب حافة الرصيف ذات الارتفاع النصفي، بعد ساني باي Sunny Bay.
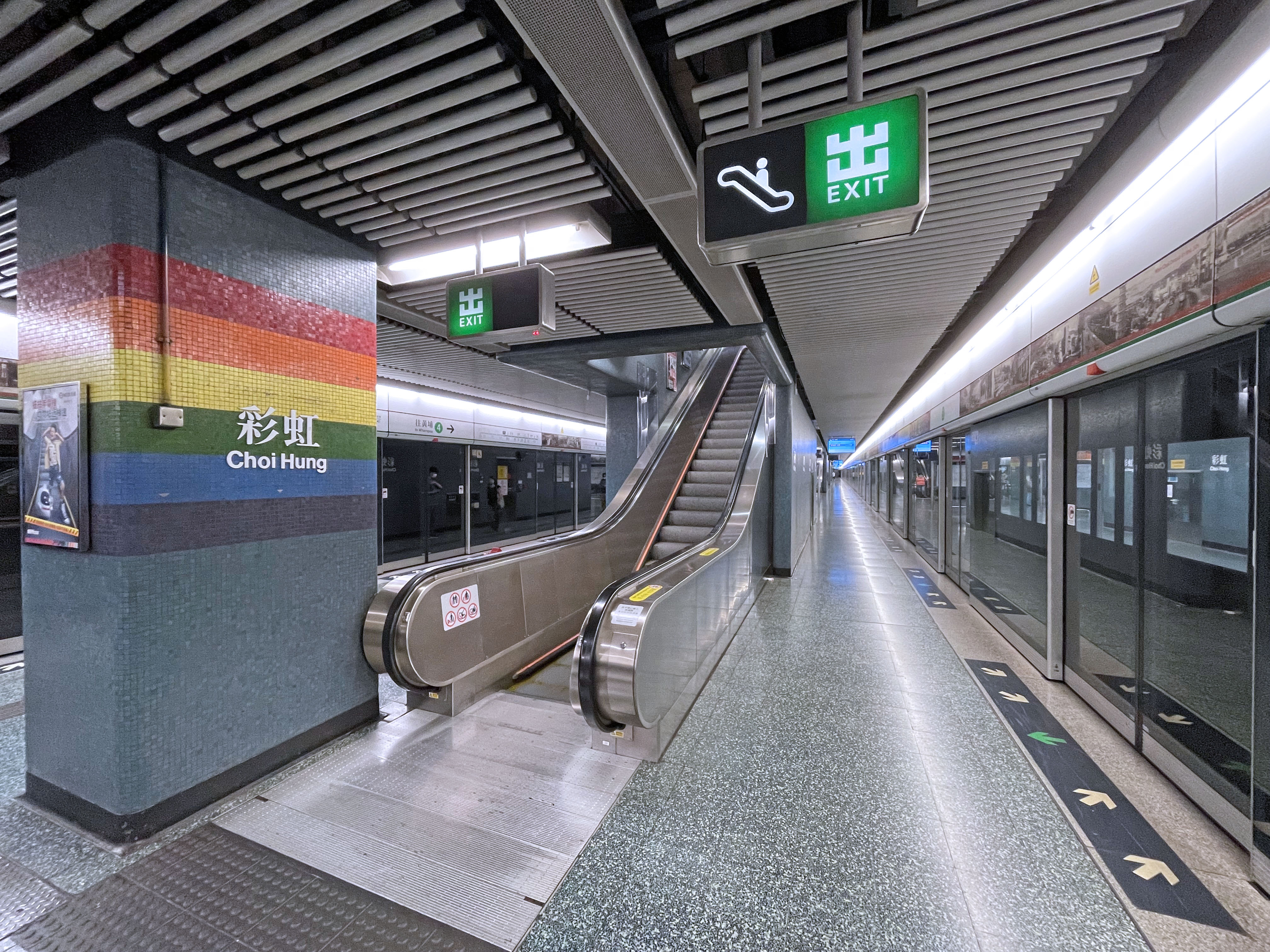
كان رصيف محطة تشوي هونغ هو المكان الذي قامت فيه شركة MTR بتجربة أبواب حجب الرصيف لأول مرة في عام 1996. وقد جرى تركيب الأبواب الحالية في عام 2001.
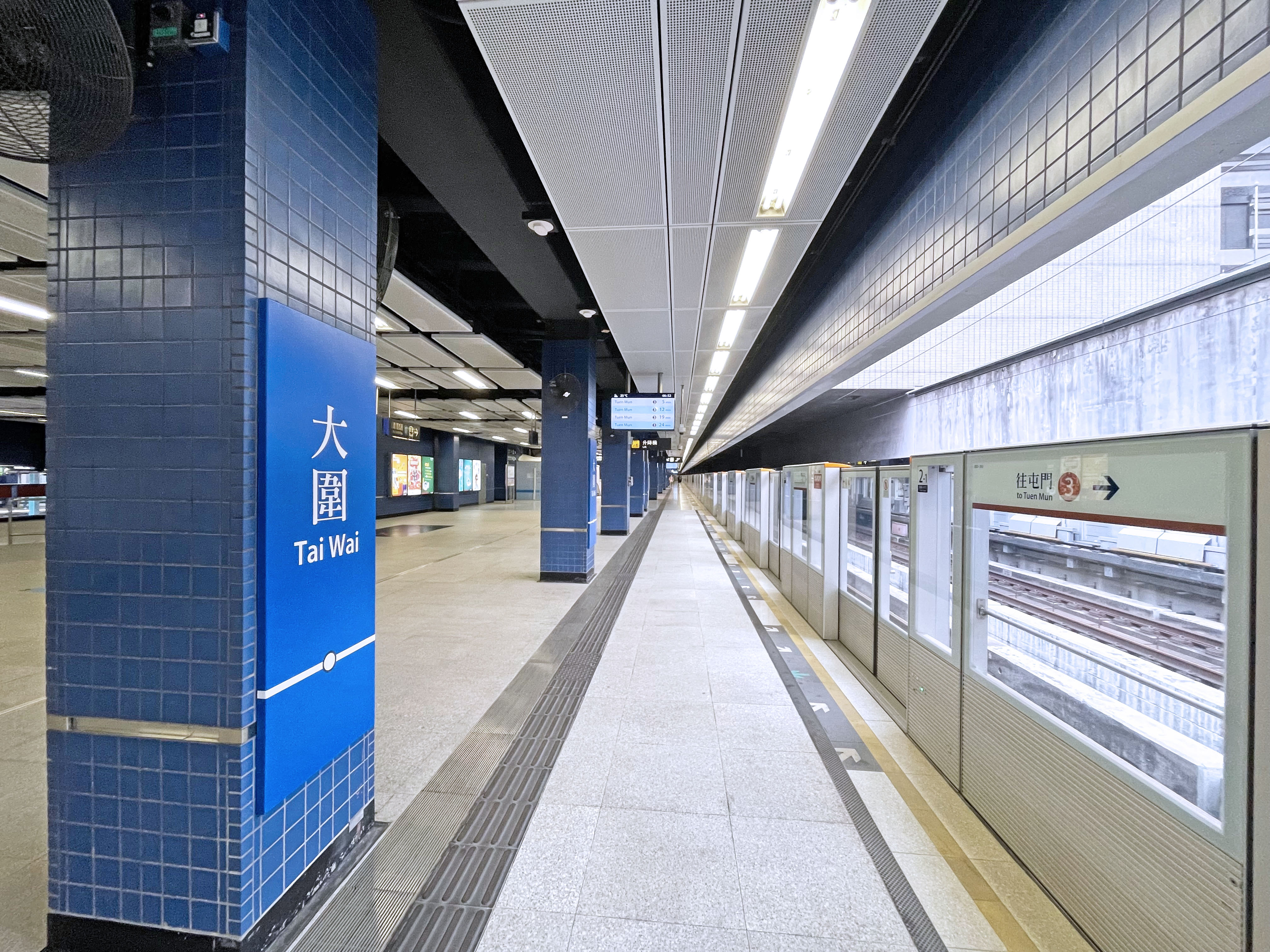
الرصيف رقم 3 لمحطة تاي واي التي تخدم Tuen Mun قطارات خط Tuen Ma المتجهة إلى الصين. تخضع أرصفة خط East Rail Line في نفس المحطة حاليًا لعملية تجديد بوابات الرصيف الأتوماتيكية APG.

حاليًا، يجري تجهيز جميع أرصفة السكك الحديدية الثقيلة والمتوسطة الحجم خارج East Rail line إما بأبواب لحجب الرصيف أو بوابات حجب أوتوماتيكية. على خط السكك الحديدية الشرقي، يجري تثبيت أنظمة بوابات حجب الرصيف فقط في محطات Admiralty Exhibition Centre و Hung Hom. كذلك فقد جري تركيب بوابات حجب أوتوماتيكية في Racecourse، ولوك ما تشاو، وشا تين، وشوينج شوي، وسوق تاي بو، وتاي واي. لا تزال عملية التثبيت جارية أو ستبدأ قريبًا في المحطات المتبقية. تُستخدم بوابات الأرصفة الأوتوماتيكية حاليًا فقط في المحطات الموجودة على مستوى الأرض والمرتفعة، بينما تُستخدم أبواب حجب الأرصفة في جميع المحطات الموجودة تحت الأرض وبعض المحطات الموجودة على مستوى الأرض أو المرتفعة. لا يوجد لدى أي من أرصفة القطار الخفيف أبواب لحجب الأرصفة أو بوابات أوتوماتيكية.
كانت شركة MTR منذ منتصف عام 1996 تدرس جدوى تركيب أنظمة بوابات حجب الرصيف في المحطات القديمة لتقليل حالات الانتحار، وتقليل تكاليف تكييف الهواء. وقد اختارت الأرصفة 2 و 3 في Choi Hung للتجربة بسبب كونها أرصفة زائدة عن الحاجة وتستقبل أعدادًا قليلة من الركاب. جرى تركيب أبواب حجب الرصيف بطول عربتين ونصف على كل من الرصيفين أثناء التجربة في عام 1996. وبما أن قطارات خط كوون تونغ تتكون من ثماني عربات، فقد تقرر إزالة تلك البوابات للسماح بعمليات أكثر سلاسة للقطار.

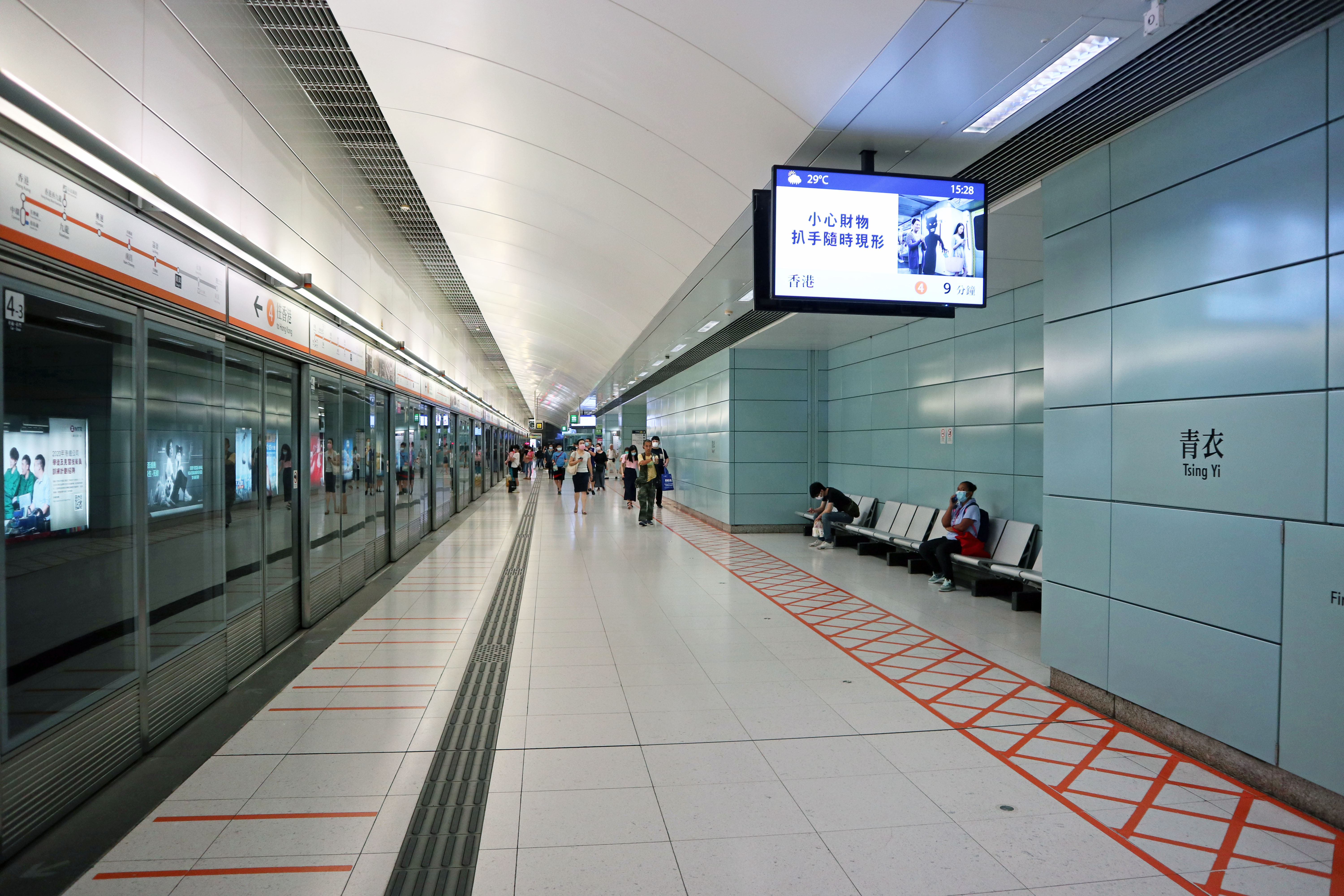
كانت محطة تسينغ يي، إلى جانب المحطات الأخرى لخط تونغ تشونغ ومحطة إيربورت إكسبريس، أولى المحطات التي لديها أنظمة بوابات حجب الرصيف في التشغيل العادي في هونج كونج.

مع افتتاح خط Tung Chung line وخط Airport Express، أصبحت هونغ كونغ تمتلك أول محطات بها بوابات حجب الرصيف كاملة الارتفاع وتعمل بكامل طاقتها في عام 1998.
قررت هيئة مترو الأنفاق في عام 1999 القيام ببرنامج تحديث لأنظمة النقل العام في 74 رصيف من 30 محطة مترو أنفاق مختارة على خطوط كوون تونج، وآيلاند، Tsuen Wan lines. وقد طُلب 2,960 زوجًا من بوابات حجب الرصيف من شركة Gilgen Door Systems. أصبحت تشوي هونغ أول محطة تتلقى أبواب حجب الرصيف منها في أغسطس 2001. أصبح نظام السكك الحديدية للنقل الجماعي أول نظام مترو في العالم يقوم بتركيب أنظمة بوابات حجب الرصيف على نظام النقل الذي يعمل بالفعل. انتهى هذا المشروع في مارس 2006. استخدمت جميع المحطات أو الأرصفة الجديدة اللاحقة التي جرى تركيبها باستخدام أنظمة بوابات حجب الرصيف أيضًا تلك التي تصنعها شركة Gilgen Door Systems، في حين استخدم امتداد خط السكك الحديدية الشرقي عبر الميناء أبواب حجب الأرصفة المصنعة بواسطة مجموعة Fangda.

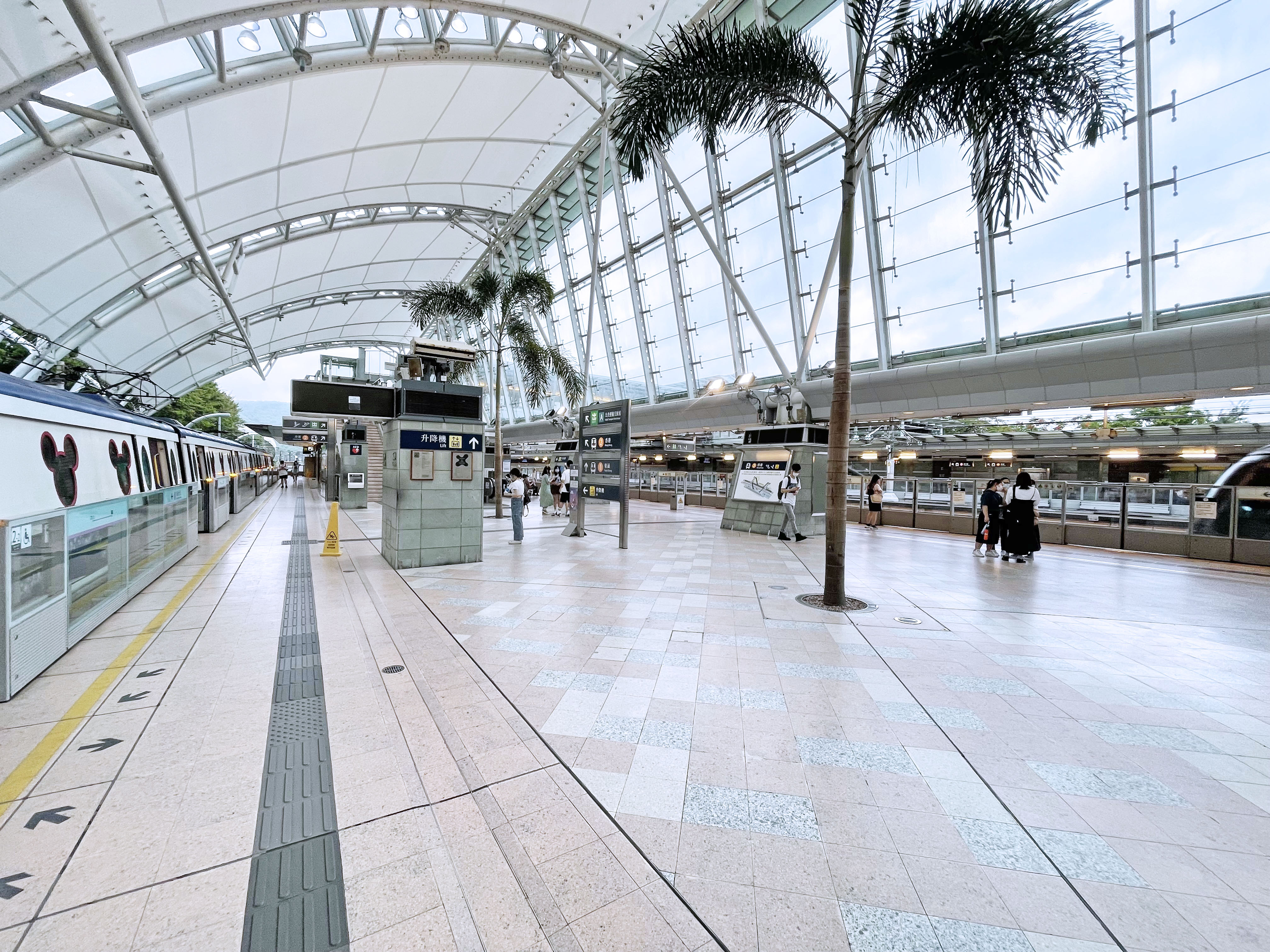
كانت محطة ساني باي أول محطة في هونج كونج تحتوي على أبواب حافة الرصيف.

كان افتتاح ساني باي Sunny Bay ومنتجع ديزني لاند Disneyland Resort يعني أيضًا افتتاح المحطات في عام 2005 ودخول أبواب حافة الرصيف الأولى إلى التشغيل في شبكة MTR. هذه الأبواب هي الأقصر حاليًا في الشبكة بأكملها حيث يبلغ ارتفاعها حوالي 1.2 م (3 قدم 11 بوصة)، مقارنة بارتفاع قدره 1.55 م (5 قدم 1 بوصة) على خطوط كوون تونغ، تسوين وان، آيلاند وتونغ تشونغ وارتفاع قدره 1.7 م (5 قدم 7 بوصة) على خطوط توين ما وخطوط South Island lines.
في عام 2006، بدأت هيئة مترو الأنفاق في دراسة طرق إدخال الحواجز في المحطات فوق سطح الأرض وعلى مستوى الأرض، وهو الأمر الذي اعتبر أكثر تعقيدًا لأن هذه المحطات تتمتع بتهوية طبيعية وكان إدخال أبواب حجب الرصيف الكاملة يستلزم تركيب أنظمة تكييف الهواء. في عام 2008، قررت الشركة تركيب بوابات رصيف أوتوماتيكية (automatic platform gatesA PGs) في ثماني محطات (تحدثدمج شلركة MTR Corporation Limited وشركة KCR Corporation تشغيليًا منذ عام 2007، ولكن محطات KCR لم يتمكنتميهفذه الدراسة). زُودت المحطات الثماني بأنظمة بوابات الرصيف الأتوماتيكية في عام 2011.
من يوليو 2000 إلى ديسمبر 2013، قامت شركة MTR بتحصيل رسوم إضافية قدرها 10 سنتات من كل راكب يدفع ثمن بطاقة Octopus للمساعدة في دفع تكاليف تركيب أجهزة بوابات حجب الرصيف وبوابات الرصيف الأتوماتيكية. وقد جمعت الشركة ما يزيد عن 1.15 مليار دولار هونج كونج في المجموع.
جرى أيضًا تركيب أبواب حجب الأرصفة على جميع أرصفة خط السكك الحديدية الغربي (الذي أصبح الآن جزءًا من خط Tuen Ma)، والذي جرى بناؤه بعد ذلك بواسطة شركة Kowloon-Canton Railway Corporation (KCRC) قبل اندماج MTR-KCR. لم يكن خط ما أون شان مزودًا ببوابات لحجب الرصيف عند افتتاحه على الرغم من أنه قد بدأ بناؤه في نفس وقت بناء خط السكة الحديدية الغربي؛ ولكن جرى إضافتها لاحقًا من عام 2014 إلى عام 2017 قبل افتتاح المرحلة الأولى من خط توين ما في 14 فبراير 2020.
كان تركيب أبواب حجب الأرصفة في هونج كونج فعالاً في تقليل الإصابات في السكك الحديدية ومنع انقطاع الخدمة.
يمكن العثور على أطول مجموعة من بوابات حجب الرصيف في العالم في محطة شرق تسيم شا تسوي، حيث خدمت لأول مرة على خط East Rail line عندما كانت قطارات MLR المكونة من 12 عربة لا تزال في الخدمة. بعد اكتمال بناء خط كولون الجنوبي وتسليم المحطة إلى West Rail line (الذي أصبح الآن جزءًا من خط توين ما)، تسبب التخفيض اللاحق لطول القطار من 12 إلى 7 عربات في إخراج العديد من أبواب حجب الرصيف من الخدمة، على الرغم من إطالة القطارات إلى ثماني عربات في مايو 2018.
رُكبت بوابات رصيف أتوماتيكية في جميع محطات خط السكك الحديدية الغربي (الذي أصبح الآن جزءًا من خط توين ما)، وجرى تركيب بوابات رصيف أتوماتيكية في آخر خط مكون من خط توين ما، وهو خط ما أون شان، والذي دخل الخدمة في 20 ديسمبر 2017.
تقع آخر محطات غير الترام/السكك الحديدية الخفيفة في هونج كونج التي لا تحتوي على أبواب أو بوابات حجب الرصيف على خط East Rail، وهو خط KCR سابق ليس جزءًا من برامج تجديد بوابات الرصيف الأتوماتيكية MTR APG. وجدت شركة KCR صعوبة في تركيب بوابات الرصيف الأتوماتيكية APGs بسبب المنحنيات الواسعة للأرصفة والفجوات الكبيرة في أرصفتها، وخاصة في محطة University Lo Wu، وMong Kok East. ومع ذلك، تقوم شركة كابا حاليًا بتحديث جميع المحطات الثلاث عشرة المتبقية كجزء من مشروع خط شاتين إلى خط سنترال لينك. وسيكون ارتفاع بوابات الرصيف الأتوماتيكية حوالي 1.8 م (5 قدم 11 بوصة). تتطلب إضافة بوابات الرصيف الأتوماتيكية إلى أرصفة خط السكك الحديدية الشرقي تعزيز الرصيف باستخدام قضبان التسليح والأقواس، حيث يمكن للبوابات، جنبًا إلى جنب مع الرياح القوية، أن تزيد بشكل كبير من الحمل الهيكلي على هيكل الرصيف. هناك حاجة أيضًا إلى أعمال عزل مائي واسعة النطاق نظرًا لأن العديد من هذه الأرصفة معرضة بشكل مباشر للجو.

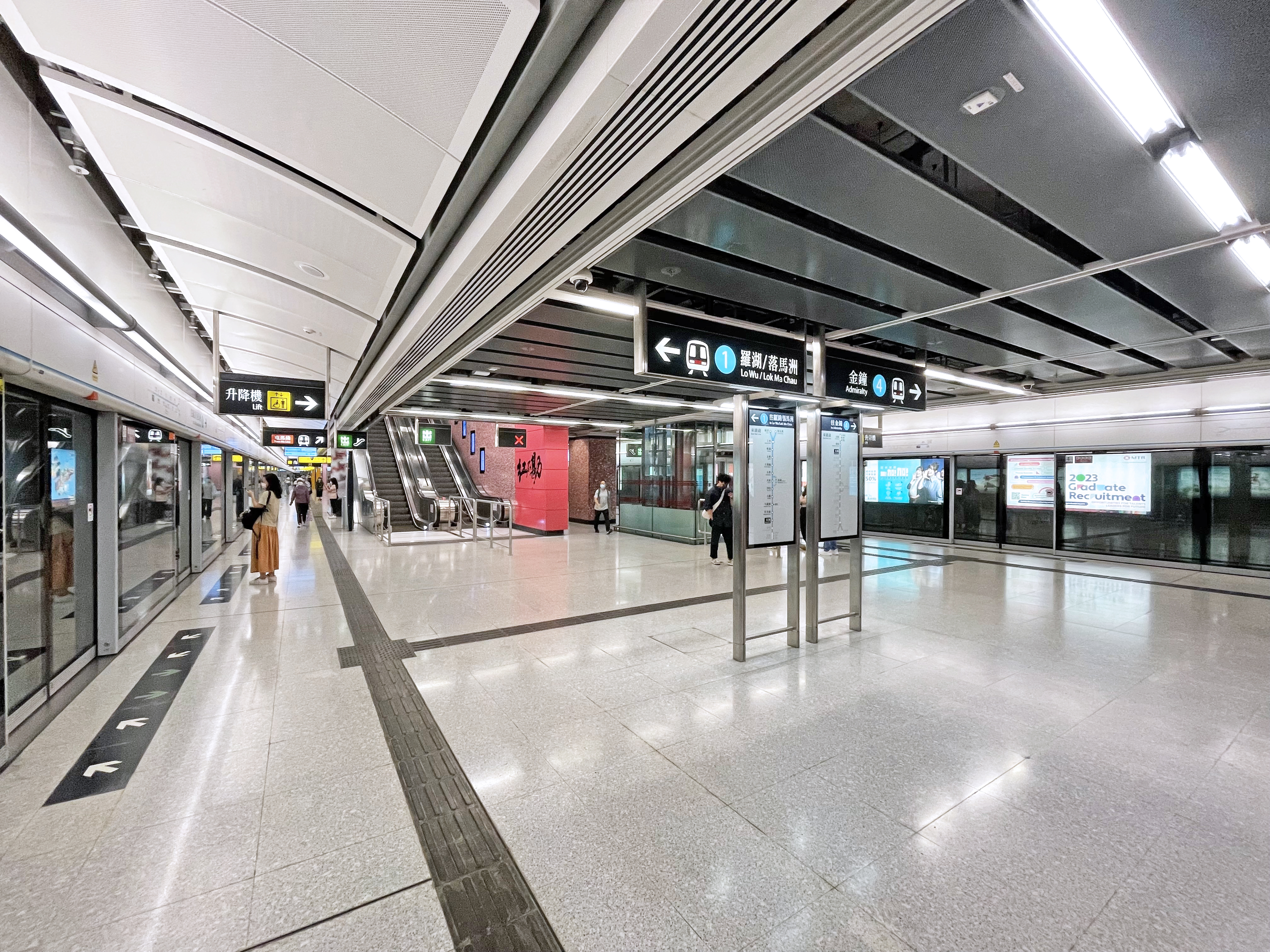
أرصفة خط السكة الحديدية الشرقي لمحطة هونغ هوم

حتى 15 مايو 2022، جرى تجهيز ثلاث محطات على خط السكك الحديدية الشرقي (هونج هوم، ومركز المعارض، والأدميرالية) بأبواب لحجب الرصيف، في حين تخضع المحطات المتبقية للتحديث. الأبواب الموجودة حاليًا في الخدمة في خطوط شركة MTR من إنتاج شركة Kaba Gilgen السويسرية، وشركة Nabtesco Corporation اليابانية (تحت العلامة التجارية Nabco)، وشركة Faiveley Transport الفرنسية، وشركة Shenzhen Fangda Automatic System.
بصرف النظر عن خطوط شركة MTR، فقد جرى تجهيز جميع المحطات في نظام نقل الأشخاص الآلي في مطار هونج كونج الدولي ببوابات حجب الرصيف من إنتاج شركة Westinghouse (للمرحلة 1) وشركة Panasonic (لتمديد خط الوسط). جرى أيضًا تجهيز الأرصفة لخدمة حافلات النقل المكوكية بين قاعة North Satellite Concourse والقاعة الشرقية للمحطة الأولى في مطار هونج كونج الدولي، وChek Lap Kok، والأقاليم الجديدة وأرصفة الحافلات في Yue Man Square في Kwun Tong، وNew Kowloon ببوابات حجب الرصيف. بعد إعادة افتتاحه في 27 أغسطس 2022، جُهز ترام بيك بأبواب حافة الرصيف على جانب الصعود من محطات النهاية.

## الهند
في مترو دلهي، جُهزت جميع المحطات على خط Delhi Airport Metro Express، الذي يرتبط بمطار إنديرا غاندي الدولي، بأبواب حجب للرصيف ذات ارتفاع كامل منذ عام 2011، كما جُهزت أكثر المحطات الست ازدحامًا على الخط الأصفر ببوابات حجب ذات ارتفاع نصفي. واستُخدمت بوابات رصيف أوتوماتيكية في جميع محطات الخط الوردي والخط الأرجواني والخط الرمادي.
تُستخدم أيضًا أبواب حجب الرصيف في جميع محطات مترو الأنفاق في تشيناي.
توجد أبواب لحجب الرصيف في جميع المحطات المرتفعة والمنخفضة في خط مترو كولكاتا رقم 2. ومن المقرر أن تُضاف أبواب لحجب الرصيف في محطات مترو الأنفاق لخط مترو كولكاتا رقم 3 وخط مترو كولكاتا رقم 4 وخط مترو كولكاتا رقم 6. هناك أيضًا خطط لتثبيت أبواب حجب الرصيف في خط مترو كولكاتا رقم 1.
كان من المقرر أن تحتوي جميع محطات مترو حيدر أباد إكسبريس قيد الإنشاء على أبواب حجب الرصيف بارتفاع نصفي لتحسين سلامة الركاب. في مترو ناما في بنغالور، خُطط لتركيب أبواب حجب الرصيف لعمليات المرحلة الثانية والتي كان من المتوقع أن تكتمل بحلول عام 2019. وبذلك تكون محطة مترو المدينة الإلكترونية في جنوب بنغالورو، على الخط الأصفر، أول محطة مترو ناما يجري فيها تركيب أبواب لحجب الرصيف.
في مترو مومباي، تحتوي جميع الخطوط التي تصنعها MMRDA على أبواب لحجب الرصيف بارتفاع نصفي في جميع المحطات المرتفعة وأبواب حجب بارتفاع كامل في المحطات التي تحت الأرض، حيث أن القطارات المستخدمة في هذه الخطوط لديها مستوى GoA 4، وأيضًا للحد من مخاطر وفاة الركاب بسبب الازدحام. في الخط 2A، الخط الأصفر، والخط 7A، الخط الأحمر والخط 3، خط Aqua، سيكون هناك أبواب لحجب الرصيف كاملة الارتفاع، حيث أن الخط تحت الأرض بالكامل، ومثل خطوط MMRDA أعلاه، سيكون لديهم مستوى GoA 4 (تشغيل قطار بدون مراقبة).

ستحتوي جميع محطات مترو الأنفاق في بوني على أبواب لحجب الرصيف.

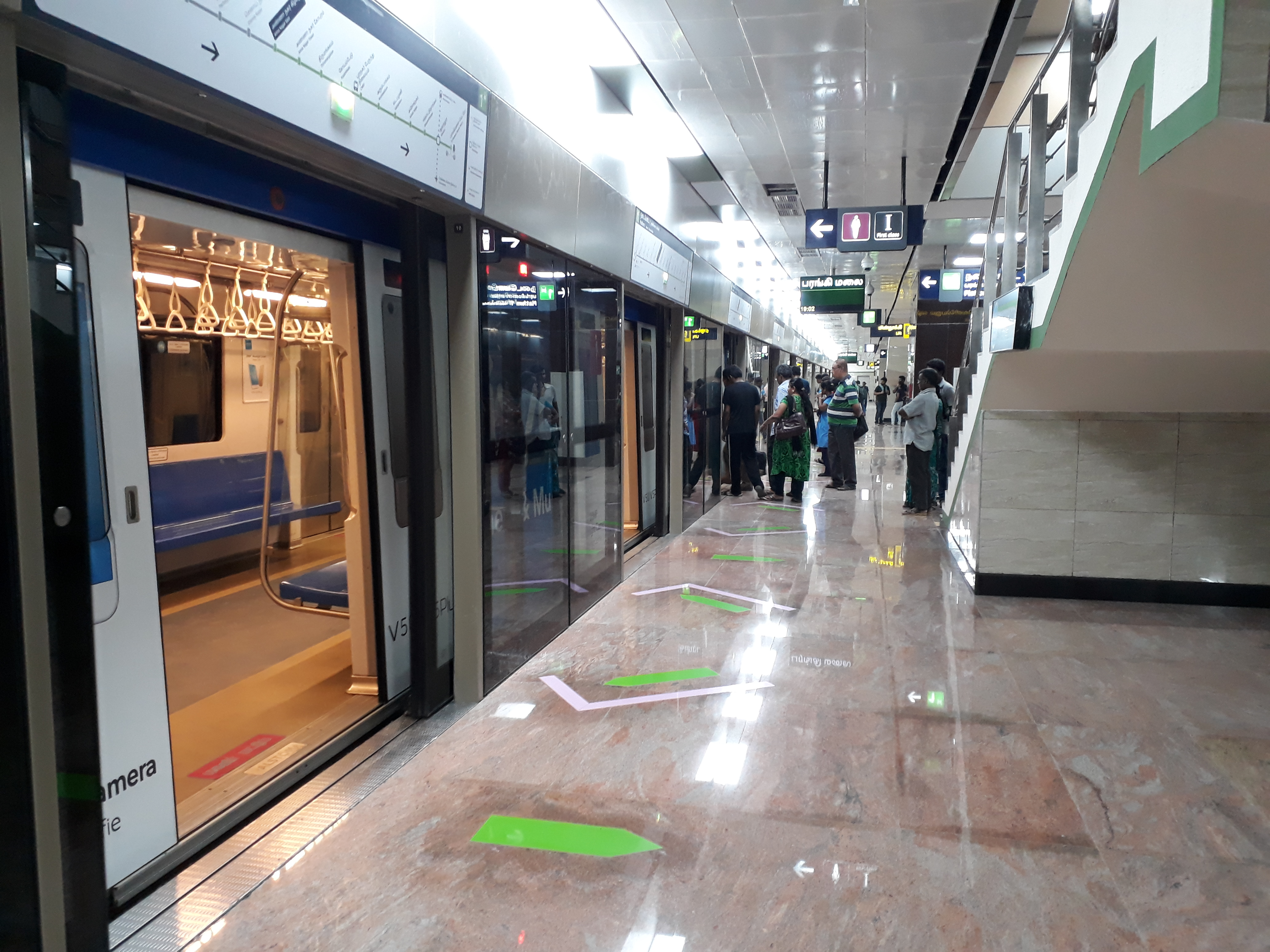
رُكبت أبواب لحجب الرصيف كاملة الارتفاع في محطات مترو تشيناي
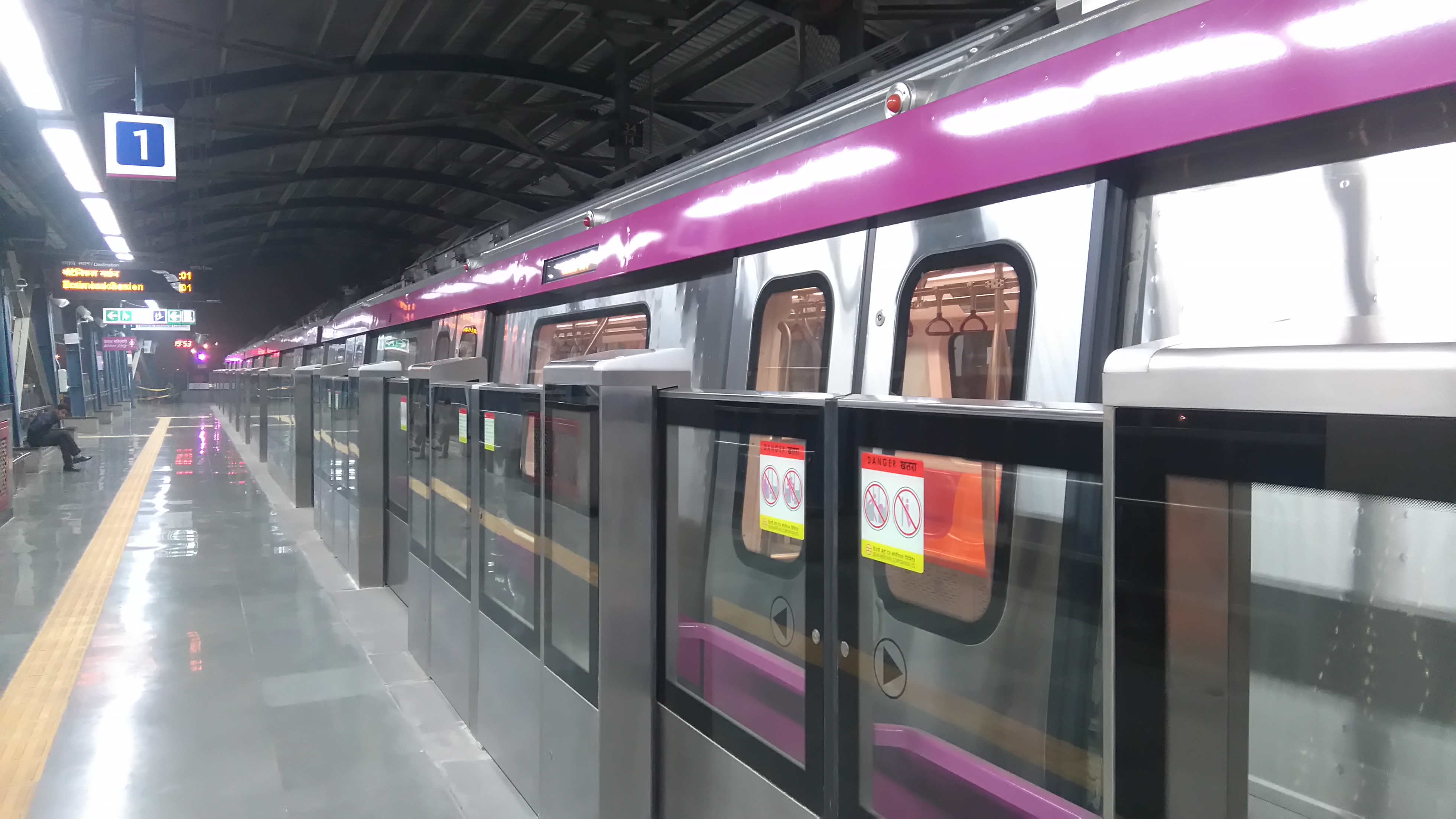
أبواب رصيف أوتوماتيكية بارتفاع نصفي في محطة محمية الطيور أوكلا على خط ماجنتا لمترو دلهي.
أبواب حجب الرصيف بارتفاع نصفي في الخط الثاني لمترو كولكاتا

## أندونيسيا
افتُتح خط قطار سكاي ترين مطار سوكارنو هاتا في عام 2017، ويحتوي على أبواب حجب الرصيف بارتفاع كامل. يحتوي خط مترو جاكرتا، الذي بدأ في عام 2019، على بوابات لحجب الرصيف كاملة الارتفاع في المحطات تحت الأرض وبوابات لحجب الرصيف بارتفاع نصفي في المحطات المرتفعة. افتُتح خط LRT في جاكرتا في عام 2019، ويحتوي على بوابات لحجب الرصيف بارتفاع نصفي. يحتوي خط السكك الحديدية الخفيف في جاكرتا الكبرى، الذي بدأ في عام 2023، على أبواب لحجب الرصيف بارتفاع نصفي. تُستخدم أنظمة بوابات حجب الرصيف في بعض محطات حافلات TransJakarta، ولكنها غالبًا ما تكون معطلة ويجب إيقاف تشغيلها.

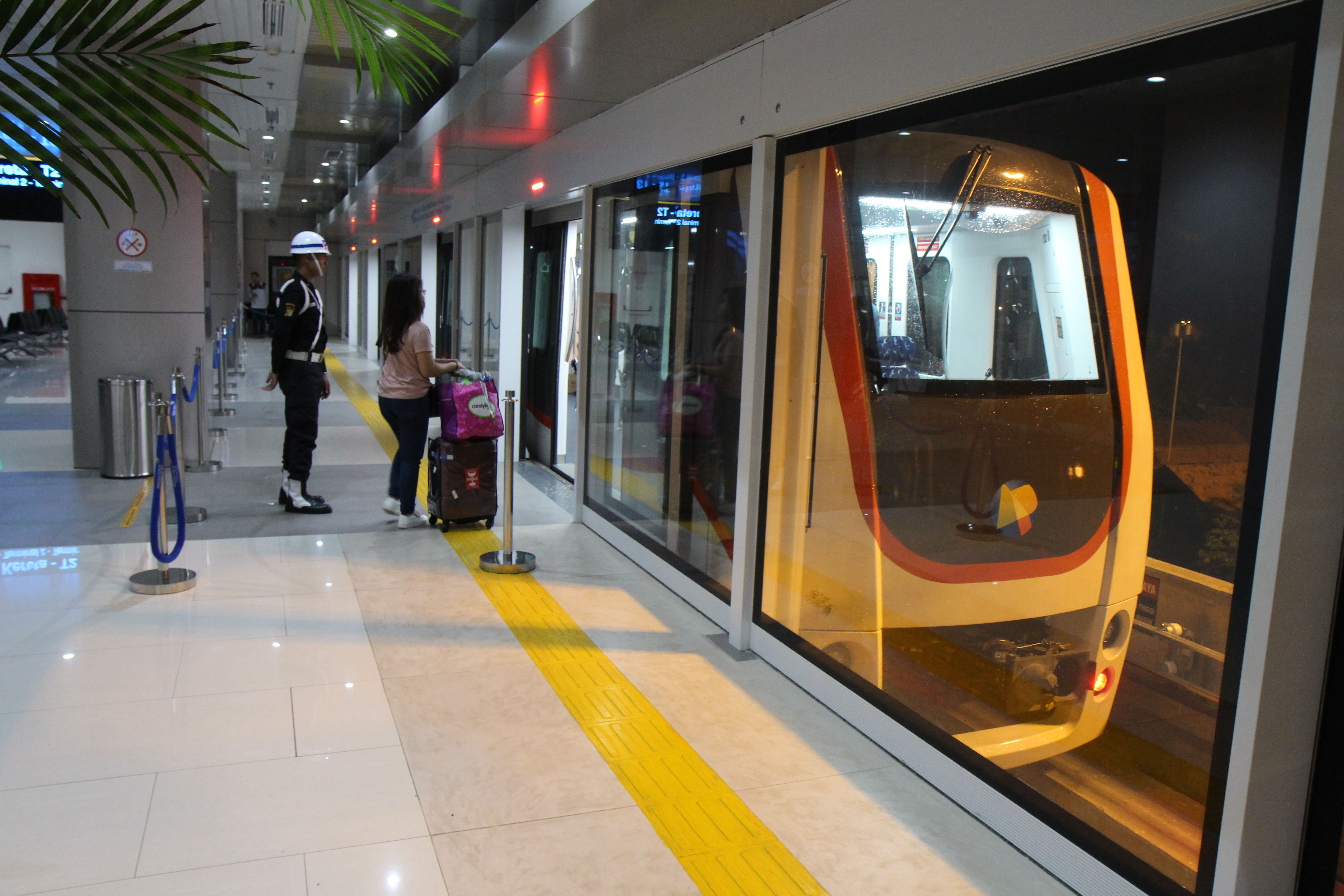
أبواب حجب الرصيف في إحدى محطات سكاي ترين SHIA Skytrain
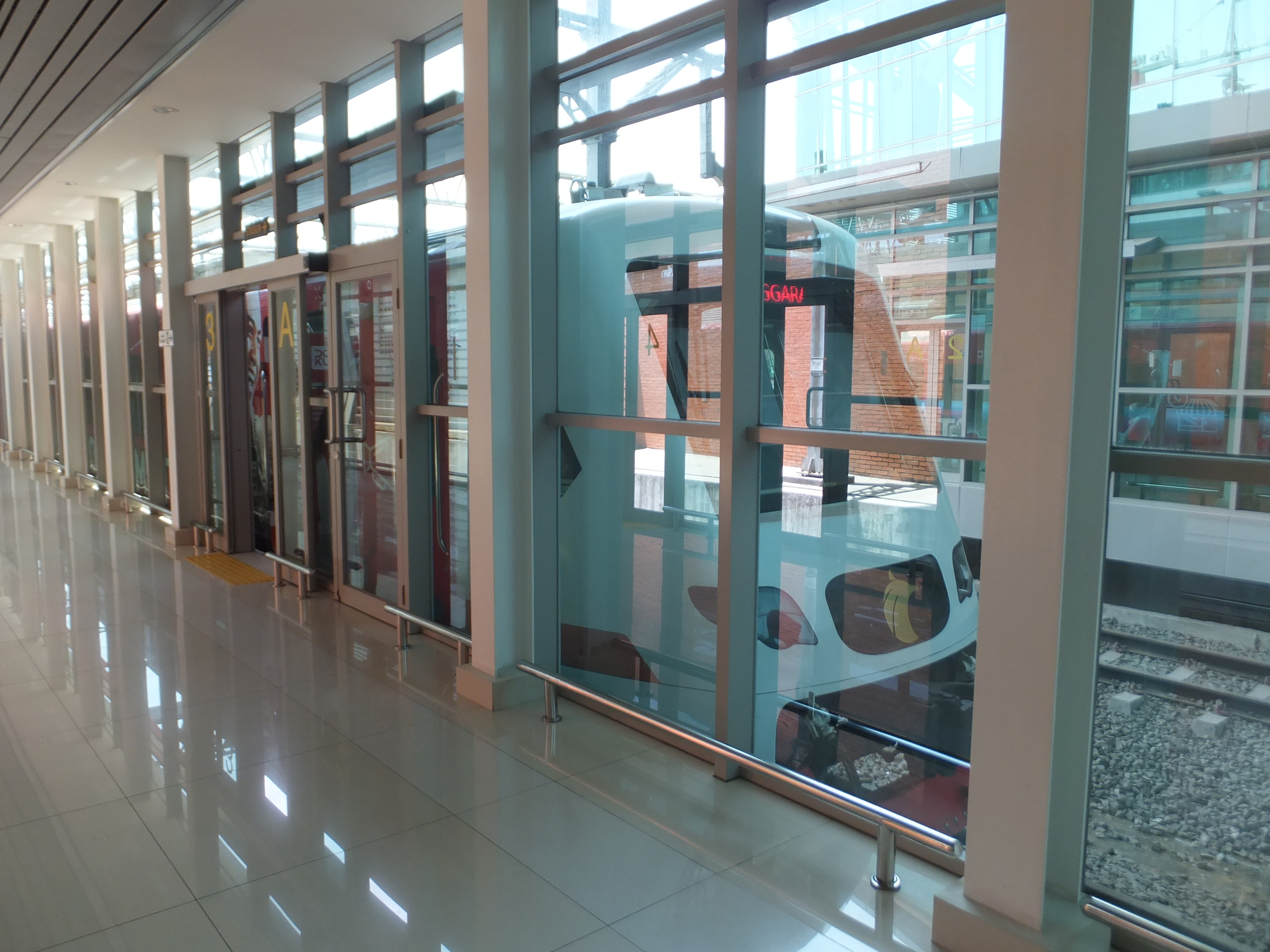
أبواب حجب الرصيف في محطة سكة حديد مطار سوكارنو هتا الدولي SHIA
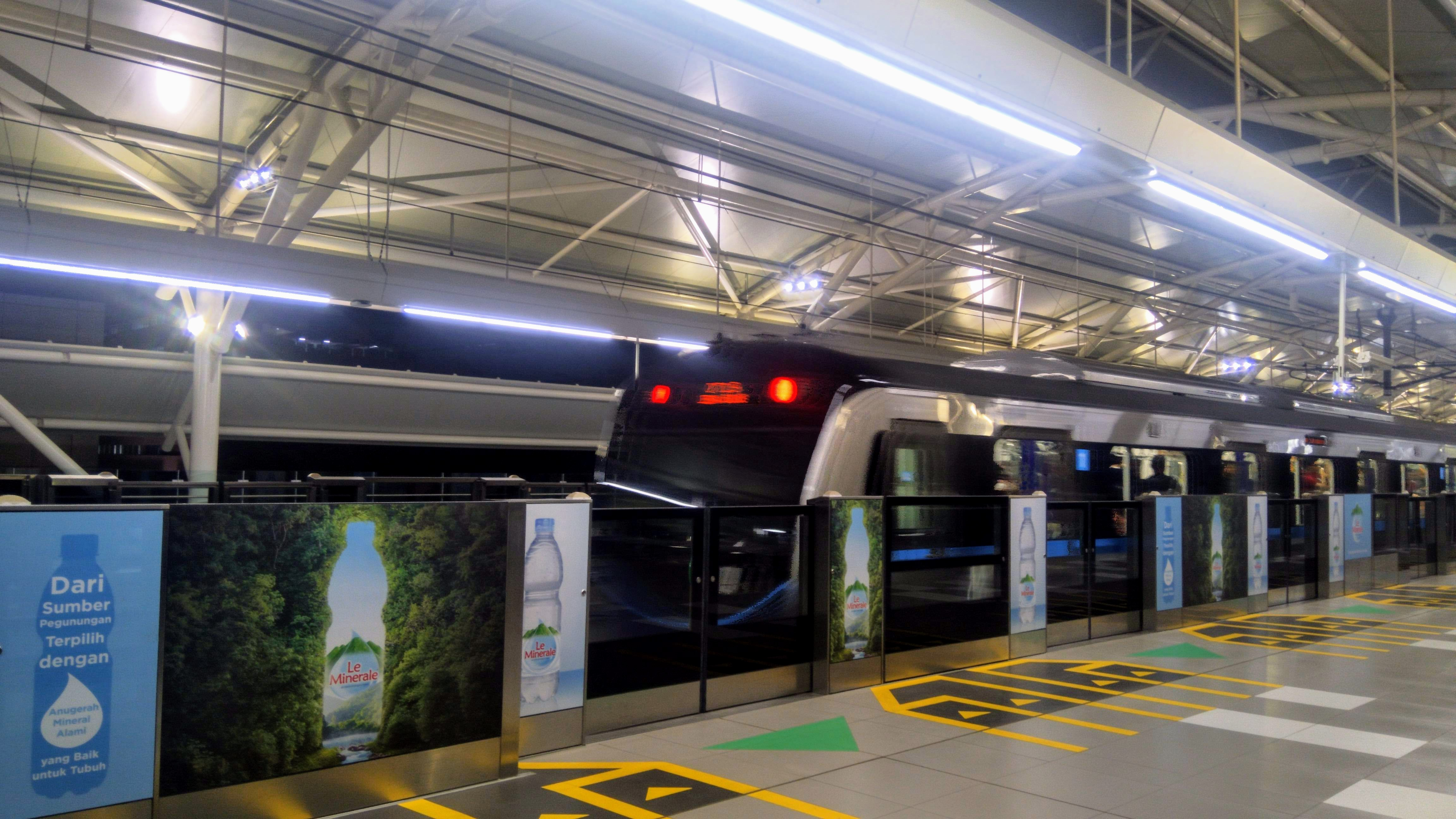
أبواب حجب الرصيف بارتفاع نصفي في محطة مترو أنفاق آسيان
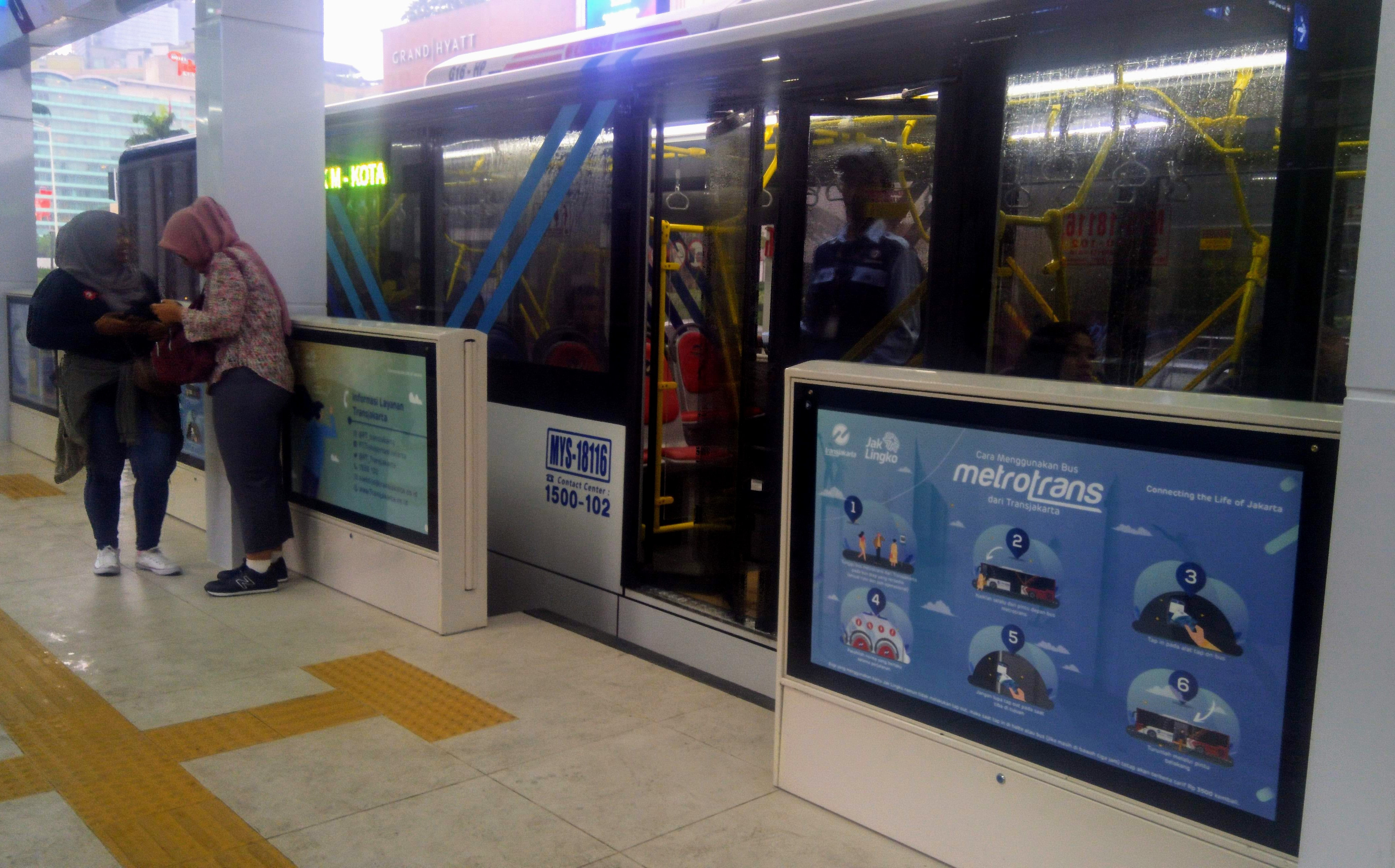
أبواب حجب الرصيف بارتفاع نصفي في محطة TransJakarta Bundaran HI

## أيرلندا
من المقرر أن يحتوي خط مترو دبلن المستقبلي على أبواب لحجب الرصيف.

## إيطاليا

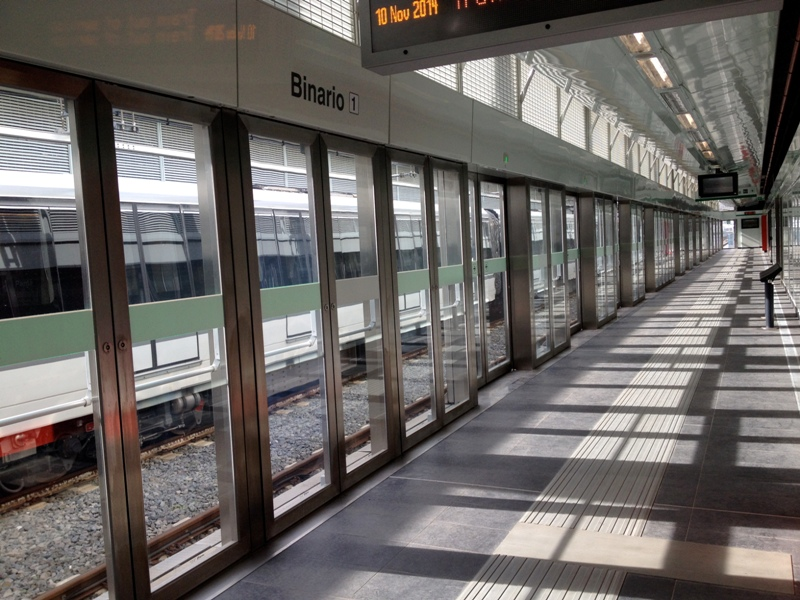
أبواب حجب الرصيف في محطة Monte Compatri-Pantano على خط مترو روما C
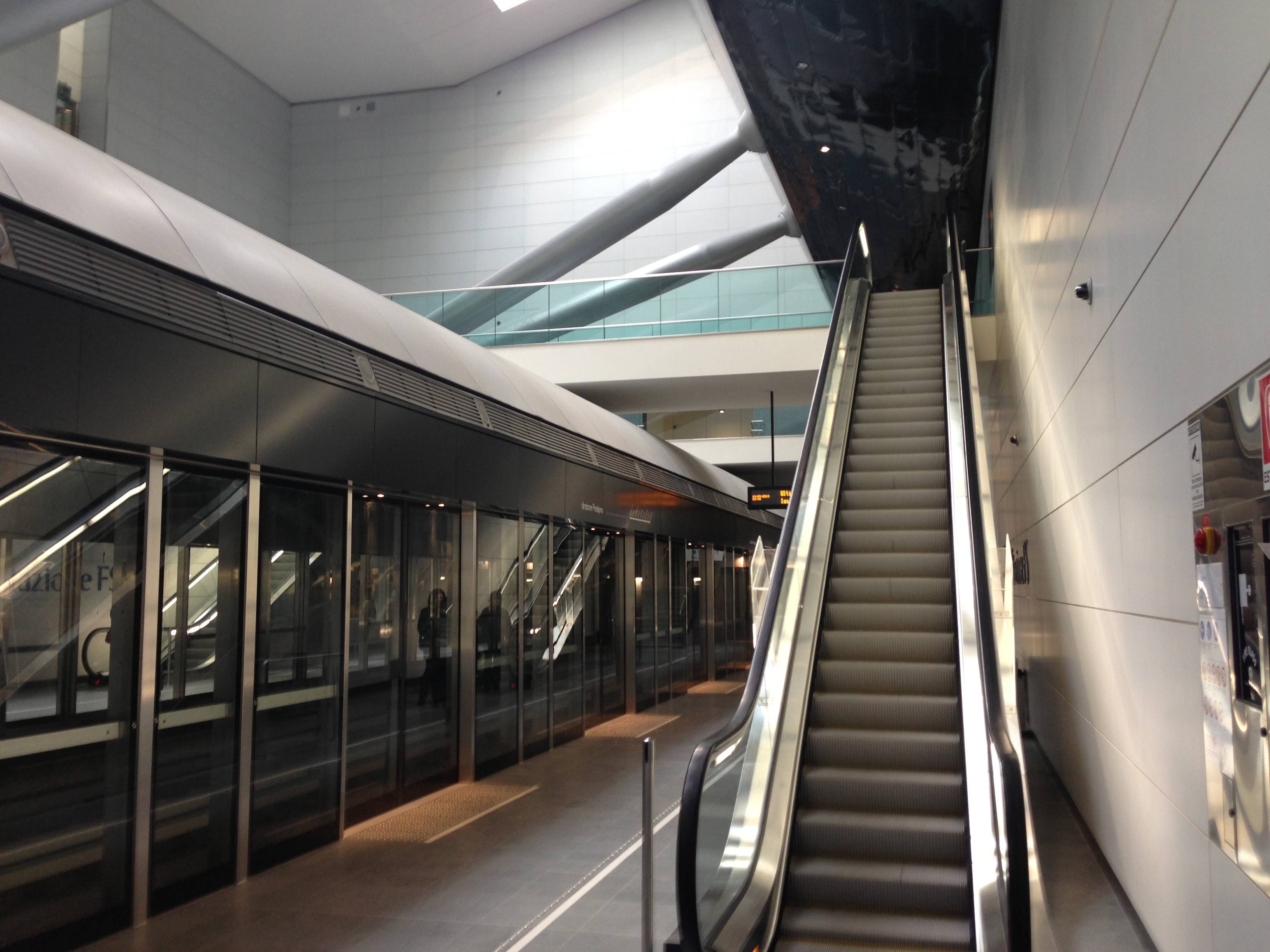
محطة Stazione FS في مترو بريشيا
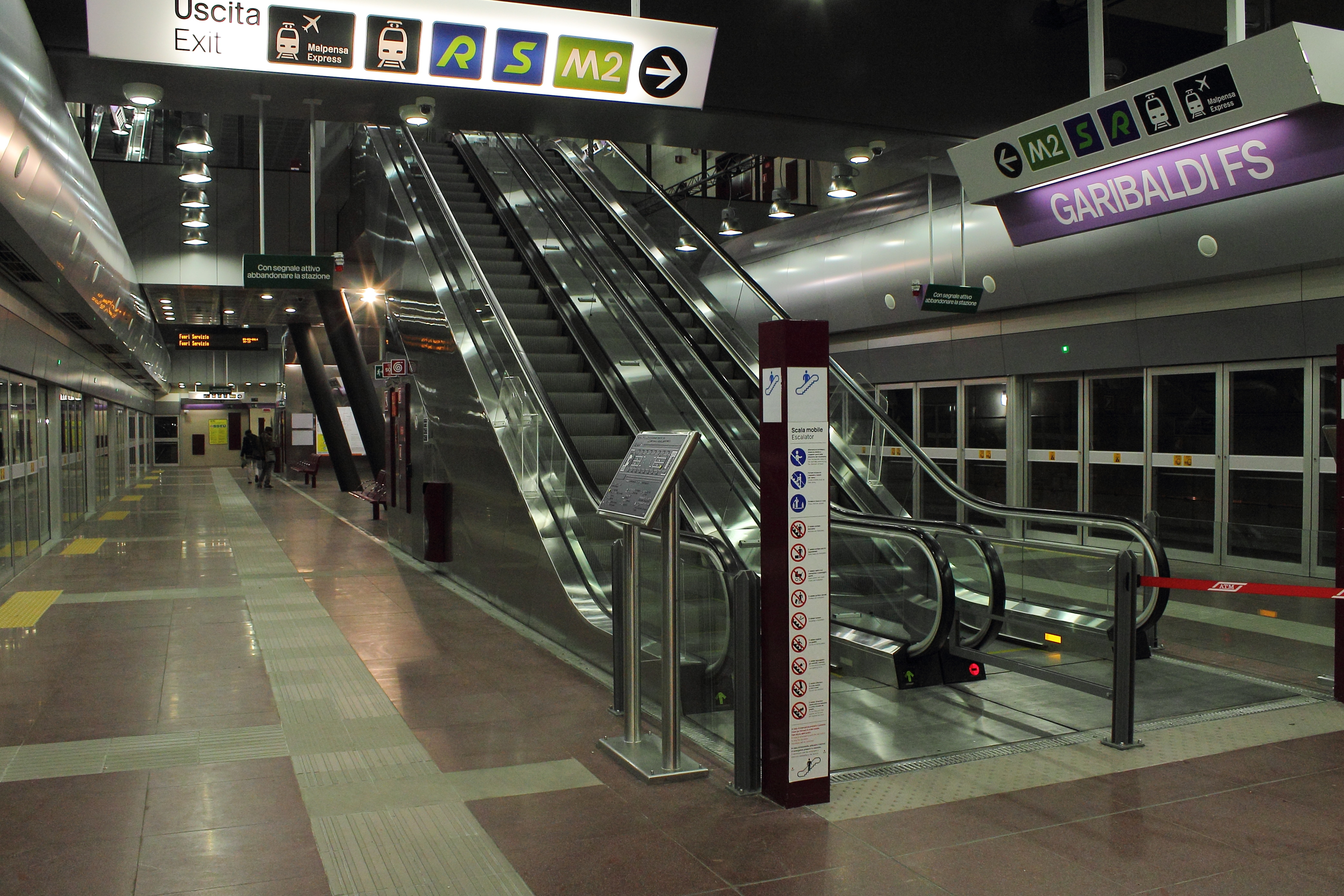
محطة مترو غاريبالدي في ميلانو الخط 5

تُستخدم أبواب حجب الرصيف في معظم خطوط النقل السريع وأنظمة النقل الجديدة التي تُبنى حديثًا في إيطاليا. يوجد أنظمة بوابات حجب الرصيف PSD في كل من مترو تورينو، و Venice People Mover، و Pergia Minimetrò، و Brescia Metro، والخط 4 والخط 5 من مترو ميلانو، وMarconi Express Bologna، و Pisa Mover (الذي يربط مطار بيزا ومحطة Pisa Centrale) والخط C من مترو روما.

## اليابان

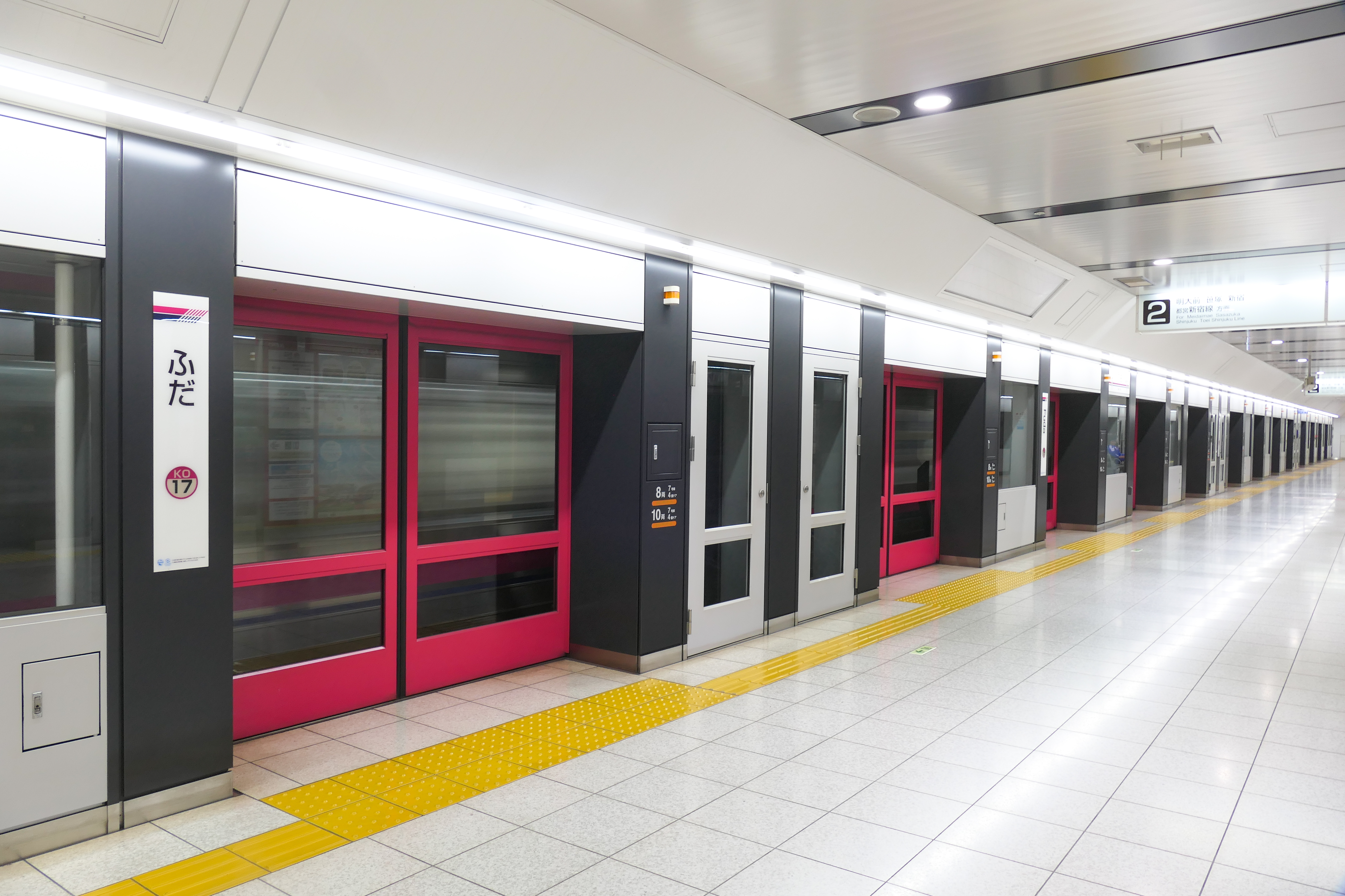
بوابات حجب الرصيف في محطة فودا في طوكيو، اليابان

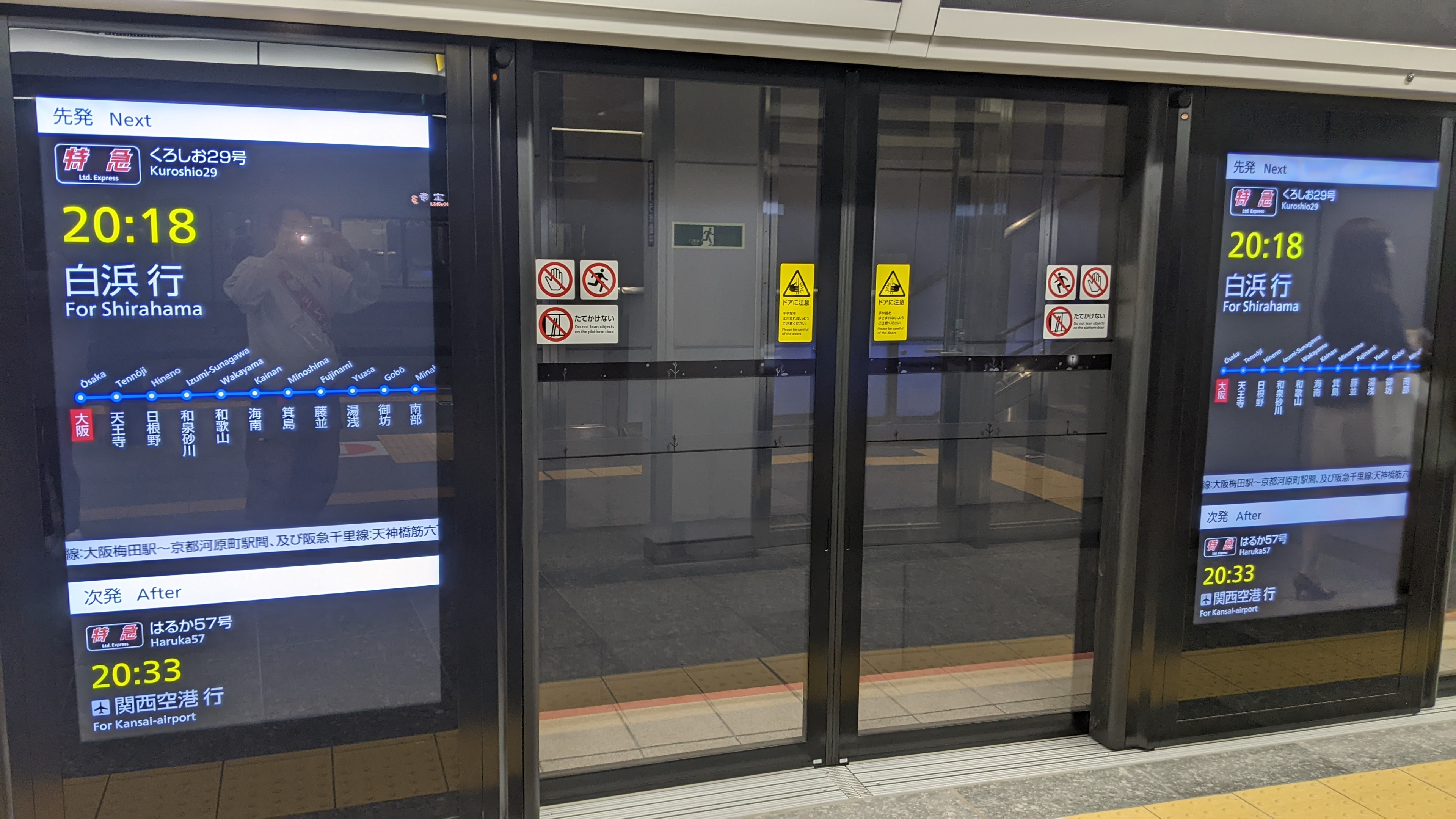
أبواب حجب الرصيف في محطة أوساكا

بدأ مترو طوكيو ومترو توي في استخدام الحواجز مع افتتاح خط نامبوك عام 1991 (الذي يحتوي على أبواب حجب للرصيف بارتفاع كامل)، ثم قام بعد ذلك بتثبيت بوابات رصيف أوتوماتيكية على خطوط ميتا ومارونوتشي وفوكوتوشين. وتستخدم بعض خطوط السكك الحديدية، بما في ذلك أنظمة المترو في سابورو، وسينداي، وناغويا، وأوساكا، وكيوتو، وفوكوكا، الحواجز أيضًا إلى حد ما.
في أغسطس/آب 2012، أعلنت الحكومة اليابانية عن خطط لتثبيت حواجز في المحطات التي يستخدمها 100 ألف شخص أو أكثر يومياً، وخصصت وزارة الأراضي والبنية الأساسية والنقل والسياحة 36 مليون ين (470.800 دولار أميركي) للبحث والتطوير للنظام في السنة المالية 2011-2012. كانت الصعوبة تكمن في حقيقة أن بعض المحطات تستخدمها أنواع مختلفة من القطارات ذات التصميمات المختلفة، مما يجعل تصميم الحاجز تحديًا.
حتى نوفمبر 2012، كان 34 محطة فقط من بين 235 محطة يرتادها أكثر من 100,000 شخص يوميًا، يُمكن تطبيق الخطط عليها. ذكرت الوزارة أن 539 محطة من بين قرابة 9,500 محطة قطار في اليابان بها حواجز. وهناك 78 محطة مترو من بين 179 محطة في مترو طوكيو بها نوع من الحواجز.
في عام 2018، جرى تركيب بوابات رصيف أوتوماتيكية على أرصفة خط سوبو السريع في Shin-Koiwa. حيث أن طول قطارات الخط 300 م (980 قدم)، وبذلك حطمت مجموعة بوابات الرصيف الرقم القياسي العالمي لأطول أبواب لحجب الرصيف في محطة شرق تسيم شا تسوي في هونج كونج.
في مارس 2023، افتُتحت المرافق تحت الأرض في محطة أوساكا (التي أطلق عليها اسم Ume-kita أثناء التخطيط والبناء). تحتوي أرصفة خدمات التوصيل السريع المحدودة Haruka و Kuroshio على أبواب حجب للرصيف آلية كاملة تغطي الرصيف بالكامل من الحافة إلى السقف وهذه الأبواب هي الأولى من نوعها.

## ماليزيا
رُكبت أبواب حجب الرصيف PSD في جميع محطات Kelana Jaya Line تحت الأرض، من Ampang Park إلى Masjid Jamek، Kajang Line، ومن محطات Muzium Negara إلى Maluri Putrajaya Line، من Sentul Barat إلى Chan Sow Lin. كما يمكن سماع رسالة الإعلان الآلي التي تنص على "لأسباب تتعلق بالسلامة، يرجى الوقوف خلف الخط الأصفر" باللغتين الإنجليزية والماليزية قبل وصول القطار إلى جميع المحطات.
توجد أيضًا أبواب لحجب الرصيف في قطار KLIA Ekspres في محطات كوالالمبور سنترال و KLIA. تحتوي كلا المحطتين في KLIA Aerotrain أيضًا على أبواب لحجب الرصيف.

مرى أيضًا تركيب بوابات حجب الرصيف في جميع المحطات المرتفعة والتي تحت الأرض في خط Kajang Line وخط KL Monorail وخط Putrajaya Line.

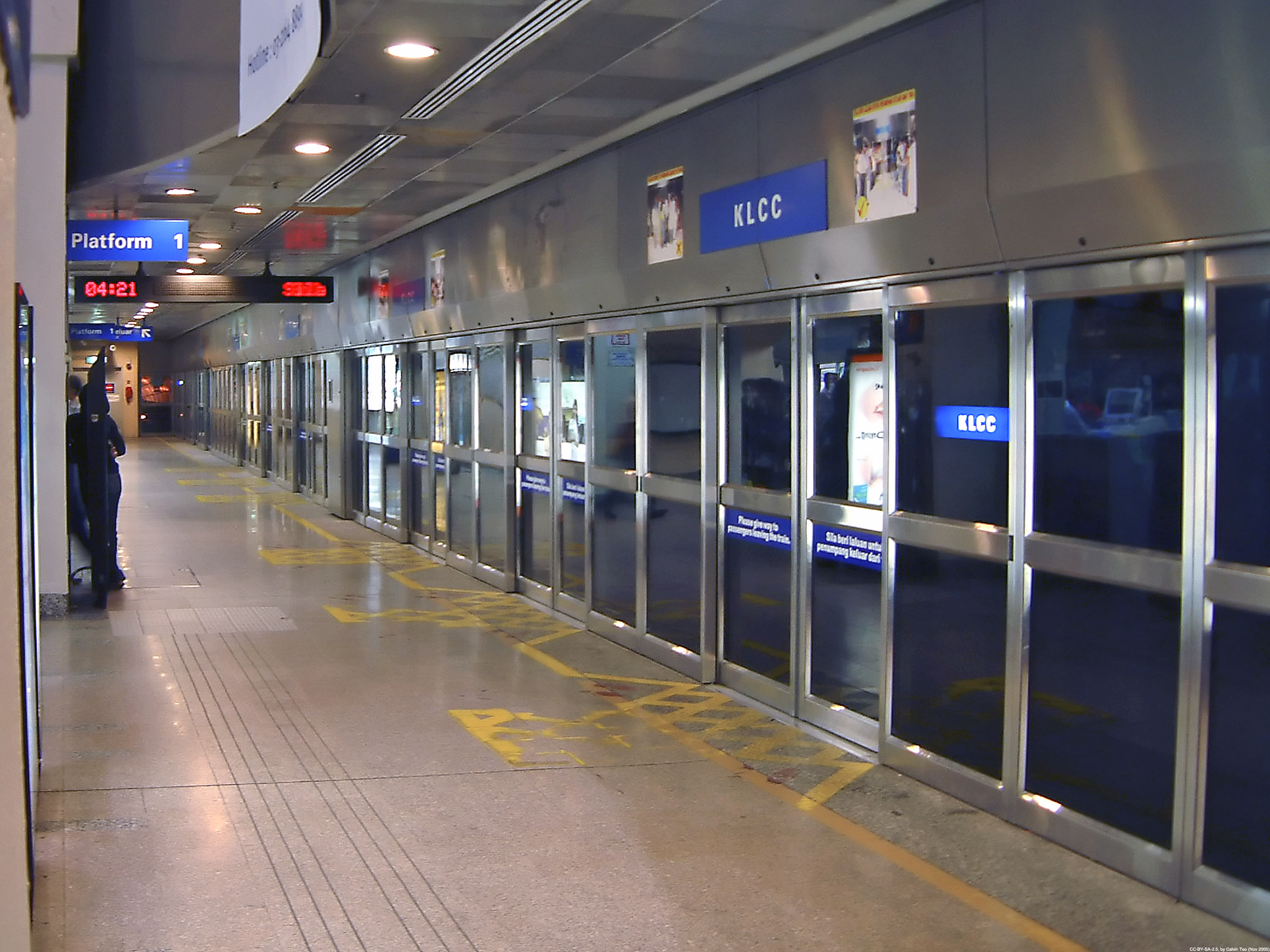
بوابات حجب الرصيف في محطة KLCC سنتر

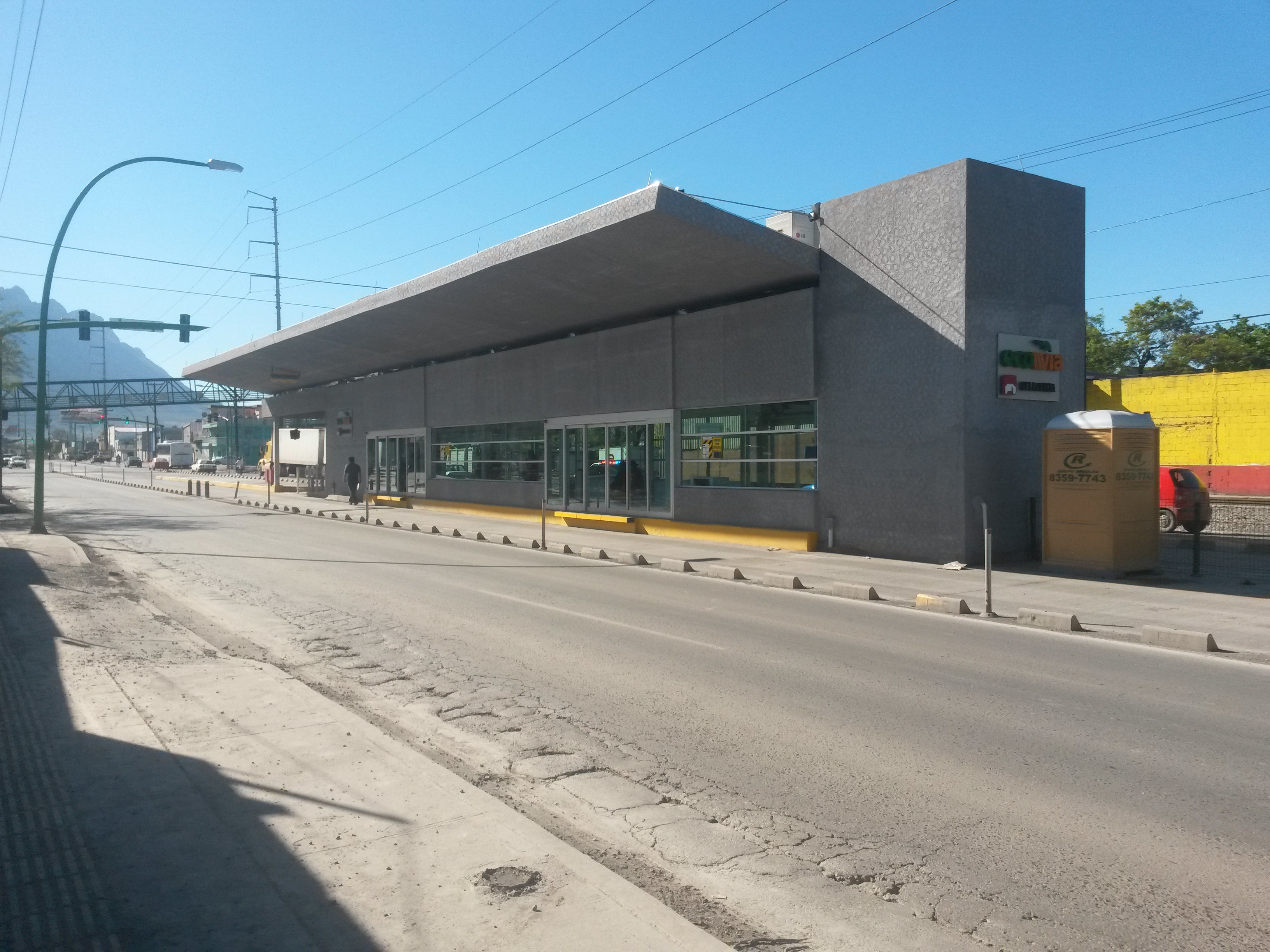
بوابات حجب الرصيف في نظام BRT Ecovía في مونتيري

بوابات حجب الرصيف في محطة Tun Razak Exchange
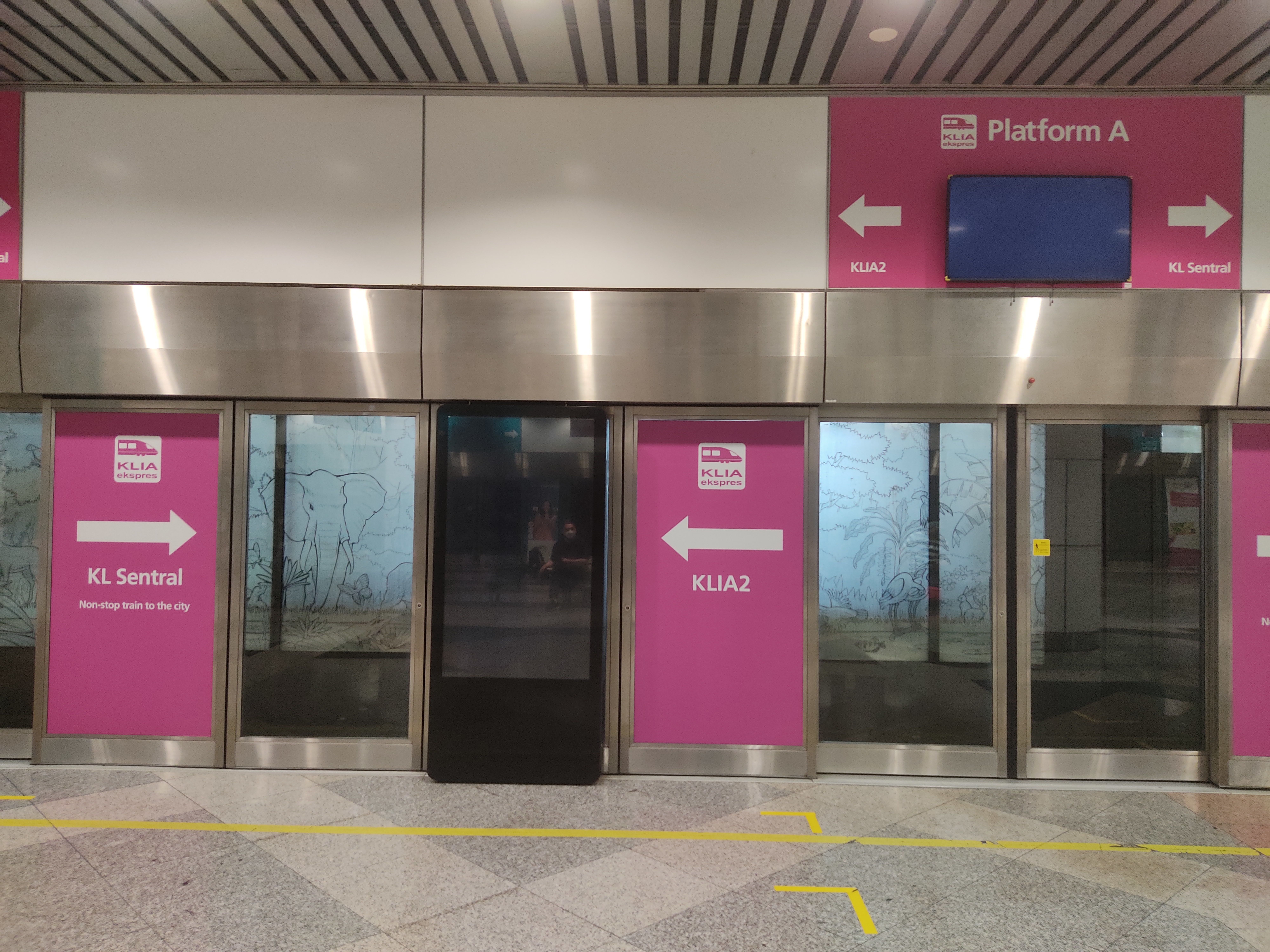
بوابات حجب الرصيف في مطار كوالالمبور الدولي
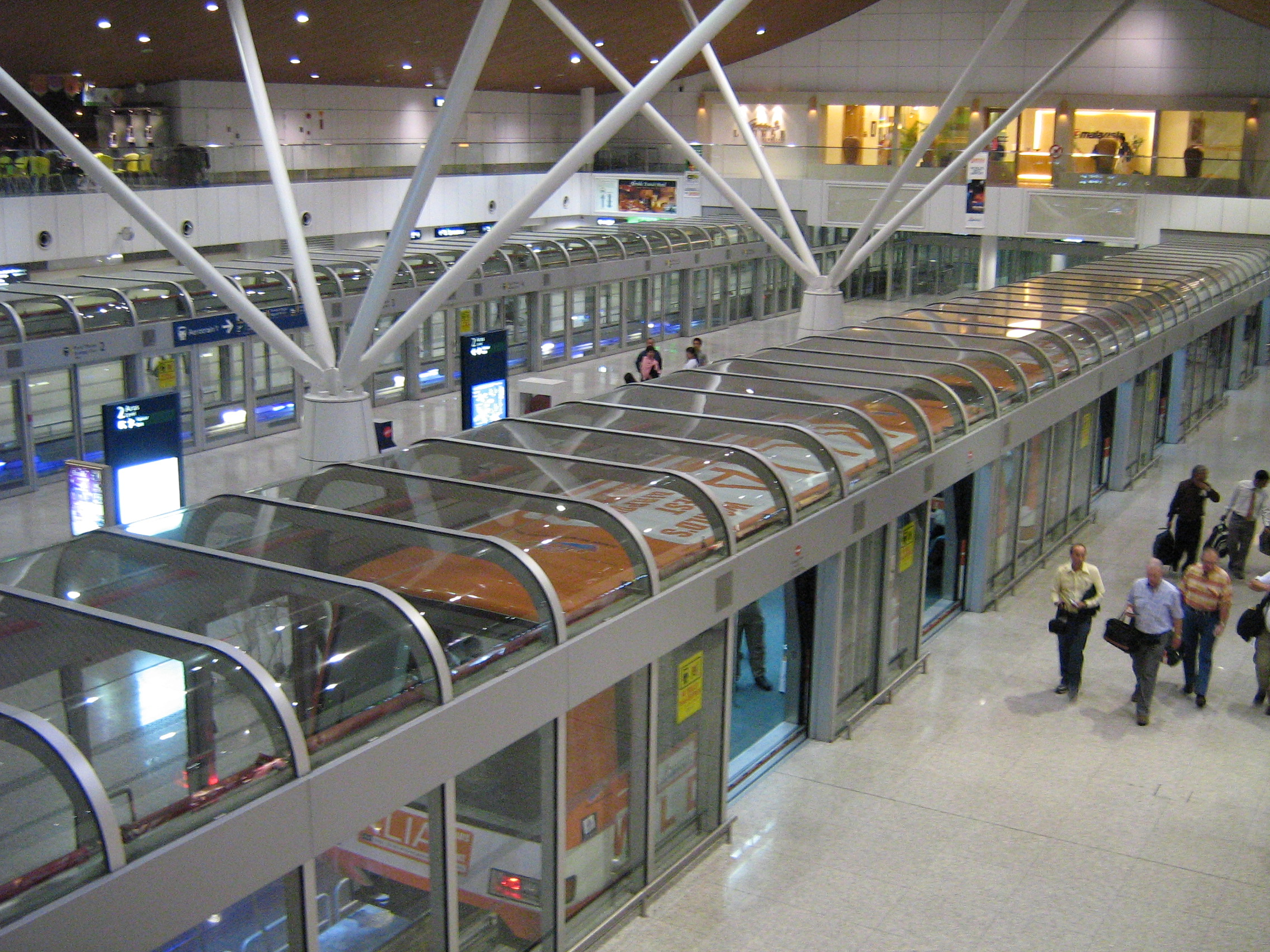
بوابات حجب الرصيف في مبنى KLIA Satellite A
بوابات حجب الرصيف في محطة Semantan
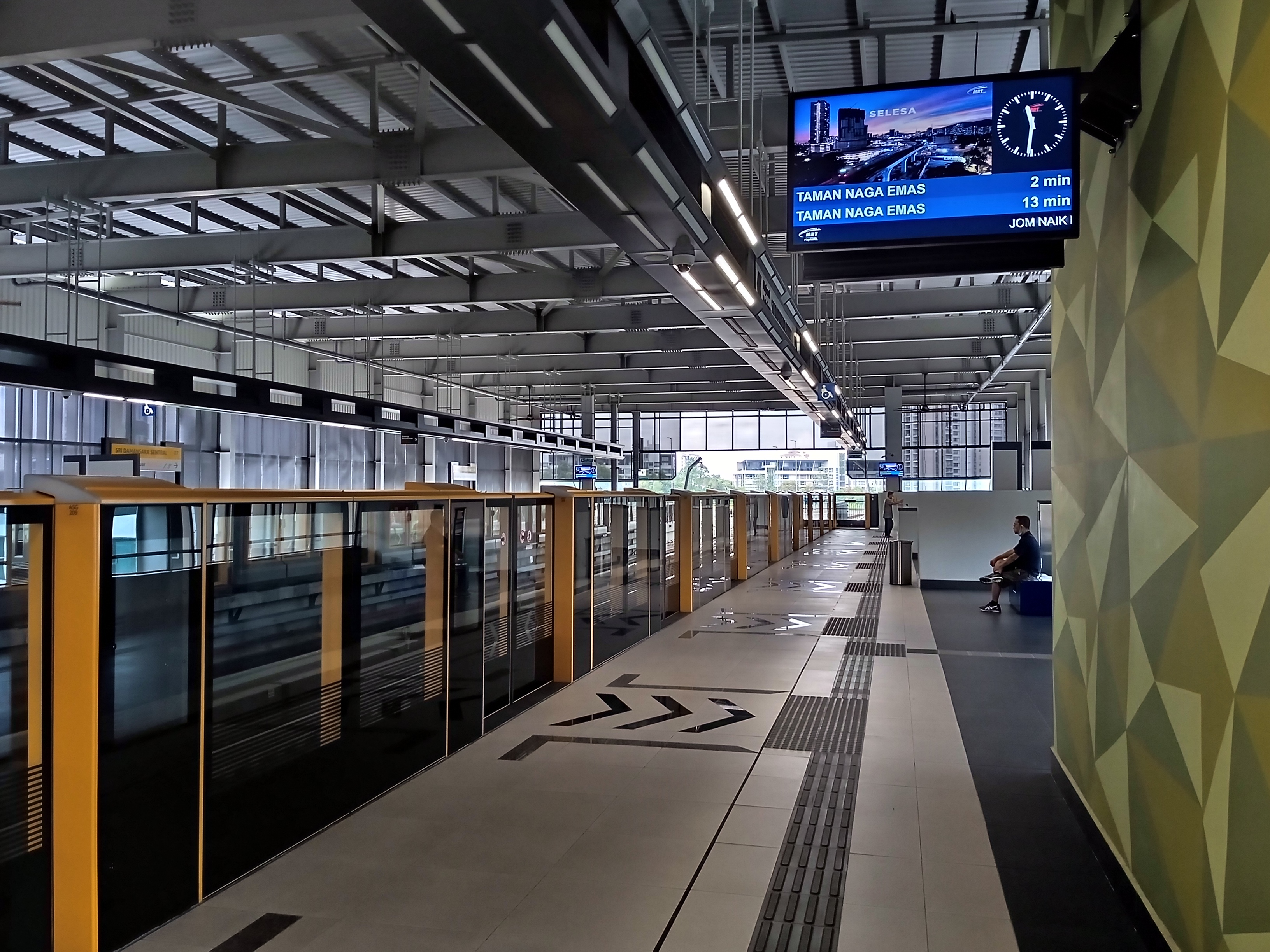
بوابات حجب الرصيف في محطة Sri Damansara Sentral

## المكسيك

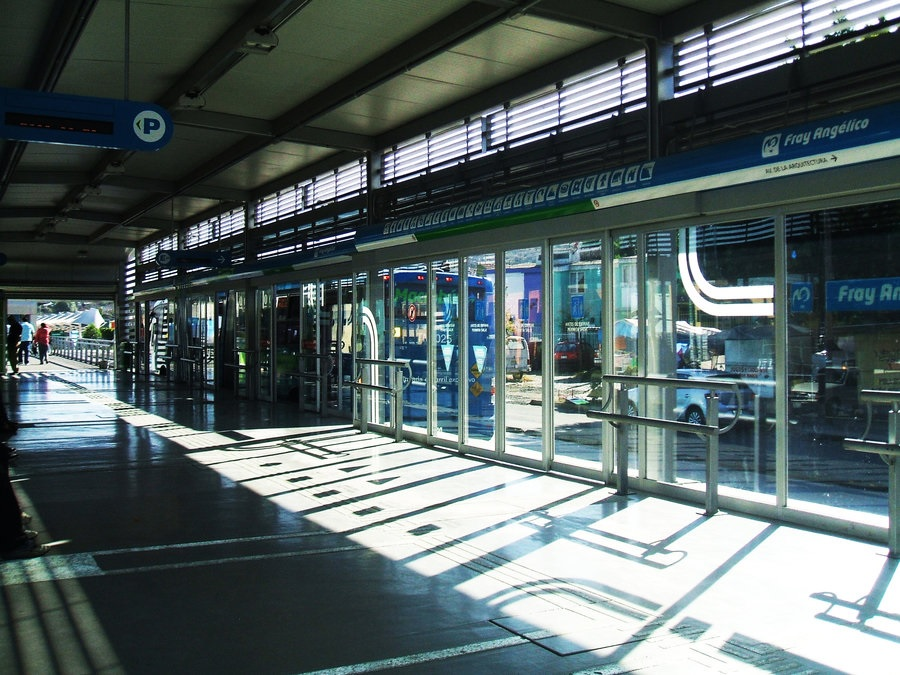
بوابات حجب الرصيف في محطة ماكروبوس في غوادالاخارا

توجد بوابات حجب الرصيف في العديد من أنظمة النقل السريع بالحافلات في المكسيك، مثل محطات غوادالاخارا ماكروبوس ونظام إيكوفيا في مونتيري. يمكن رؤية بوابات حجب الرصيف أيضًا على Aerotrén، وهي عربة نقل الأشخاص في مطار مكسيكو سيتي الدولي. ومع ذلك، لا تستخدم أي مناطق حضرية في المكسيك حاليًا أي نوع من الحواجز.

## باكستان
يستخدم مترو لاهور أبواب حافة الرصيف بارتفاع نصفي في المحطات المرتفعة وبوابات حجب الرصيف بارتفاع كامل في المحطات تحت الأرض. تحتوي العديد من أنظمة حافلات النقل السريع على بوابات حجب الرصيف كاملة الارتفاع، بما في ذلك مترو باص لاهور، ومترو باص راولبندي-إسلام آباد، ومترو باص ملتان، وترانس بيشاور، وكراتشي بريز.

## الفلبين
يُخطط لتركيب بوابات حجب الرصيف ذات الارتفاع النصفي على محطات خط السكة الحديدية للركاب من الشمال إلى الجنوب، بينما سيجري تركيب بوابات حجب الرصيف ذات الارتفاع الكامل على محطات خط مترو مانيلا. ومن المقرر افتتاح النظام على مراحل بين عامي 2023 و2025.

## بيرو

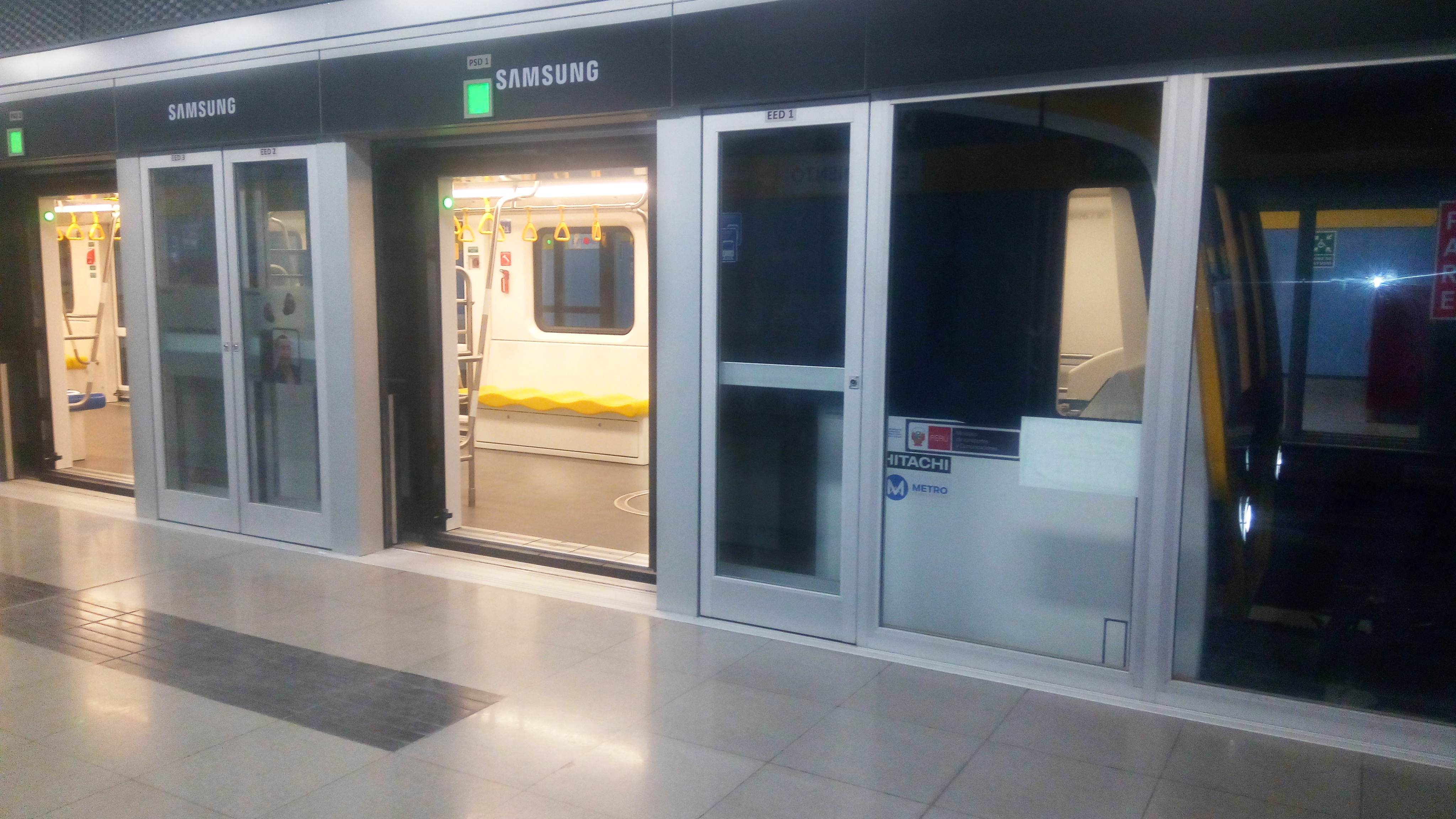
بوابات حجب الرصيف المستخدمة في خط 2 لمترو ليما.

تستخدم بوابات حجب الرصيف ذات الارتفاع الكامل في محطات مترو الأنفاق للخط 2 من مترو ليما، والذي افتُتح في عام 2023.

## قطر
تُستخدم بوابات حجب الرصيف في جميع محطات مترو الدوحة. وموجودة أيضًا في ترام لوسيل.

## رومانيا
من المخطط استخدام بوابات حجب الرصيف في مترو كلوج نابوكا المستقبلي.

## روسيا
محطة بارك بوبيدي Park Pobedy(بالروسية: Парк Победы) هي إحدى محطات مترو سانت بطرسبرغ، وكانت أول محطة في العالم تحتوي على بوابات حجب الرصيف. افتُتحت المحطة في عام 1961. ولاحقًا، بُنيت تسع محطات أخرى من هذا النوع في لينينغراد (سانت بطرسبرغ حاليًا): بتروغرادسكايا (بالروسية: Петроградская)، فاسيلوستروفسكايا (بالروسية: Василеостровская)، غوستيني دفور (بالروسية: Гостиный двор)، ماياكوفسكايا (بالروسية: Маяковская)، بلوشتشاد ألكسندرا نيفسكوغو (الروسية: Площадь Александра Невского-1)، موسكوفسكايا (الروسية: Московская)، يليزاروفسكايا (الروسية: Елизаровская)، لومونوسوفسكايا (الروسية: Ломоносовская)، و زفيوزدنايا (بالروسية: Звёздная).
كان هناك جهاز إلكتروني لضمان توقف القطار بحيث يُحازي أبوابه أمام بوابات حجب الرصيف؛ وقد جرى تركيبها حتى يمكن استخدام القطارات ذاتية القيادة على الخطوط في النهاية. يستخدم الخط 2 عملية تشغيل القطار الأوتوماتيكي GoA2 لتسهيل هذه المهمة، ولكن الخط 3 لا يستخدم هذه التقنية. على عكس بوابات حجب الرصيف الأخرى، فهذه البوابات هي وحدات خفيفة الوزن وبها زجاج مكثف مثبت على حافة الرصيف، فإن وحدات محطة سانت بطرسبرغ تُعطي مظهر يبدو كما لو كان جدارًا صلبًا ذي أبواب ثقيلة الوزن وأبواب منزلقة من الفولاذ الصلب، على غرار مجموعة من المصاعد في مبنى كبير، ولا يمكن رؤية القطار أثناء دخوله إلى الرصيف؛ ينتبه الركاب لوصول القطار من خلال وحده للإشارة بالصوت.
في مايو 2018، افتُتحت محطتان مماثلتان أخرتان هما: نوفوكريستوفسكايا (زينيت حاليًا) وبيغوفايا. على عكس المحطات العشر الأولى، فتستخدم هذه المحطات أبوابًا زجاجية، مما يسمح برؤية القطار يدخل إلى الرصيف. من غير الواضح سبب تركيب بوابات حجب الرصيف هنا، لإنها غير مُركبة في جميع محطات المترو الأخرى في روسيا، أو بلدان رابطة الدول المستقلة (باستثناء محطة مينسك، كما هو موضح أعلاه)، أو الكتلة الشرقية السابقة (باستثناء صوفيا، كما هو موضح أعلاه، وإن كان ذلك على خط بمعدات غير متوافقة مع تلك الموجودة في مترو الكتلة الشرقية النموذجي).

أبواب حجب الأرصفة الأخرى الوحيدة في روسيا موجودة على عربة نقل الركاب بمطار شيريميتيفو الدولي.

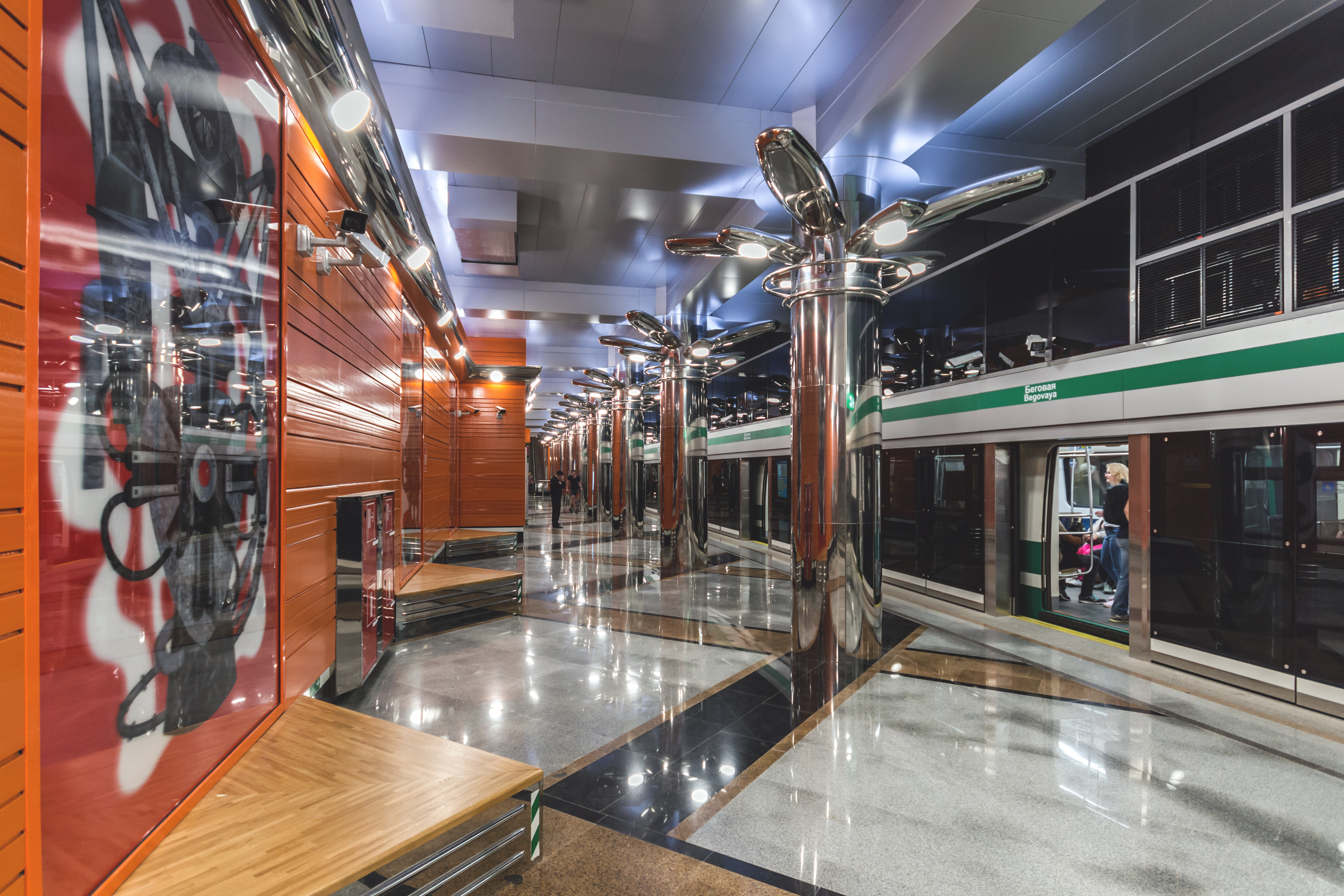
محطة قاعة بيجوفايا في مترو سانت بطرسبرغ
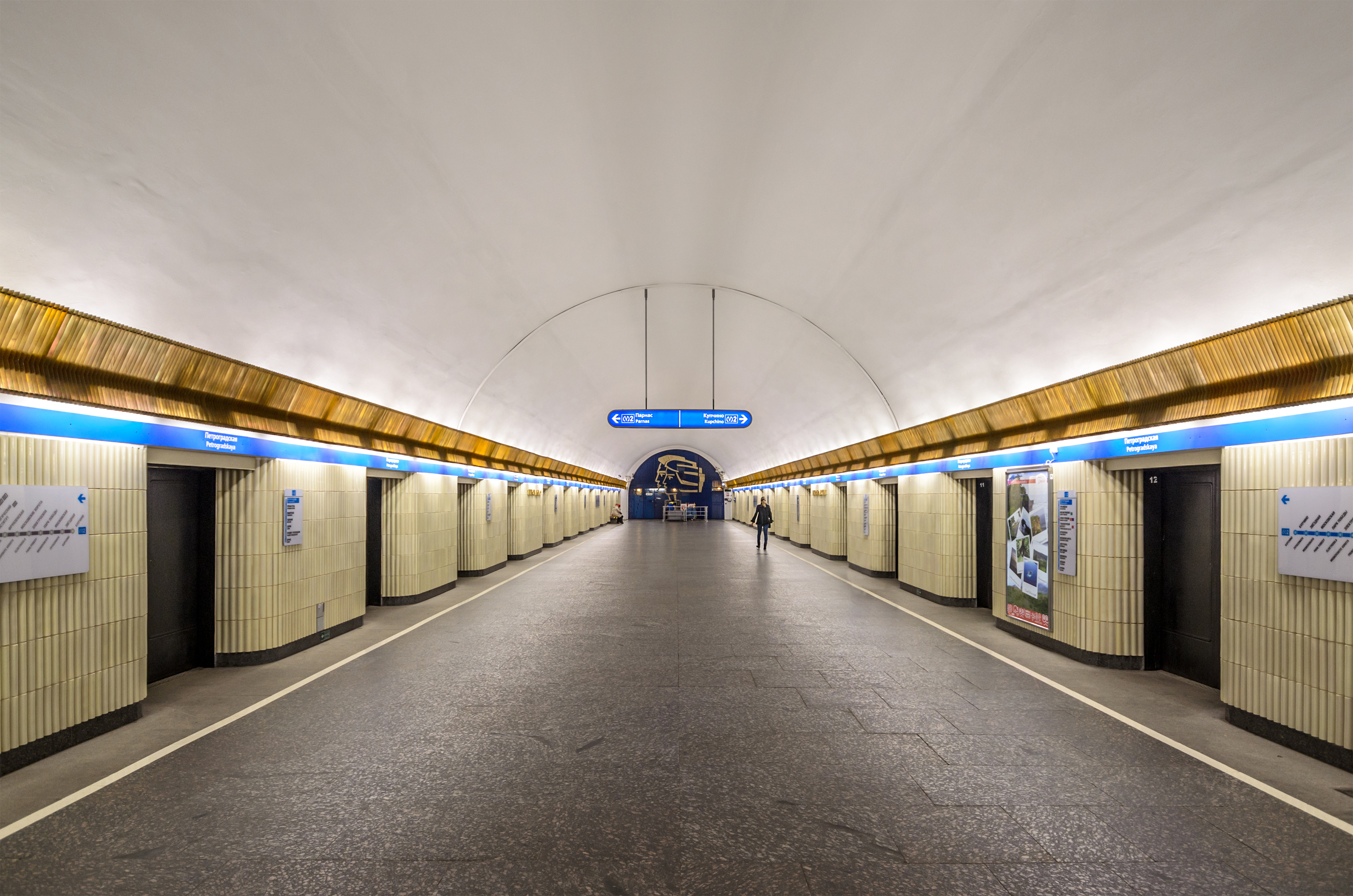
محطة قاعة بتروجرادسكايا في مترو سانت بطرسبرغ
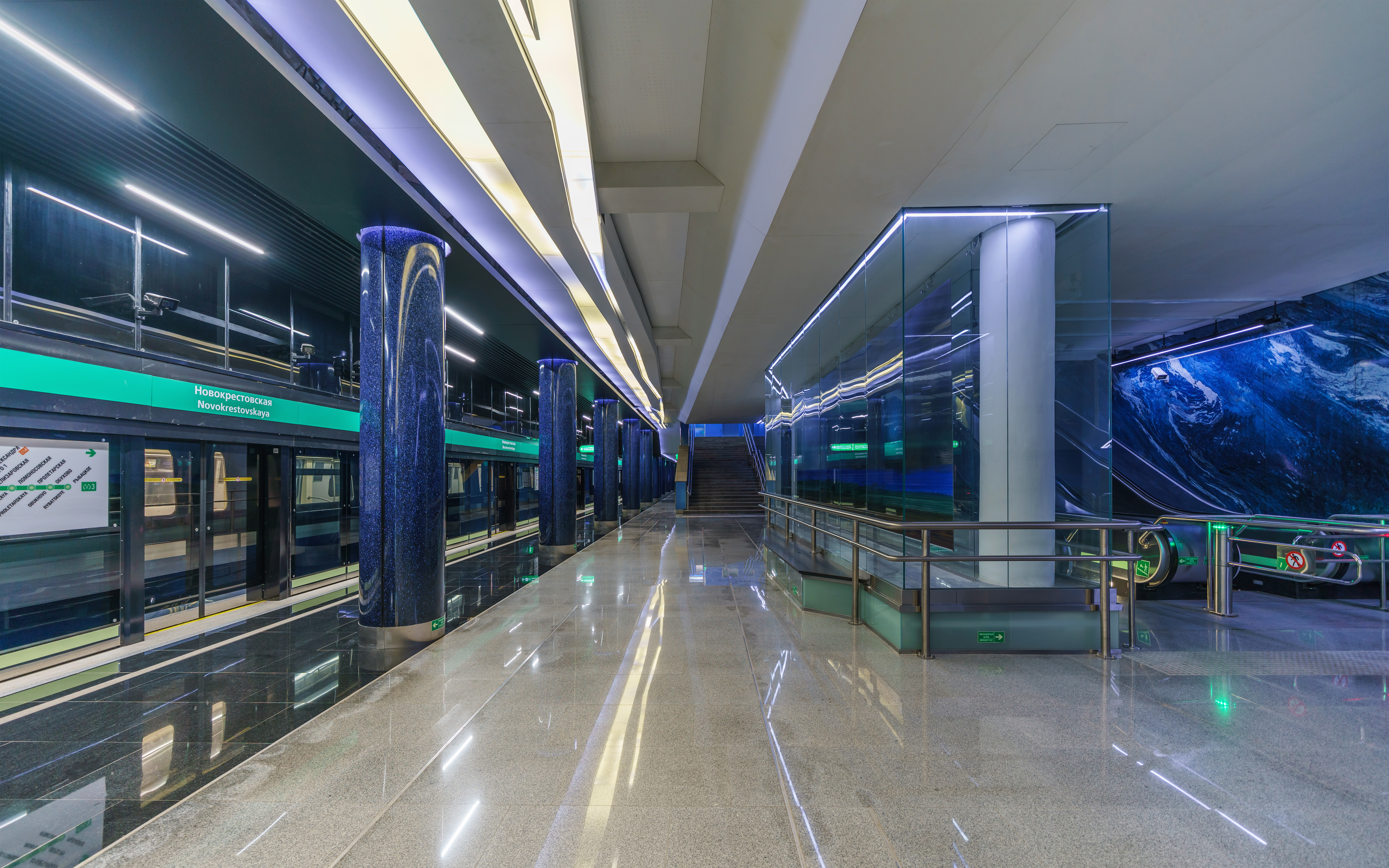
محطة مترو نوفوكريستوفسكايا في سانت بطرسبرغ

## المملكة العربية السعودية
يستخدم خط مترو المشاعر المقدسة في مكة بوابات كاملة لحجب الرصيف، ومن المخطط أن يحتوي مترو الرياض الذي سيُفتتح في عام 2024 على بوابات حجب الرصيف أيضًا.

## صربيا
من المخطط أن يحتوي مترو بلغراد المستقبلي على بوابات حجب الرصيف في بعض المحطات.

## سنغافورة
كان نظام النقل السريع الجماعي (MRT) هو أول نظام نقل سريع في آسيا يدمج بوابات حجب الرصيف في محطاته في عام 1987. حيث جرى تركيب بوابات حجب الرصيف ذات الارتفاع الكامل المصنعة بشكل رئيسي من شركة ويستنجهاوس في جميع محطات مترو الأنفاق والمحطات تحت الأرض، في حين جرى تركيب بوابات حجب الرصيف ذات الارتفاع النصفي في جميع المحطات المرتفعة بحلول مارس 2012. تفتقر محطات LRT في Bukit Panjang و Sengkang و Punggol إلى أبواب لحجب الرصيف، ولكن يوجد فقط حواجز ذات فتحات أمام الأبواب (باستثناء محطة Ten Mile Junction المغلقة الآن، والتي كانت تحتوي على أبواب كاملة الارتفاع) وتختلف في الحجم وفقًا لموقعها على الرصيف.
هناك نوعان مختلفان من بوابات حجب الرصيف ذات الارتفاع الكامل قيد الاستخدام. رُكب النموذج الأول، الذي صنعته شركة وستنجهاوس، في جميع محطات المترو على طول خط الشمال والجنوب وخط الشرق والغرب من عام 1987 حتى اكتمال النظام الأولي في عام 1990. وقد اسُتخدم الخيار الثاني الذي يتضمن المزيد من الزجاج على الأبواب في جميع الخطوط بعد ذلك.

كانت بوابات حجب الرصيف تُعتبر أمرًا جديدًا -مُبتكرًا- في وقت تركيبها، وقد استُخدمت في المقام الأول لتقليل تكاليف تكييف الهواء الباهظة، خاصة وأن المحطات المرتفعة فوق سطح الأرض ليست مكيفة الهواء وأكثر اقتصادا في التشغيل بالمقارنة. أصبحت جوانب السلامة الخاصة بهذه الأبواب أكثر أهمية في ضوء الحوادث البارزة التي أصيب فيها أشخاص أو قُتلوا بسبب القطارات القادمة. في عام 2008، بدأت السلطات عملية إعادة تأهيل المحطات المرتفعة الحالية ببوابات حجب الرصيف بارتفاع نصفي. ومع ذلك، ذكرت هيئة النقل البري أن عملية التحديث لم تكن بدافع الحاجة إلى جعل المحطات آمنة، "ولكن لمنع التأخير على مستوى النظام وانقطاع الخدمة وتقليل التكلفة الاجتماعية لجميع الركاب الناجمة عن اقتحامات المسار." انتهت عملية التحديث في عام 2012.

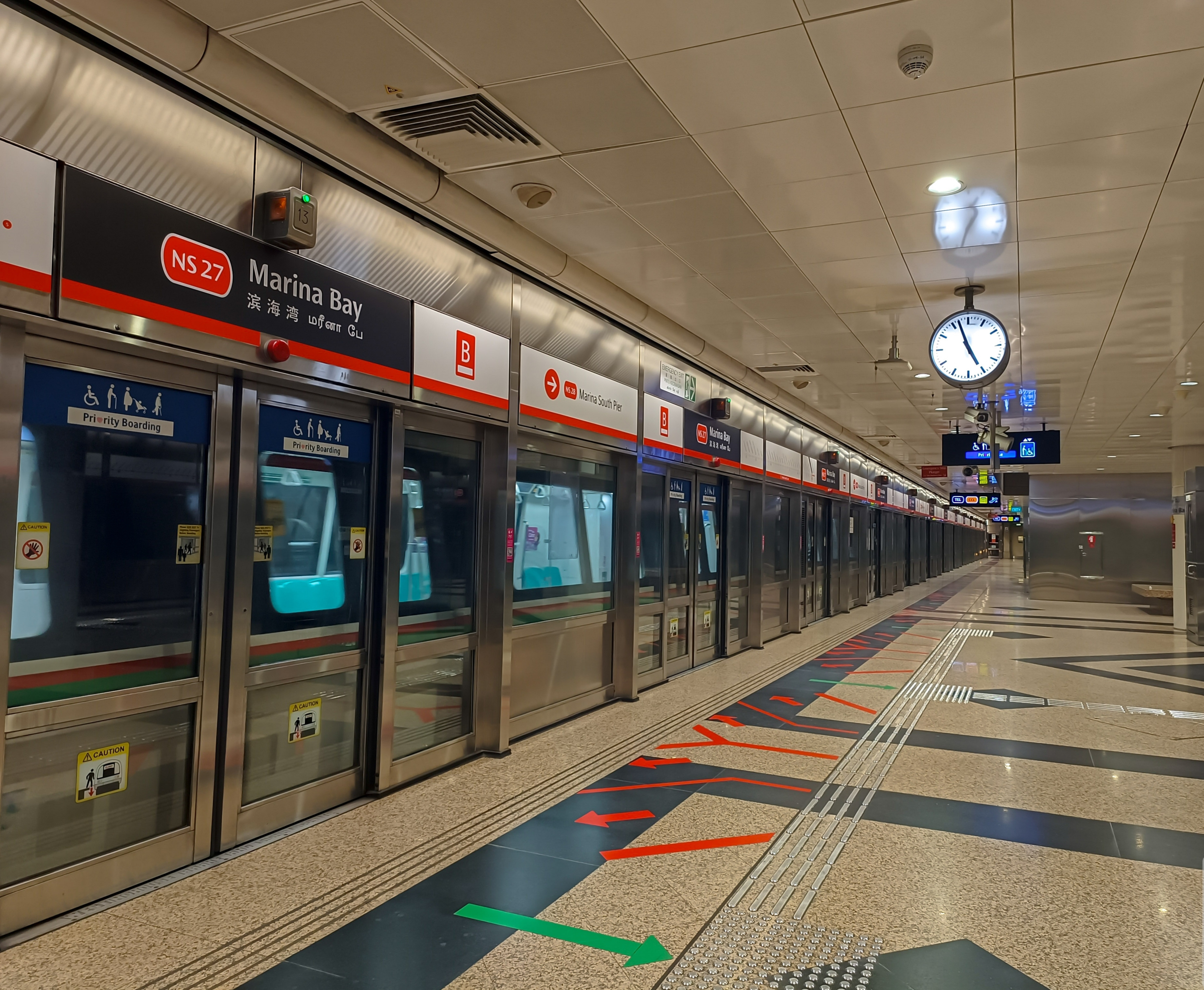
الجيل الأول من بوابات حجب الرصيف في محطة مارينا باي، على خط الشمال والجنوب
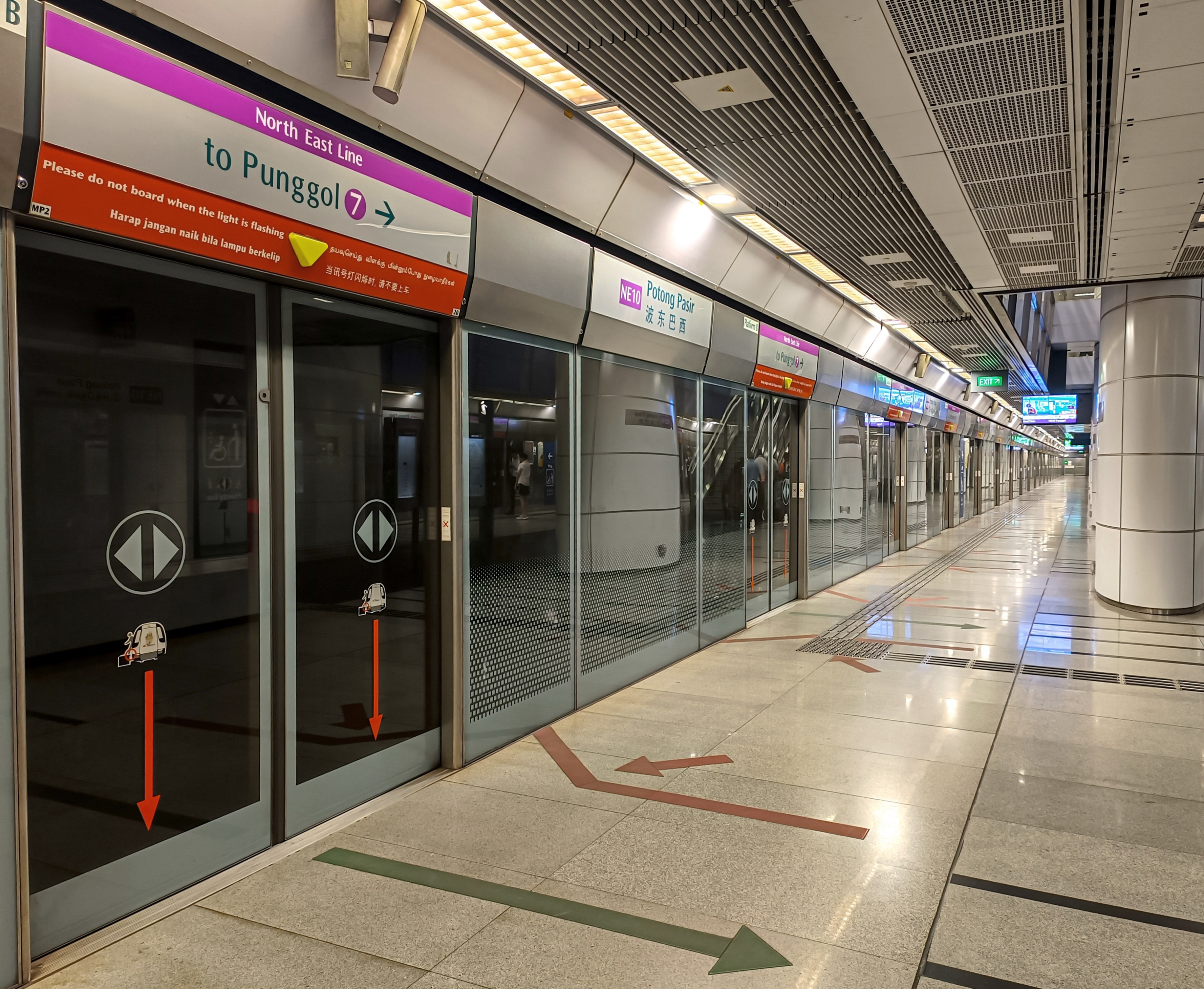
بوابات حجب الرصيف من الجيل الثاني في محطة بوتونج باسير على خط الشمال الشرقي
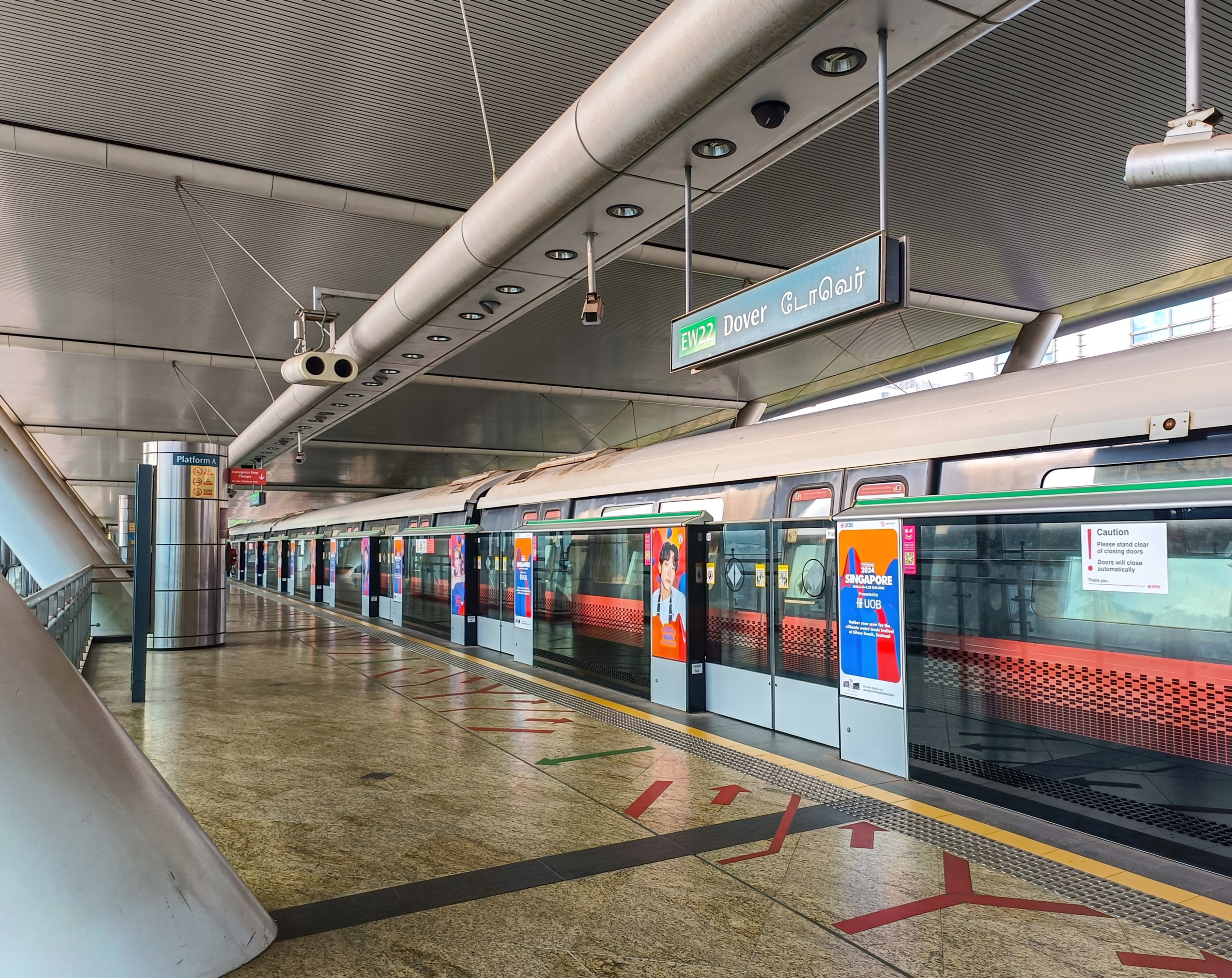
بوابات حجب الرصيف بارتفاع نصفي في محطة دوفر على خط إيست ويست
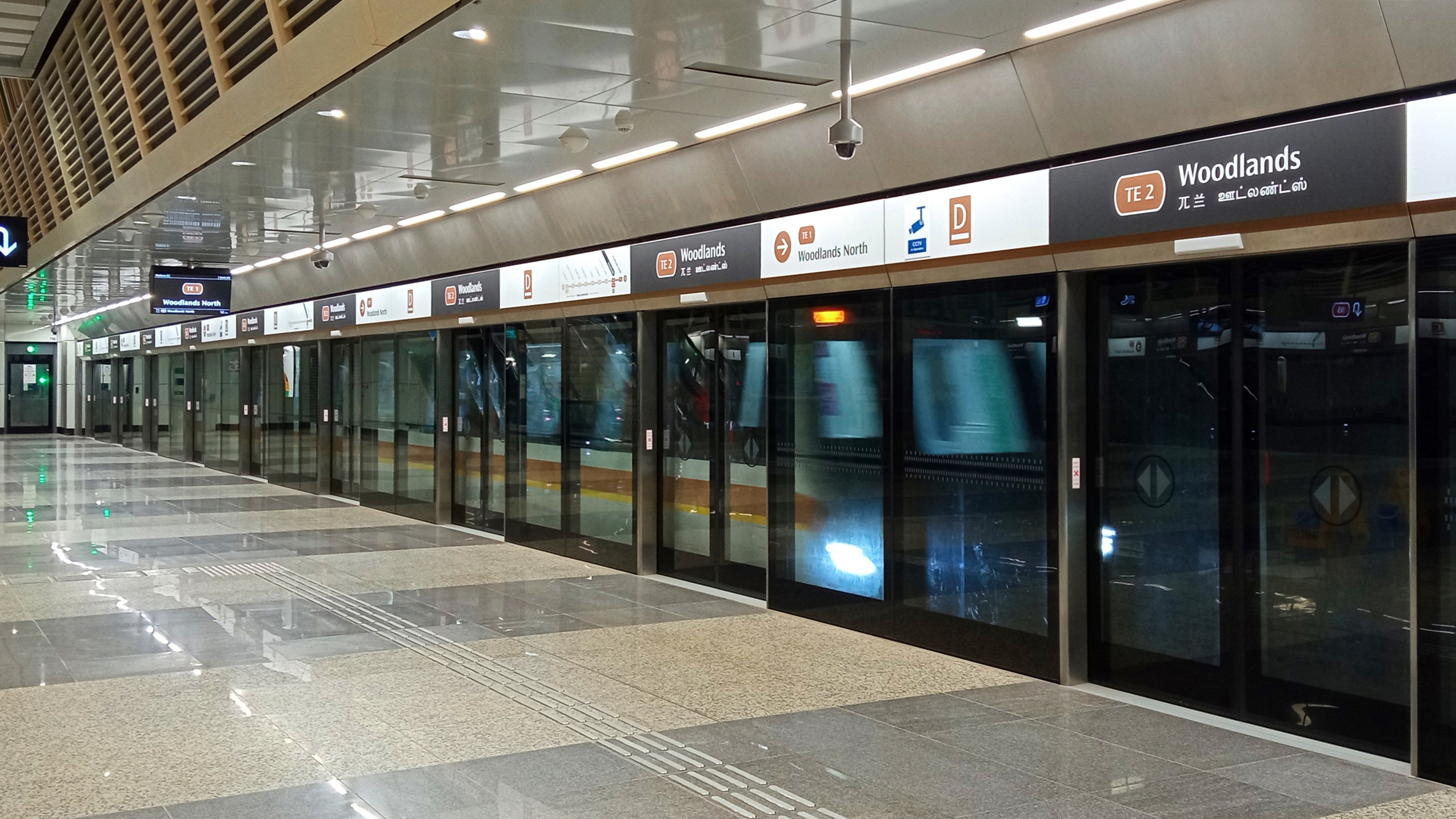
بوابات حجب الرصيف من الجيل الأحدث في محطة مترو وودلاندز، على خط تومسون-الساحل الشرقي
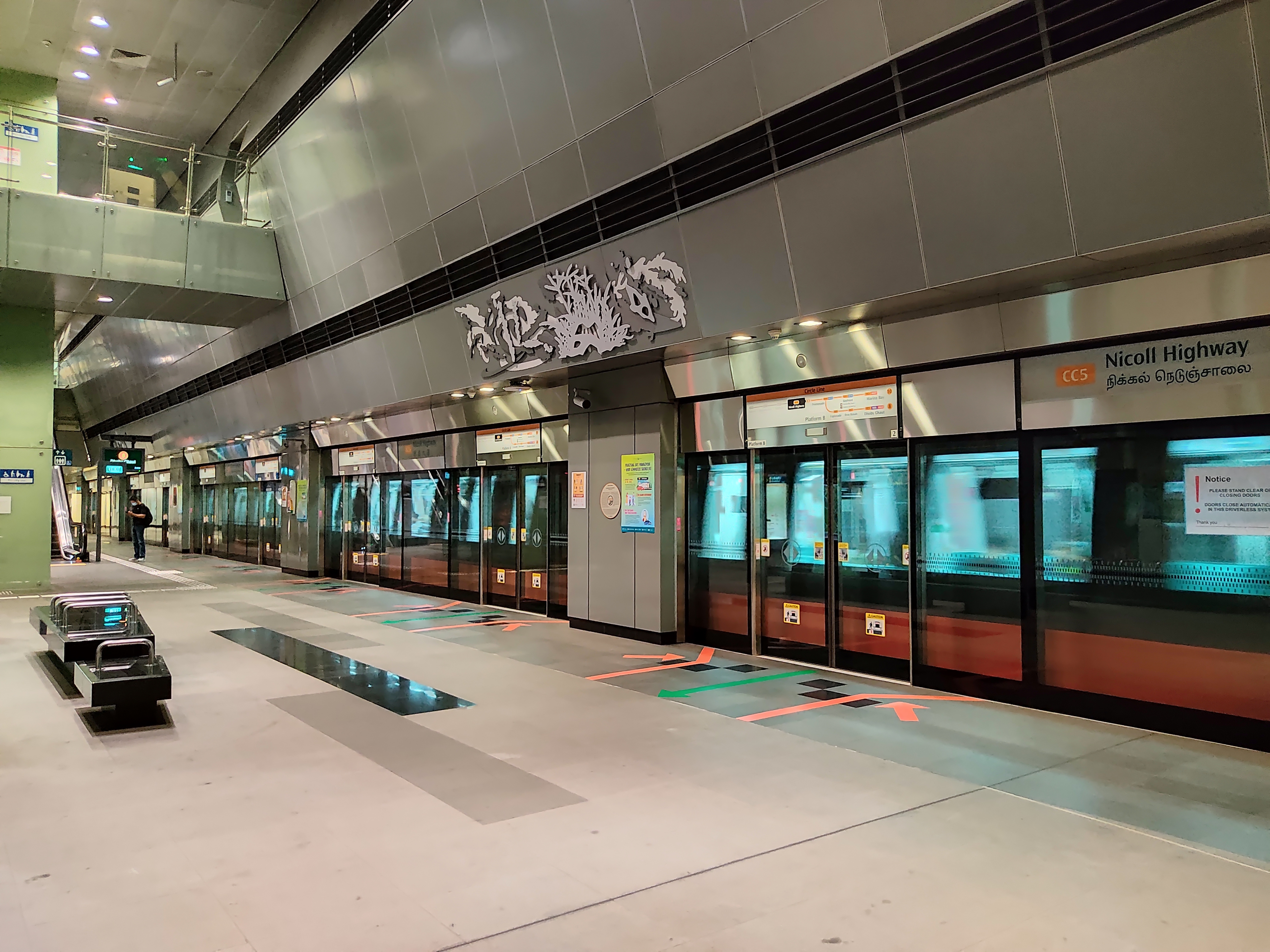
بوابات حجب الرصيف كاملة الارتفاع على المنصة B من محطة مترو نيكول هايواي على خط سيركل

## كوريا الجنوبية

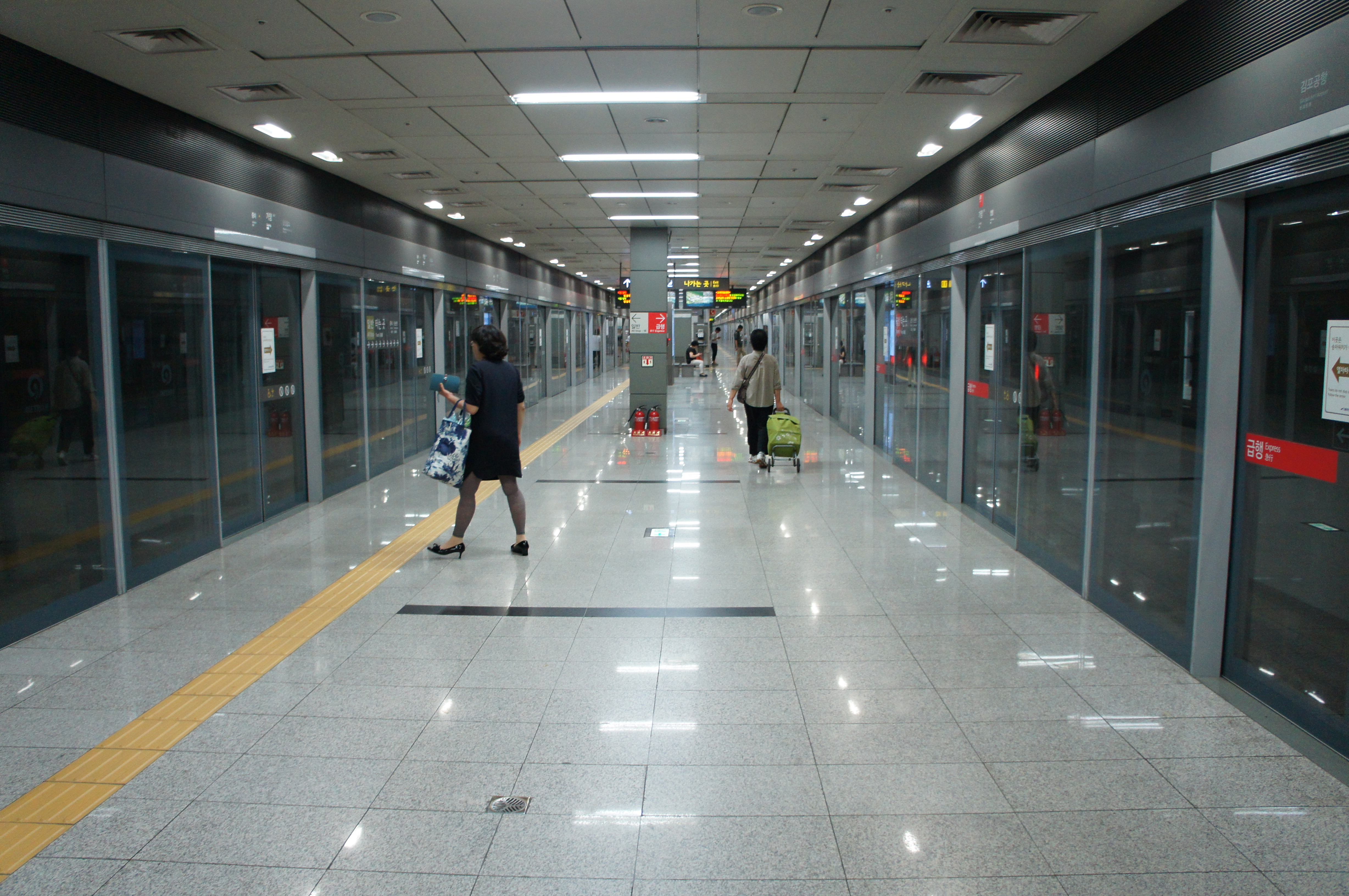
بوابات حجب الرصيف كاملة الارتفاع في محطة غايانغ، خط مترو سيول رقم 9
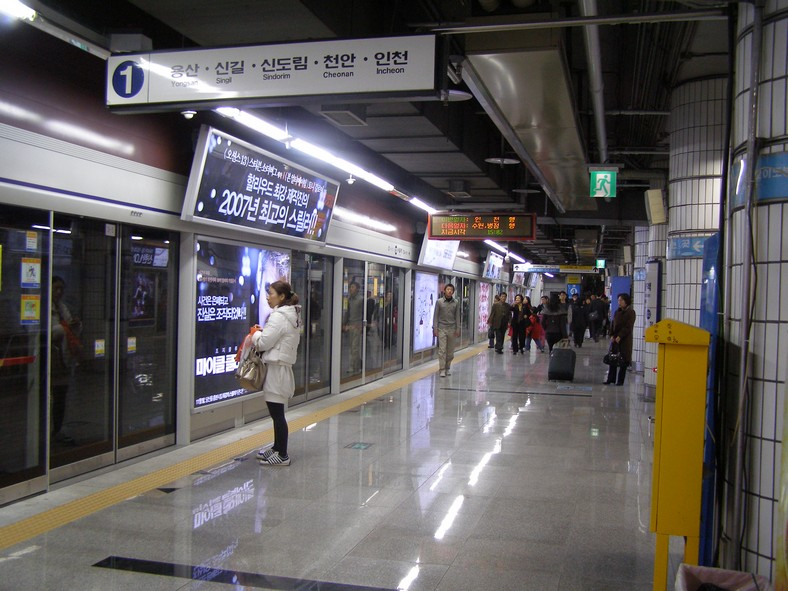
بوابات حجب الرصيف كاملة الارتفاع في محطة مترو أنفاق سيول الخط 1 سيول
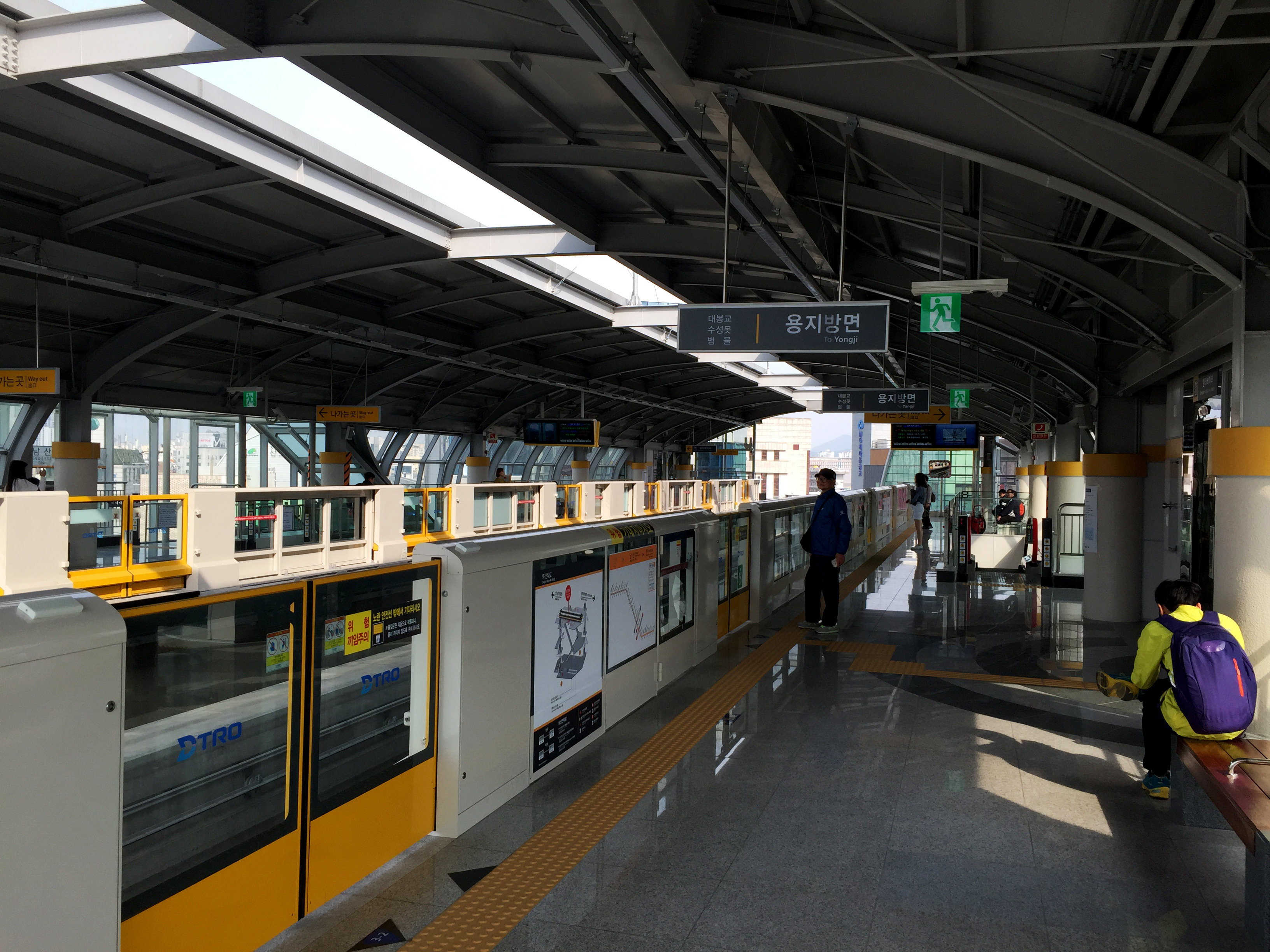
بوابات حجب الرصيف بارتفاع نصفي في محطة نامسان في خط مترو دايجو رقم 3

كانت محطة يونجدو في خط مترو أنفاق سيول رقم 2 أول محطة في مترو أنفاق سيول تتميز ببوابات حجب الرصيف؛ وقد افتُتحت المحطة في أكتوبر 2005. بحلول نهاية عام 2009، كان العديد من المحطات البالغ عددها 289 التي تديرها شركة مترو سيول تحتوي على بوابات حجب الرصيف من صنع شركة هيونداي للمصاعد. جُهزت خطوط مترو سيول 1 و2 و 3 و 4 و 5 و 6 و 7 و 8 و 9 ببوابات حجب الرصيف. انتهى تركيب بوابات حجب الرصيف في معظم المحطات التي تديرها شركة كوريل، ولكن بعض المحطات لم تُجهز بعد ببوابات حجب الرصيف. كان من المقرر تزويد جميع المحطات في كوريا الجنوبية (باستثناء محطة دوراسان ) ببوابات حجب الرصيف بحلول عام 2023. حتى عام 2017، جرى تجهيز 100% من محطات المترو ببوابات حجب الرصيف في دايجون، وغوانغجو، وبوسان، وإنتشون، وديجو.
بوابات حجب الرصيف، التي رُكبت في محطة مونيانج في خط مترو دايجو 2 بواسطة معهد النقل الكوري في عام 2013، تحتوي على بوابات حجب رصيف من نوعها تعتمد على الحبال تسمى (Rope type Platform Safety DoorRPSD). موهي جموعة من الأبواب المصنوعة من كتل الحبل تفصل المرصيفعن القضبان. عندما يصل القطار، يتُتح مجموعات أبواب االحجبالحبلية عموديًا للسماح للركاب بالصعود إلى القطار أو العودة منه. تستخُدا توابات حجب الرصيف هذه أيضًا في محطة Nokdong على خط مترو Gwangju رقم 1، ولكنها أُزيلت في عام 2012، وجرى تركيب بوابات حجب رصيف جديدة كاملة الارتفاع بدلاً من ذلك في عام 2016.

## إسبانيا

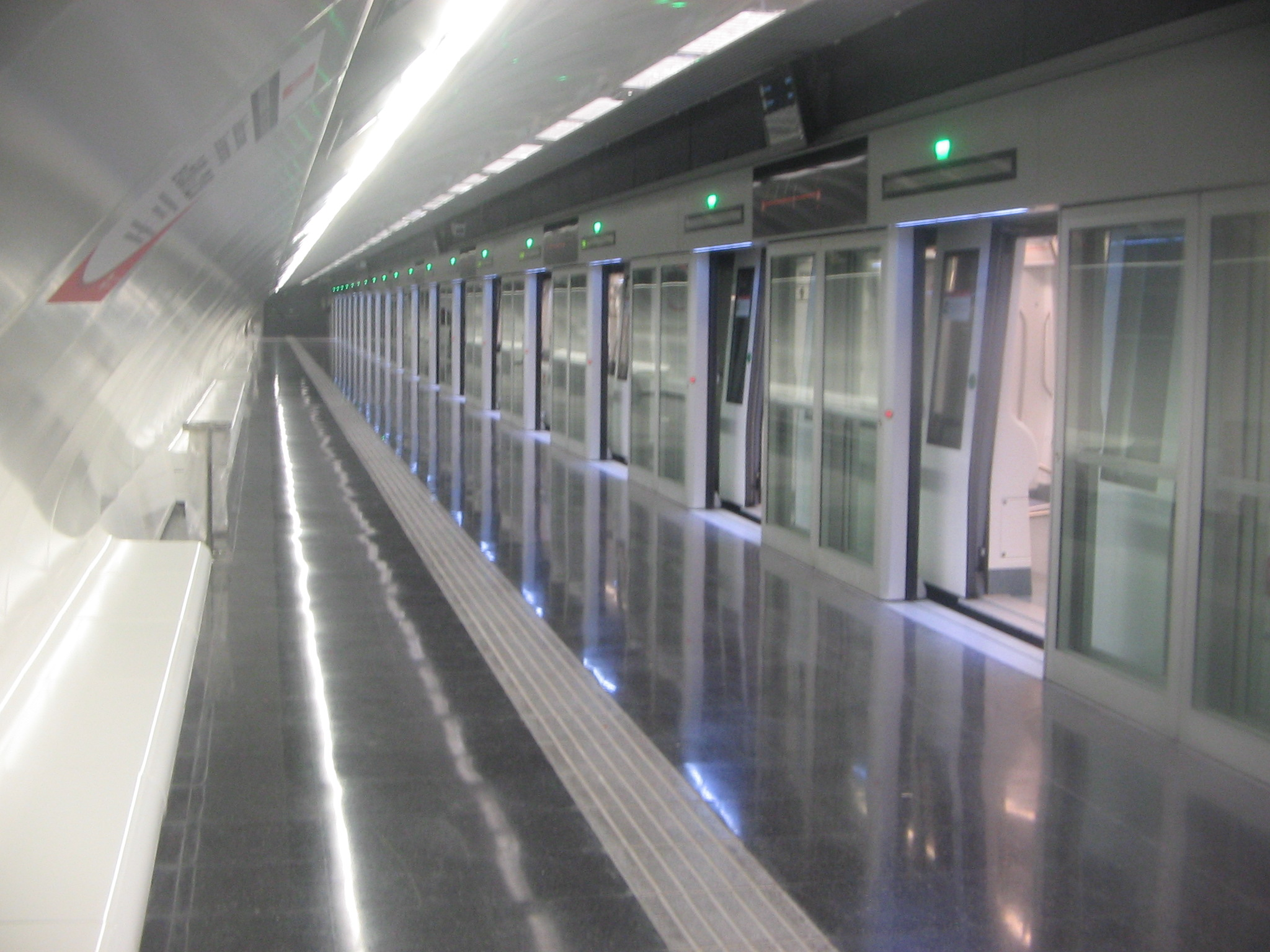
محطة L9 في مترو برشلونة

رُكبت بوابات حجب الرصيف بارتفاع نصفي لأول مرة في محطة Provença FGC (برشلونة) حوالي عام 2003. وفي وقت لاحق، جرى اختبار الأبواب على خط مترو برشلونة رقم 11 قبل تركيبها في جميع محطات الخطوط الجديدة 9 و 10، والتي تعمل بدون سائق. وكذلك فقد استُخدمت بوابات حجب الرصيف في أربع محطات من الخط 12 (MetroSur) لمترو مدريد من نوفمبر 2009 حتى يناير 2010. توجد بوابات حجب الرصيف أيضًا في محطة نقل الركاب بمطار مدريد باراخاس في أدولفو سواريز بمطار مدريد باراخاس وفي خط مترو إشبيلية رقم 1 الخفيف.

## السويد
افتُتحت بوابات حجب الرصيف على خط قطار الركاب في ستوكهولم في محطتين تحت الأرض في يوليو 2017، كجزء من خط مدينة ستوكهولم. حيث استخدم مترو ستوكهولم بوابات حجب الرصيف في محطة مترو Åkeshov في عام 2015 ومحطة مترو Bagarmossen في عام 2021، ومن الكخطط أن تكون محطات المترو بما في ذلك محطة مترو Kungsträdgården - محطة مترو Nacka Kungsträdgården - محطة مترو Hagsätra بها بوابات حجب الرصيف عند اكتمالها بين عامي 2026 و 2030. نظرًا لوجود تخطيطات متعددة للأبواب قيد الاستخدام في مترو ستوكهولم (قطار C20 كامل الطول يحتوي على 21 بابًا على كل جانب، وسلسلة Cx الأقدم و C30 الأحدث التي تحتوي على 24 بابًا)، فمن غير المرجح أن تصبح بوابات حجب الرصيف شائعة في أي وقت قريب. تحتوي محطة Liseberg للمترو تحت الأرض في جوتنبرج على بوابات حجب الرصيف بُنيت قبل افتتاحها في عام 1993. وكان السبب هو الأمان ضد قطارات الشحن التي تمر عبر هذا النفق. حيث بُنيت هذه الأبواب على بعد متر واحد من حافة الرصيف وبالتالي لا تتقيد بنوع القطار.

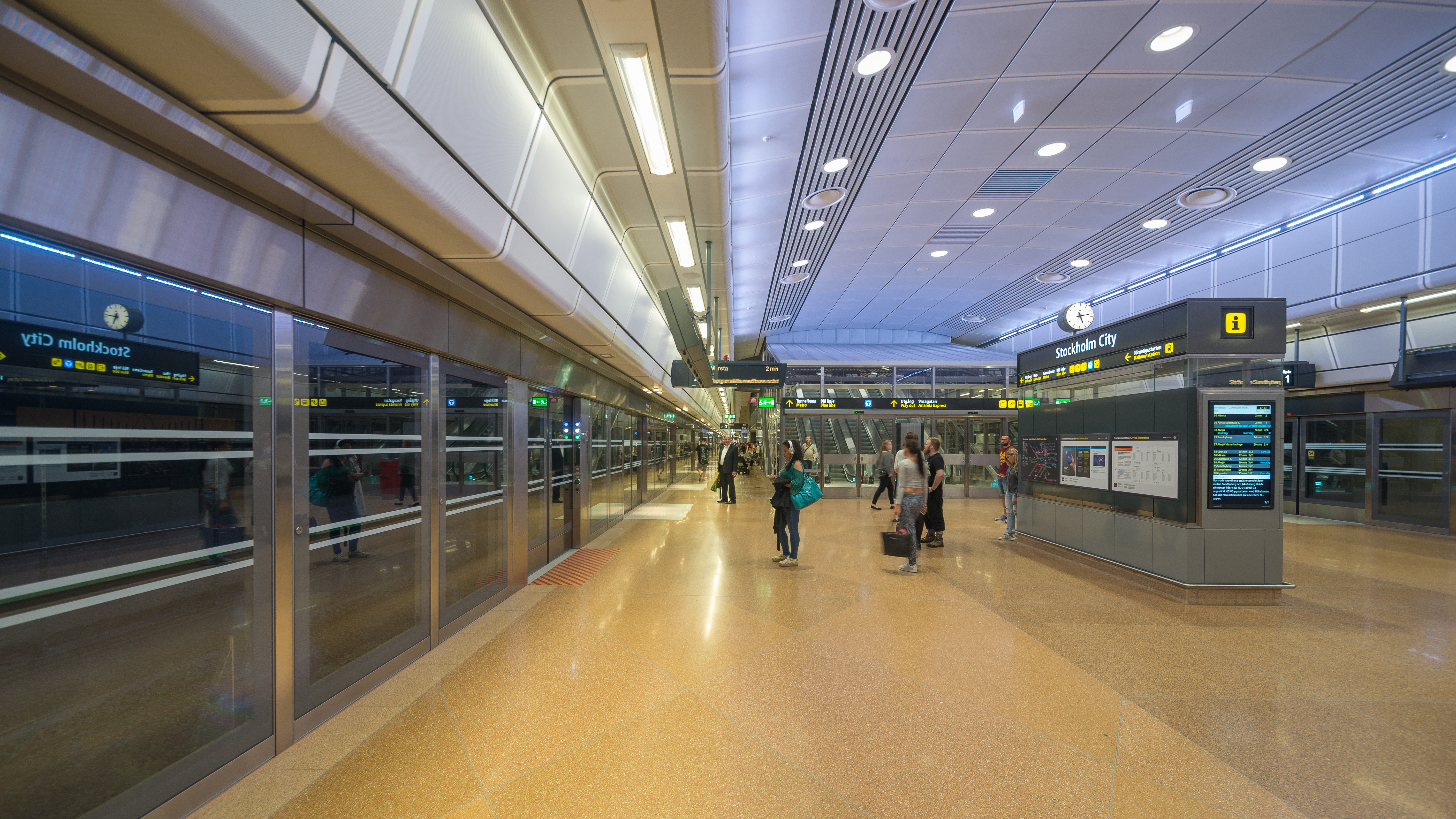
محطة ركاب مدينة ستوكهولم
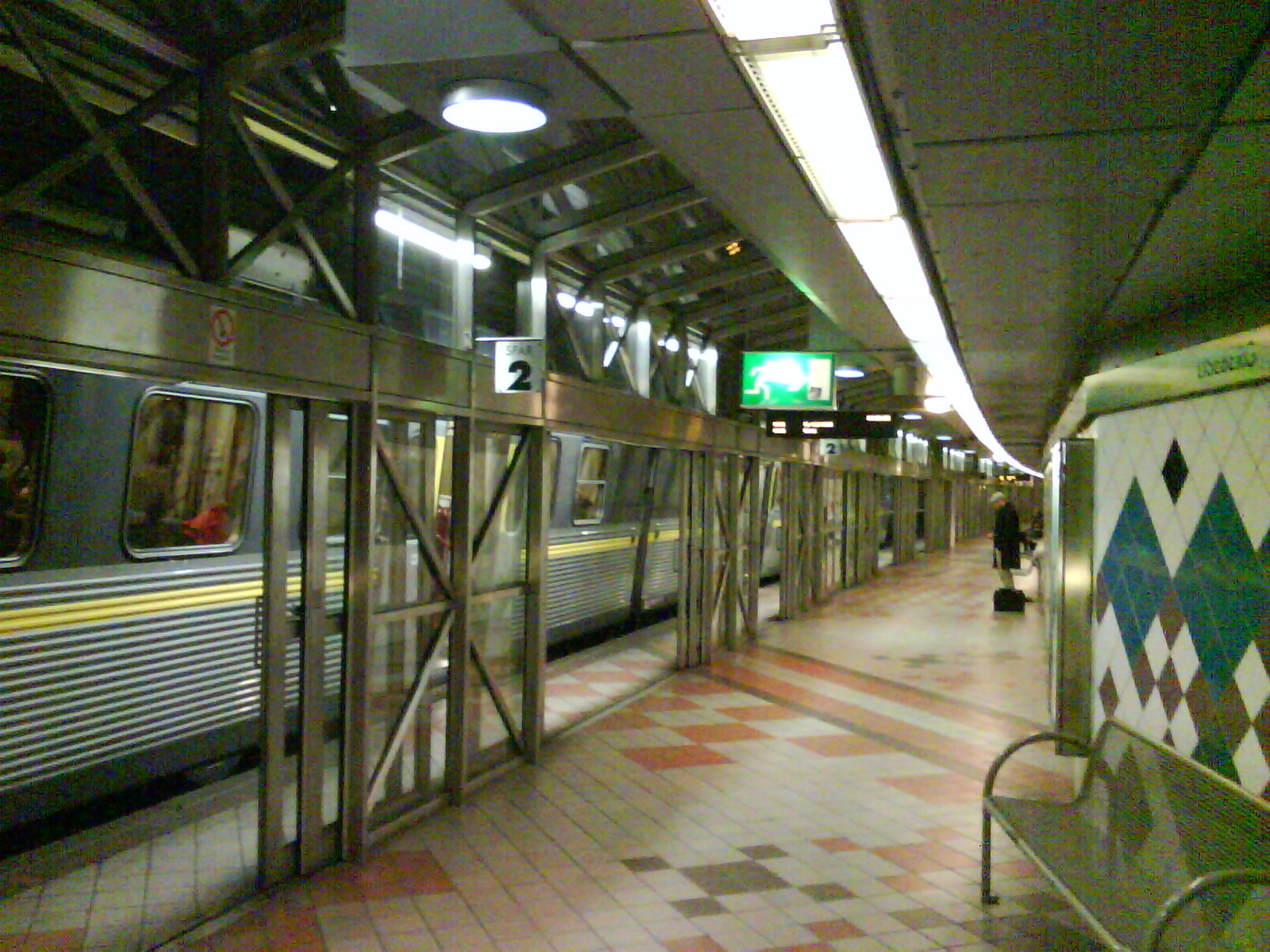
أبواب قديمة في محطة سكة حديد ليزبيرج في جوتنبرج

## سويسرا

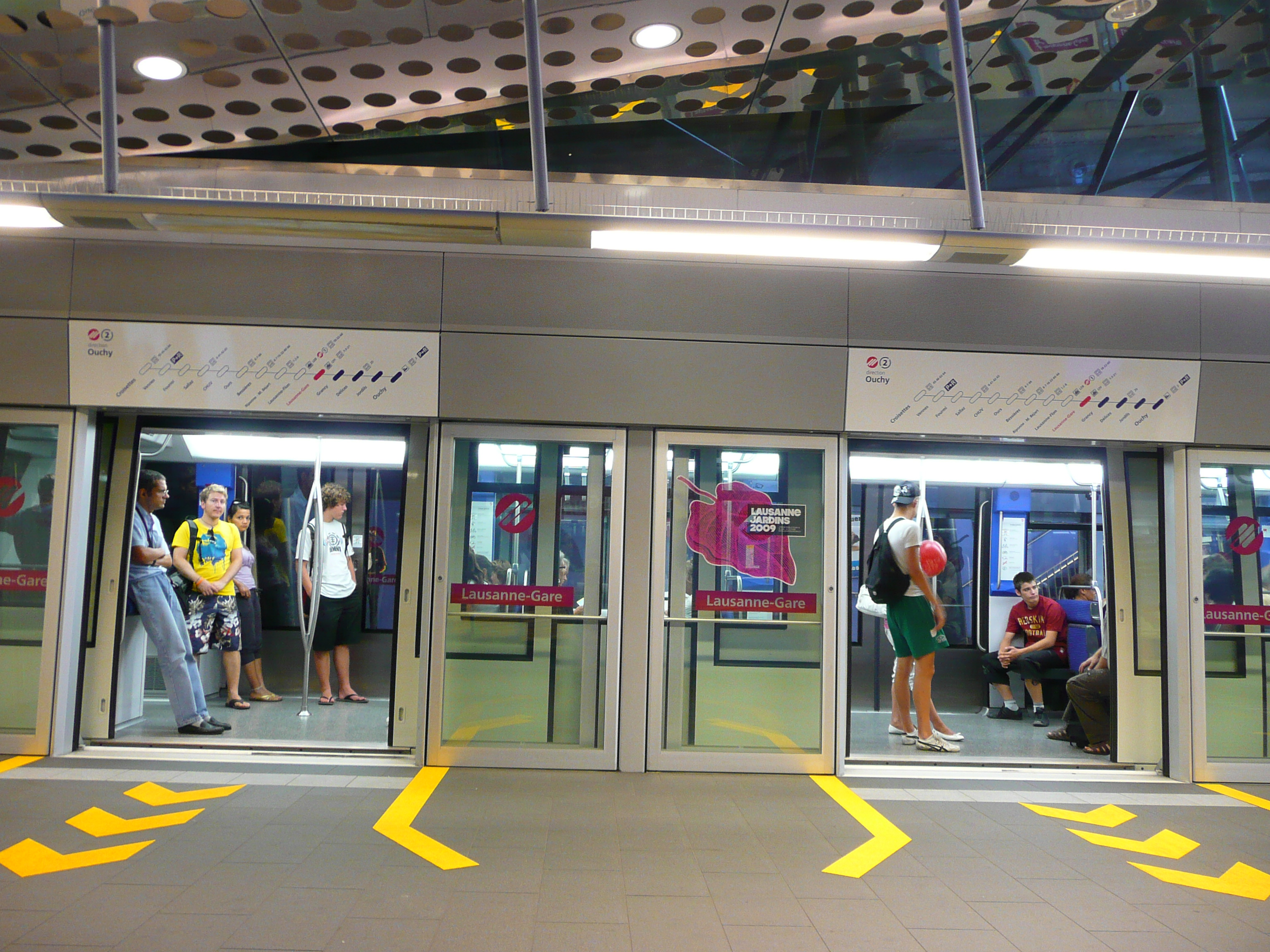
محطة M2 لوزان للقطارات تظهر أحد الأرصفة شديدة الانحدار

تحتوي منظومة حافلات Skymetro التابعة لمطار زيوريخ الدولي بين المبنى الرئيسي (الذي يستضيف المحطتين A وB) والمحطة المنفصلة E على أبواب زجاجية تفصل المسارات عن أرصفة صالات الركاب في كلا الطرفين. يحتوي خط مترو لوزان M2 على أبواب زجاجية في كل محطة، بما في ذلك حالة نادرة حيث جرى تركيب بوابات حجب الرصيف على سطح مائل، حيث كان الخط في السابق قطارًا جبليًا مائلًا.

## تايوان

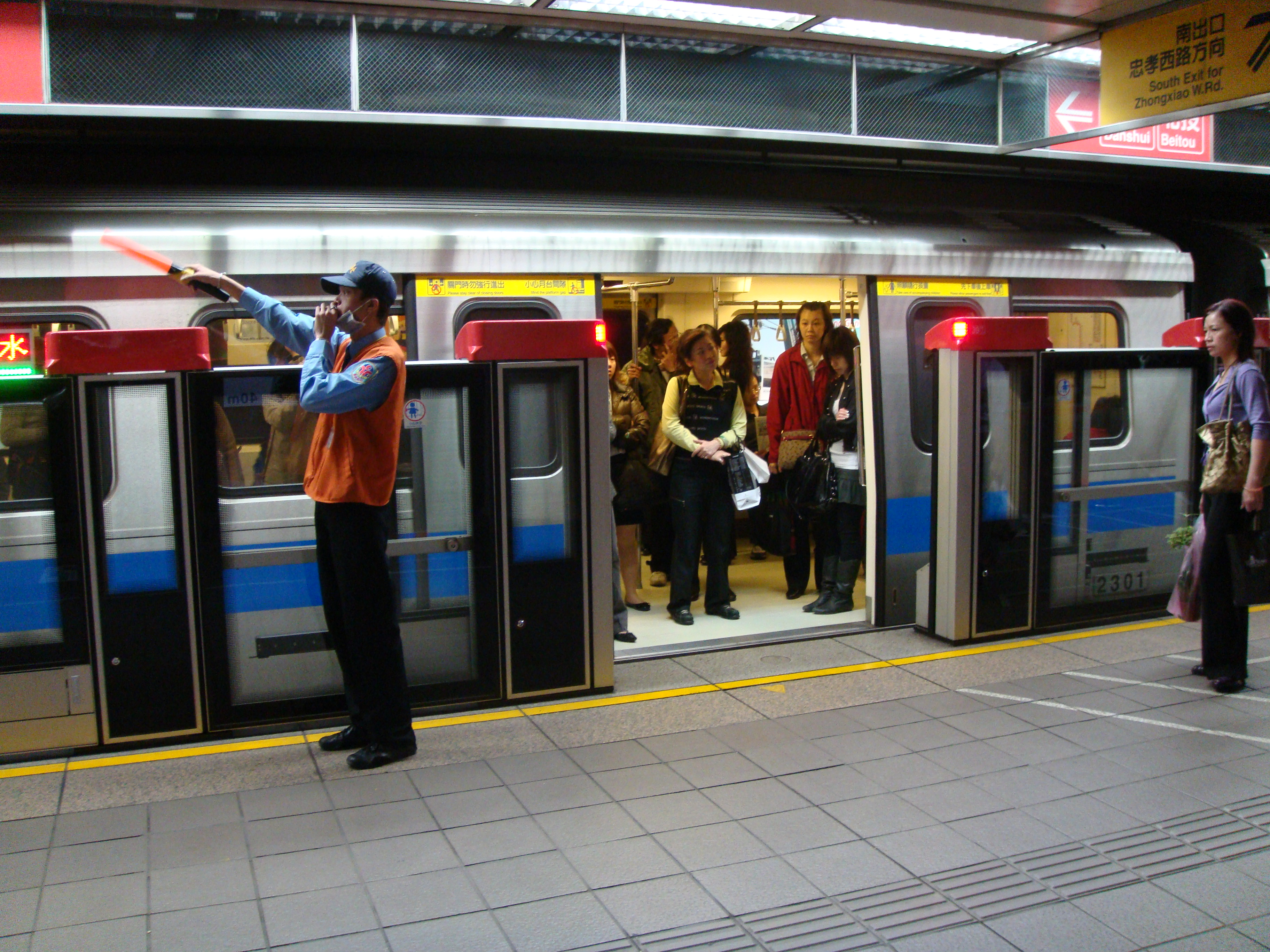
بوابات أوتوماتيكية لحجب الرصيف على رصيف خط Tamsui-Xinyi في محطة مترو تايبيه الرئيسية

في مترو تايبيه، رُكبت بوابات حجب الرصيف لخط المترو لأول مرة على خط وينهو (المعروف آنذاك باسم خط موزا) في عام 1996. وكانت خطوط مترو الأنفاق القديمة عالية السعة (خط تامسوي، وخط شينديان، وخط تشونج هي، وخط بانان ) في البداية بدون بوابات لحجب الرصيف، ولكن جرى تزويدها الآن ببوابات أوتوماتيكية منذ عام 2018. وقد جرى بناء المحطات الأحدث على خط Xinyi (جزء من خط Tamsui-Xinyi)، وخط Luzhou و Xinzhuang (جزء من خط Zhonghe-Xinlu)، وخط Songshan (جزء من خط Songshan-Xindian)، والخط الدائري، وجزء من محطة Dingpu على خط Bannan ومحطة مركز Taipei Nangang للمعارض ) ببوابات حجب الرصيف. لقد قام الخط الدائري بتثبيت بوابات حجب الرصيف منذ الافتتاح، لكن خط دانهاي الخفيف لم يفعل ذلك، كما هو الحال بالنسبة لمعظم خطوط السكك الحديدية في الشوارع التي لا تحتوي على بوابات حجب الرصيف.
في مترو كاوهسيونج، رُكبت بوابات حجب الرصيف في جميع المحطات تحت الأرض، في حين أن المحطات المرتفعة ليس بها بوابات حجب الرصيف. قامت محطة دالياو بتثبيت بوابات حجب الرصيف بارتفاع نصفي في عام 2020.
في مترو تاويوان ومترو تايتشونغ، قامت جميع المحطات المرتفعة بتركيب بوابات حجب الرصيف بارتفاع نصفي، بينما قامت المحطات تحت الأرض بتركيب بوابات حجب الرصيف بارتفاع كامل.

## تايلاند

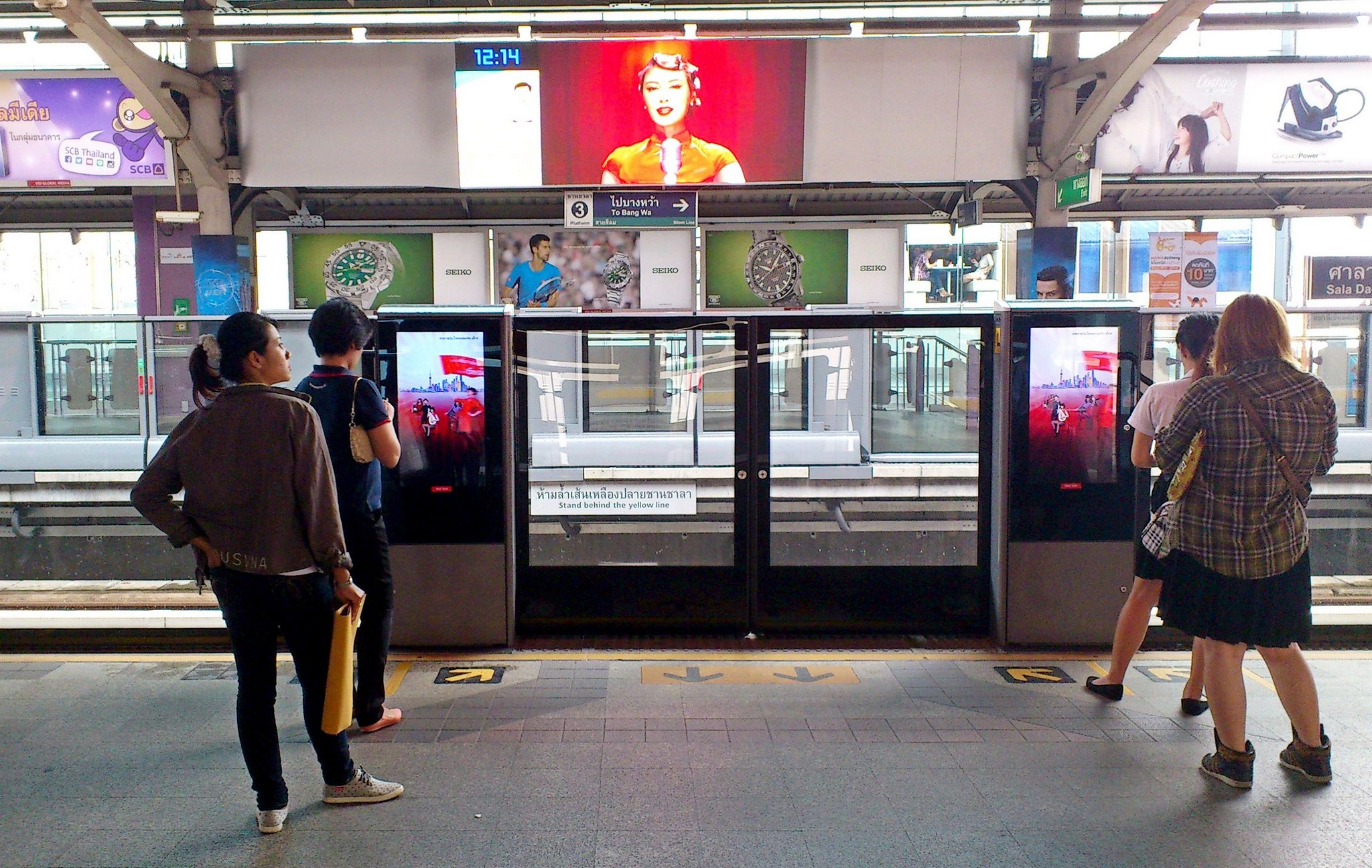
محطة قطار السماء سالا داينج، سيلوم، بانكوك

رُكبت بوابات حجب الرصيف لأول مرة في أنظمة BTS Skytrain و MRT في بانكوك، تلا ذلك نظام Airport Rail Link في محطة Makkasan (رصيف Express) ومحطة Suvarnabhumi (كل من أرصفة City وExpress Line). قام نظام BTS Skytrain أولاً بتثبيت بوابات حجب الرصيف في محطة سيام، ثم قام لاحقًا بتحديث محطات أخرى مزدحمة. والآن، رُكبت بوابات حجب الرصيف في جميع محطات نظام السكك الحديدية الكهربائية في بانكوك تقريبًا لمنع الأشخاص من السقوط على المسارات. قامت شركة BTS Skytrain بتثبيت أنظمة بوابات حجب الرصيف في 18 محطة من أصل 44 محطة، وفي جميع محطات الخطين البنفسجي والأزرق في نظام مترو بانكوك. قامت شركة Airport Rail Link بتثبيت حاجز من الفولاذ المقاوم للصدأ لمنع الأشخاص من السقوط، لكنها لم تقم بتثبيت أبواب كاملة الارتفاع بسبب المخاوف من أن السرعة العالية للقطارات قد تؤدي إلى كسر الزجاج. جميع المحطات الجديدة في بانكوك بها بوابات لحجب الرصيف.

## تركيا
توجد بوابات حجب الرصيف على خطوط مترو إسطنبول M5 و M7 وM8 وM11، وكلها تعمل بدون سائق بالكامل. تحتوي محطة سيران تبة على الخط M2 وF1 وF3 وF4 أيضًا على بوابات لحجب الرصيف.

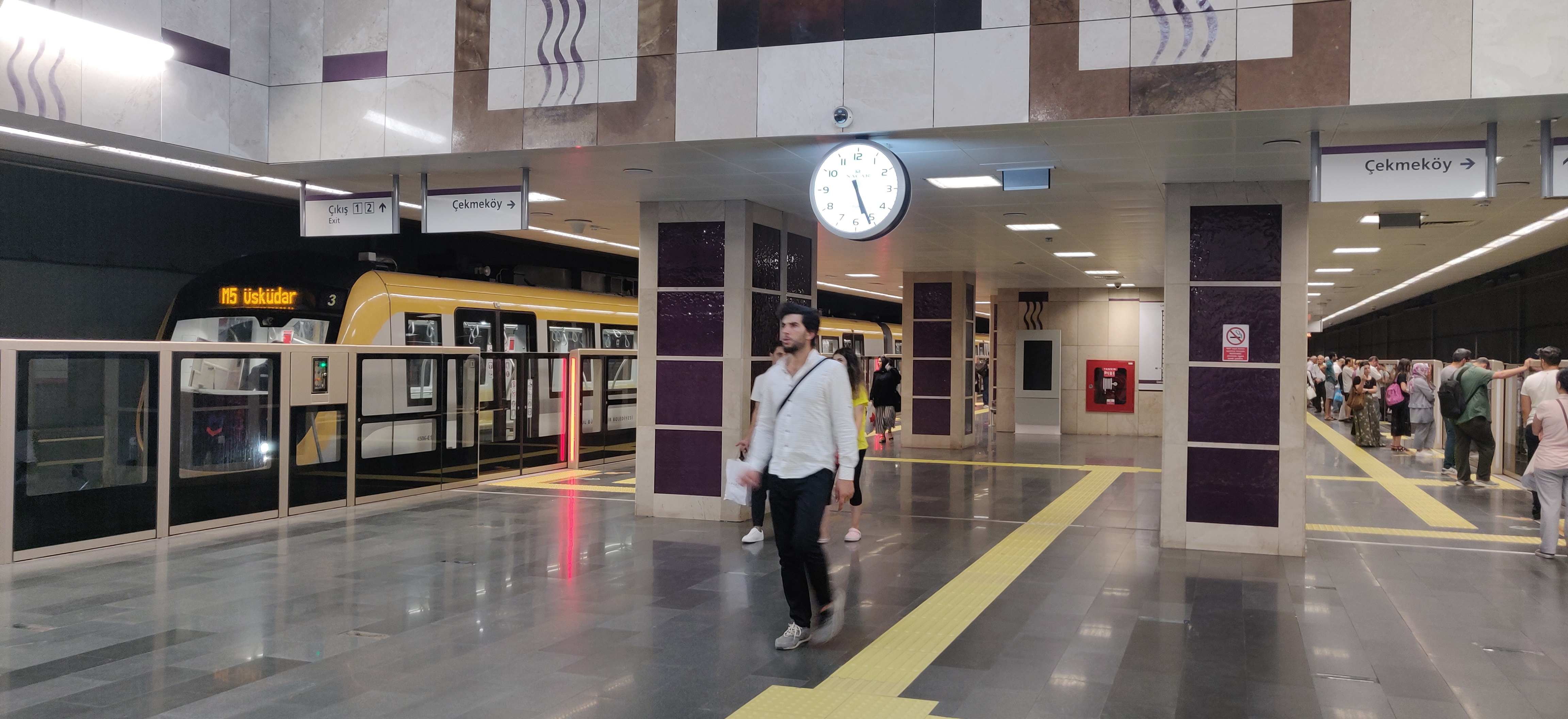
الخط M5 لمترو اسطنبول
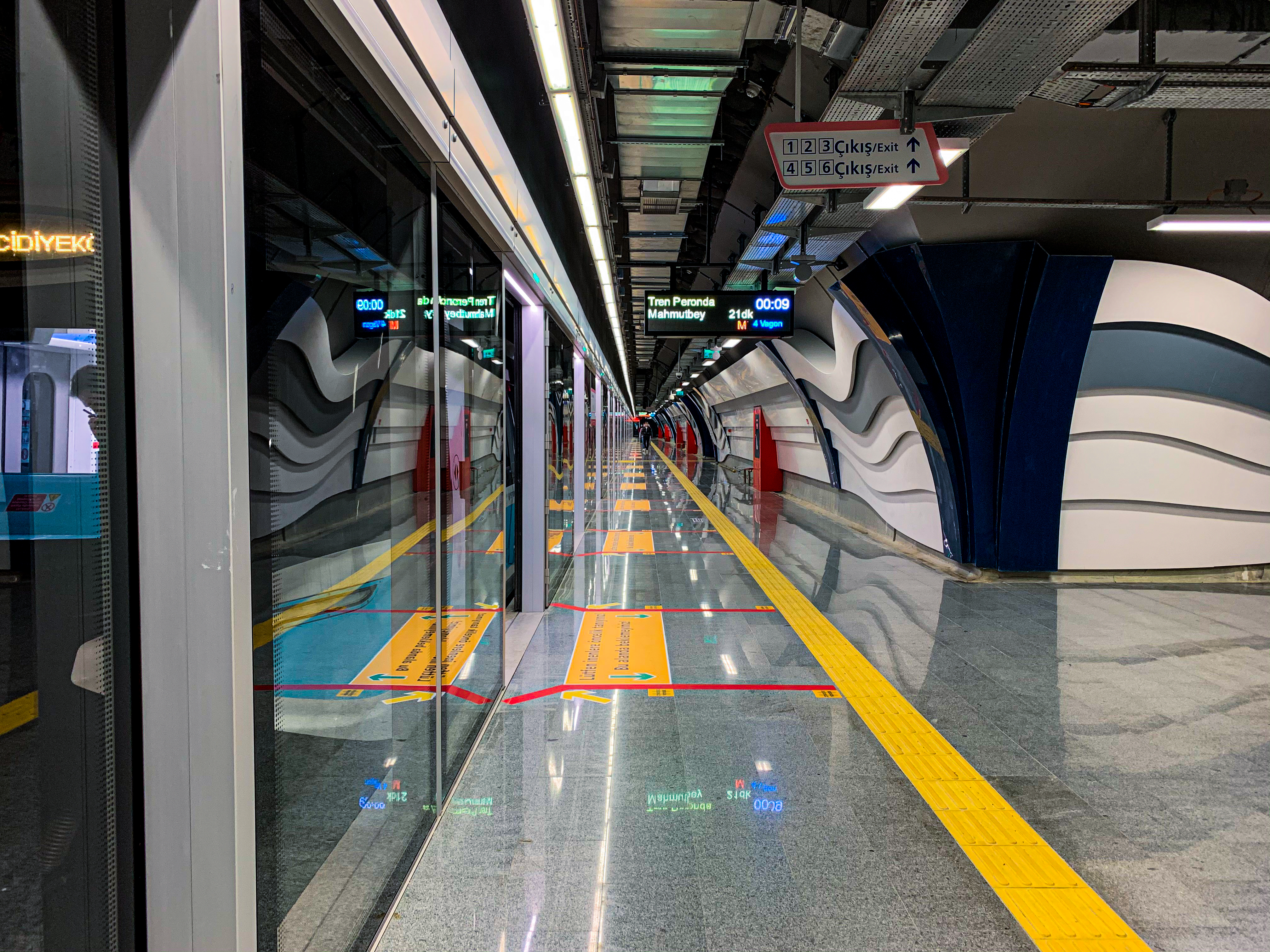
الخط M7 لمترو اسطنبول

## الإمارات العربية المتحدة
رُكبت بوابات حجب الرصيف على جميع الأرصفة في مترو دبي الآلي بالكامل، بالإضافة إلى محطة نقل الركاب بمطار دبي، ومونوريل نخلة جميرا، وترام دبي (أول نظام ترام في العالم يتميز ببوابات حجب الرصيف).

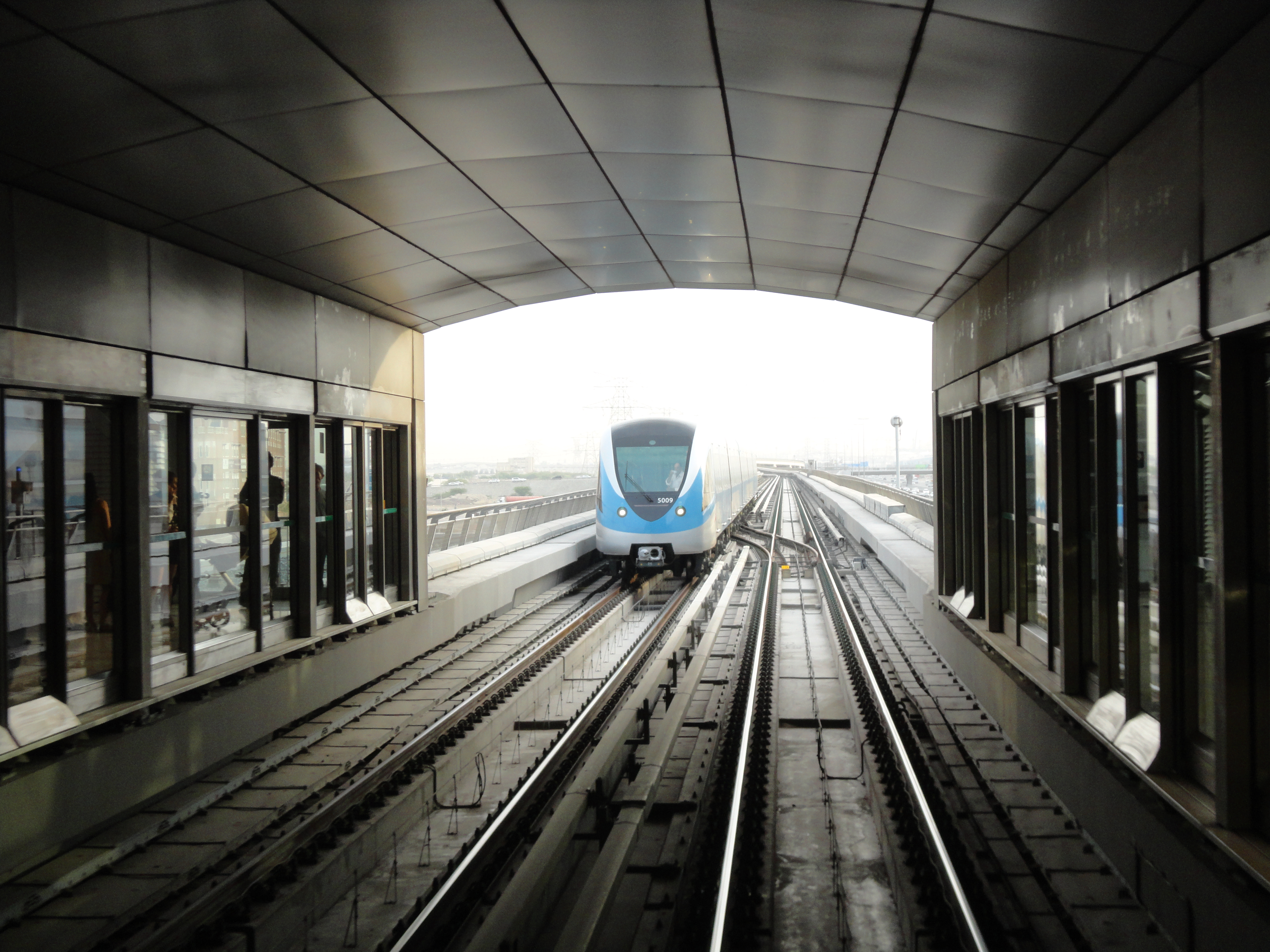
محطات مترو دبي
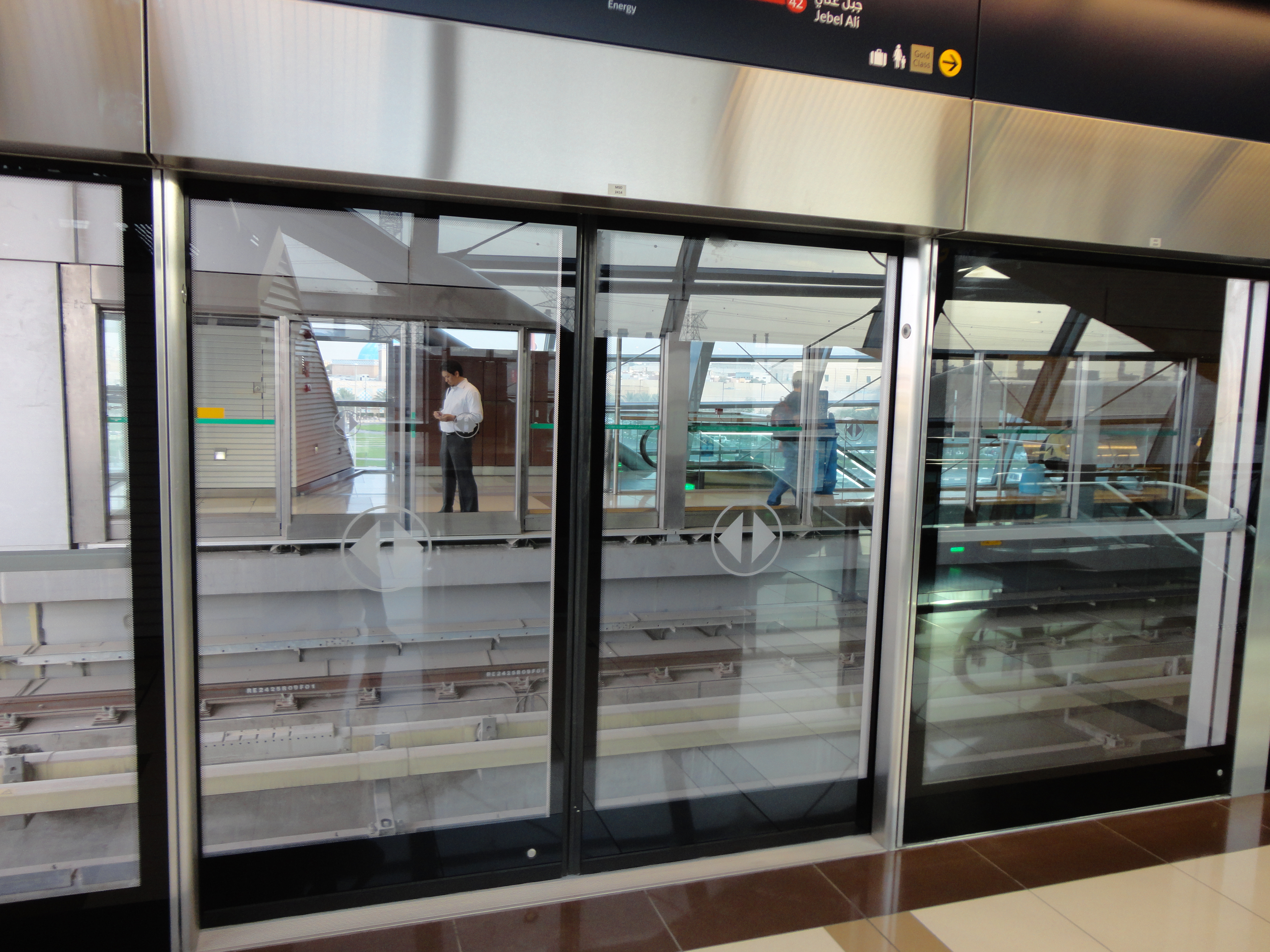
محطة ابن بطوطة مول على الخط الأحمر في مترو دبي

## المملكة المتحدة

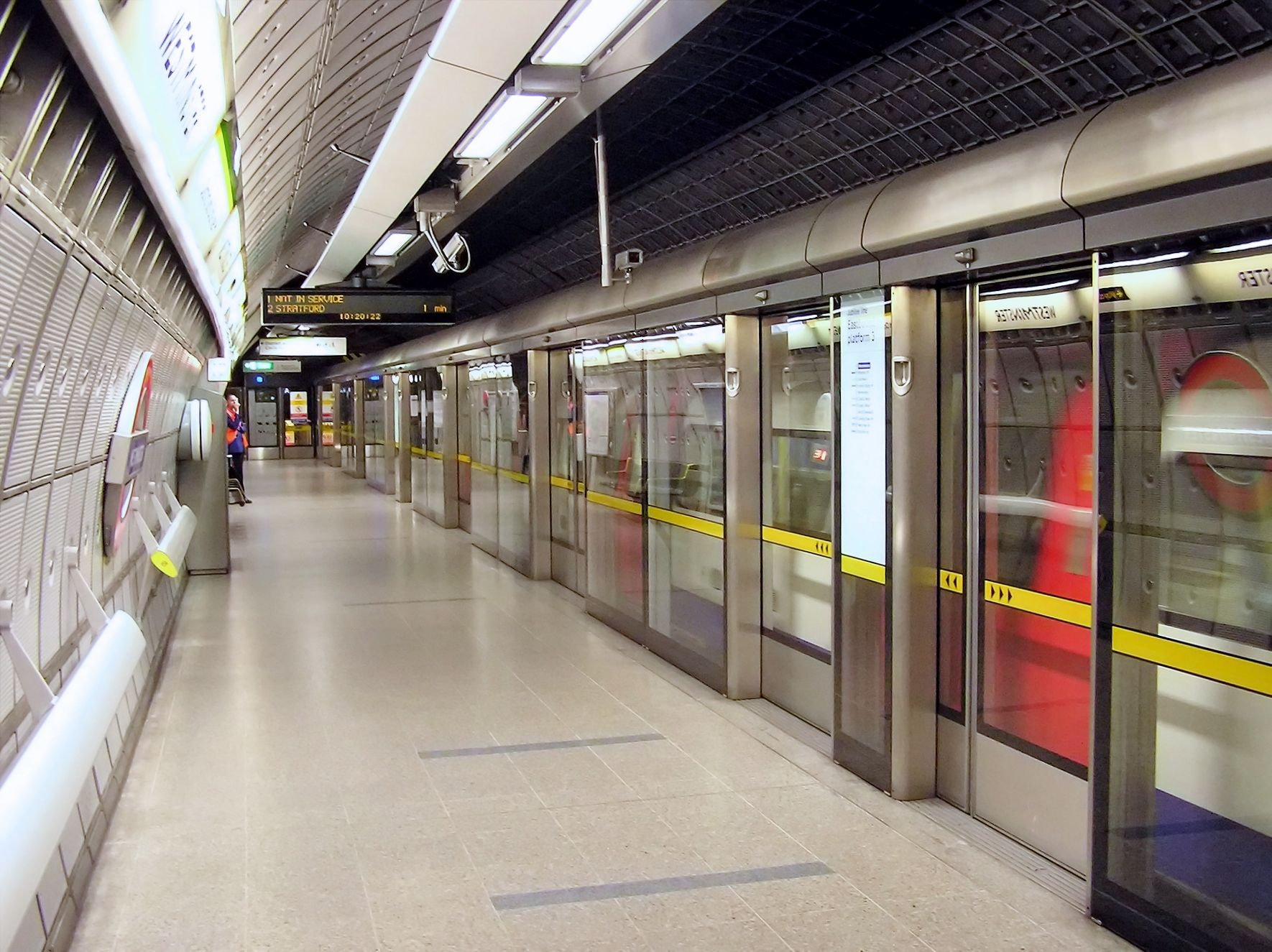
بوابات حافة الرصيف في محطة وستمنستر على خط اليوبيل في مترو لندن

شهد مشروع تمديد خط اليوبيل تركيب بوابات حافة الرصيف في محطاته الجديدة التي كانت تحت الأرض، والتي أنتجتها شركة ويستنجهاوس. وهناك خطط لتثبيت بوابات حافة الرصيف في محطات مترو لندن الحالية على طول خطوط بيكرلو، وسنترال، وبيكاديللي، وواترلو وسيتي كجزء من مترو لندن الجديد. جرى توفير إمكانية لتركيب بوابات حافة الرصيف في محطات تمديد الخط الشمالي، ولكن لم يجري تركيب أي أبواب في المحطات عند افتتاحها في عام 2021.
تتواجد أجهزة بوابات حافة الرصيف في نظام نقل الركاب بمطار جاتويك، وحافلات نقل الركاب في مبنى الركاب 5 بمطار هيثرو، و مطار برمنجهام Birmingham Airport AirRail Link، ونظام النقل بمطار ستانستيد، و Luton DART.
خط إليزابيث، وهو خط جديد عبر المدينة في لندن ( يُعد مشروع Crossrail) يحتوي على بوابات حجب للرصيف على كل من الأرصفة الستة عشر الموجودة تحت السطح في قسمه المركزي. يحتوي كل رصيف على سبعة وعشرين بابًا تتوافق مع الأبواب السبعة والعشرين لفئة السكك الحديدية البريطانية الجديدة 345 التي تشغل الخدمة. تشكل الأبواب حاجزًا بطول 2.5 م (8 قدم 2 بوصة) من الزجاج والفولاذ على طول الرصيف بالكامل. فتحة الباب باتساع 2.1 م (6 قدم 11 بوصة)، ويتضمن النظام معلومات متكاملة للركاب وشاشات إعلانية رقمية. يعتبر هذا النظام غير عادي حيث أن القطارات هي قطارات ركاب كاملة الحجم، أكبر وأطول من قطارات أنظمة المترو المجهزة عادةً ببوابات حجب الرصيف. في المجموع، يوجد قرابة 4 كيلمتر من بوابات حجب الرصيف.
كان من المقرر تزويد مترو أنفاق غلاسكو ببوابات حجب الرصيف بارتفاع نصفي بعد إدخال المركبات المتحركة الجديدة في عام 2023.

## الولايات المتحدة
تعتبر بوابات حجب الرصيف نادرة في الولايات المتحدة، وتوجد حصريًا تقريبًا في الأنظمة ذات النطاق الصغير. يعد خط سكاي لاين في هونولولو، الذي بدأ عملياته في يونيو 2023، أول نظام مترو أنفاق عام واسع النطاق في البلاد يتميز ببوابات حجب الرصيف، حيث استخدم بوابات حجب الرصيف في كل محطة، وهي بوابات من إنتاج شركة Stanley Access Technologies. كما جرى استخدامها أيضًا في نظام مونوريل لاس فيغاس
لم تلتزم هيئة النقل الحضرية في مدينة نيويورك بتثبيت بوابات حجب الرصيف في نظام مترو الأنفاق الخاص بها، على الرغم من أنها كانت تدرس مثل هذه الفكرة منذ الثمانينيات. يمثل تركيب تلك البوابات تحديات تقنية كبيرة، ويرجع ذلك جزئيًا إلى المواضع المختلفة للأبواب في عربات مترو أنفاق مدينة نيويورك. بالإضافة إلى ذلك، لا يمكن لغالبية النظام استيعاب بوابات حجب الرصيف بغض النظر عن مواقع الأبواب، بسبب عوامل مثل الأرصفة الضيقة وألواح الأرصفة غير الكافية هيكليًا (انظر Technology of the New York City Subway § Platform screen doors ). وبعد سلسلة من الحوادث خلال أسبوع واحد في نوفمبر 2016، والتي أصيب فيها ثلاثة أشخاص أو قُتلوا بعد دفعهم إلى المسارات، بدأت هيئة النقل الجماعي في التفكير في تركيب بوابات حجب الرصيف لمحطة شارع 42. في أكتوبر 2017، أعلنت هيئة النقل الحضرية رسميًا أنه سيجري تركيب بوابات حجب الرصيف في محطة <a href="https://en.wikipedia.org/wiki/Third_Avenue_(BMT_Canarsie_Line)" rel="mw:ExtLink" title="Third Avenue (BMT Canarsie Line)" class="mw-redirect cx-link" data-linkid="942">Third Avenue</a> على خط قطار L كجزء من برنامج تجريبي، ولكن تأجل البرنامج التجريبي لاحقًا. وبعد عدة حوادث دفع، أعلنت هيئة النقل الجماعي عن برنامج تجريبي في ثلاث محطات في فبراير 2022: المحطة 7 و رصيف <القطارات 7> في تايمز سكوير، و محطات قطار E في شارع سوتفين - شارع آرتشر - مطار جون إف كينيدي ؛ ومحطة شارع ثيرد. بدأت هيئة النقل الجماعي في طلب عروض أسعار من مصنعي بوابات حجب الرصيف في منتصف عام 2022؛ وكان من المقرر تركيب الأبواب بدءًا من ديسمبر 2023 بتكلفة 6 ملايين دولار، على أن ينتهي تصميم الأبواب بحلول يونيو 2023.

تستخدم أنظمة نقل الأشخاص، التي تنقل الركاب عبر مسافات كبيرة، بوابات لحجب الرصيف. هذه الأنظمة شائعة في المطارات مثل مطار هارتسفيلد جاكسون أتلانتا الدولي ومطار دنفر الدولي. تستخدم هيئة ميناء نيويورك ونيوجيرسي بوابات حجب الرصيف بارتفاع كامل في اثنين من أنظمتها: AirTrain JFK و AirTrain Newark (تخدم مطار جون إف كينيدي الدولي ومطار نيوارك ليبرتي الدولي على التوالي). يضم مطار سان فرانسيسكو الدولي قطار AirTrain، وهو خط يبلغ طوله ستة أميال، حيث تكون محطاته مغلقة بالكامل ببوابات حجب الرصيف، مما يسمح بالوصول إلى ناقل الأشخاص الآلي بالكامل. يحتوي مطار شيكاغو أوهير الدولي على نظام نقل الأشخاص الذي يعمل على مدار 24 ساعة في اليوم ويبلغ طوله 2.5 ميل (4 كم) خط يعمل بين المحطات الأربعة في المطار ومناطق وقوف السيارات؛ كل محطة مغلقة بالكامل ببوابات حجب الرصيف التي تسمح بالوصول إلى قطارات نقل الأشخاص الآلية بالكامل. خط AeroTrain بطول 3.78-ميل (6.08 كـم) هو نظام لنقل الأشخاص في مطار واشنطن دالاس الدولي في دالاس، فيرجينيا، وله مسارات مغلقة بالكامل ببوابات حجب الرصيف. يستخدم نظام مترو أنفاق مبنى الكابيتول في الولايات المتحدة، وهو نظام نقل الأشخاص بواسطة عربات القطار، بوابات حجب الرصيف.

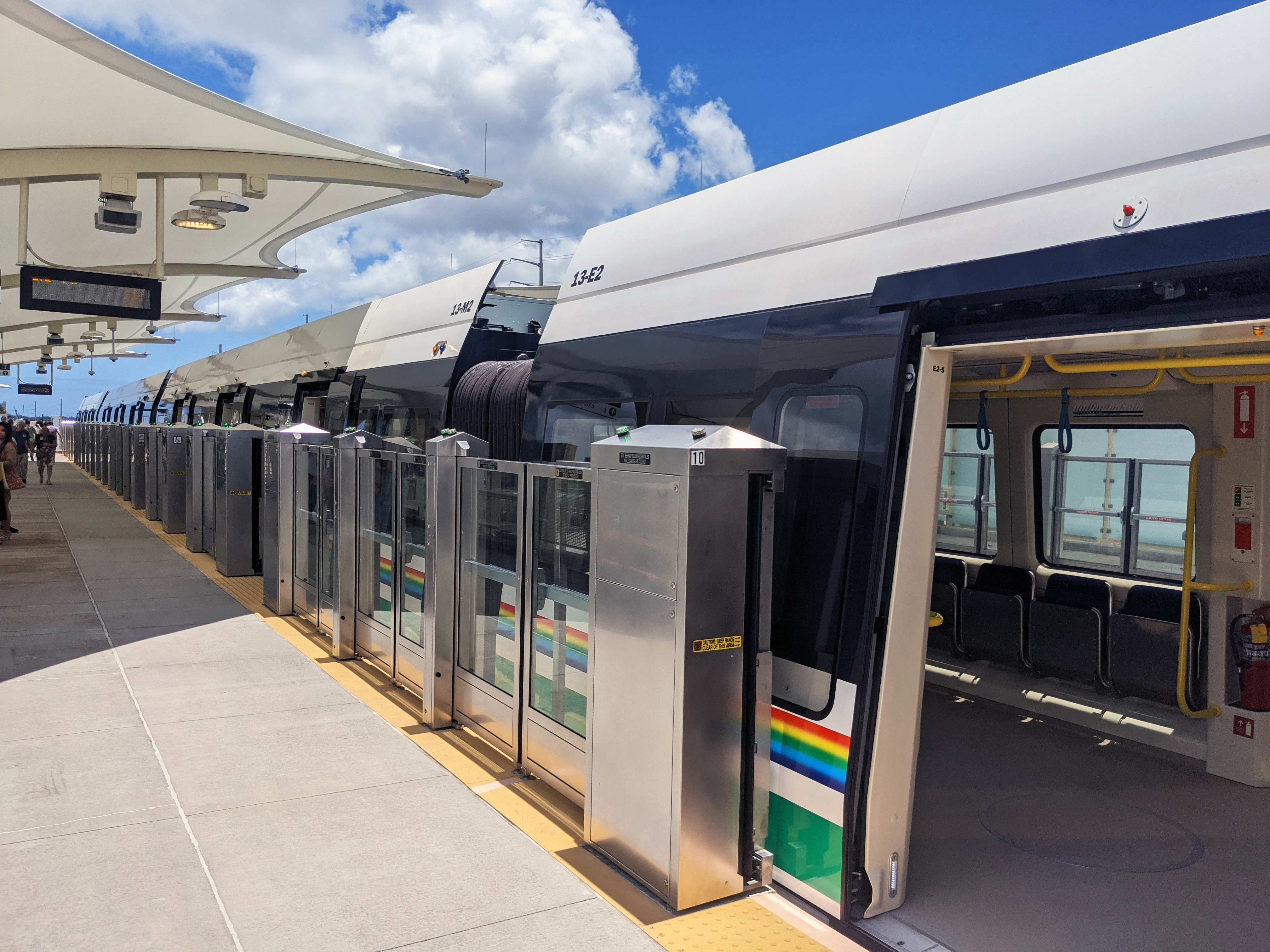
بوابات رصيف أوتوماتيكية في محطة حلاوة التابعة لشركة سكاي لاين
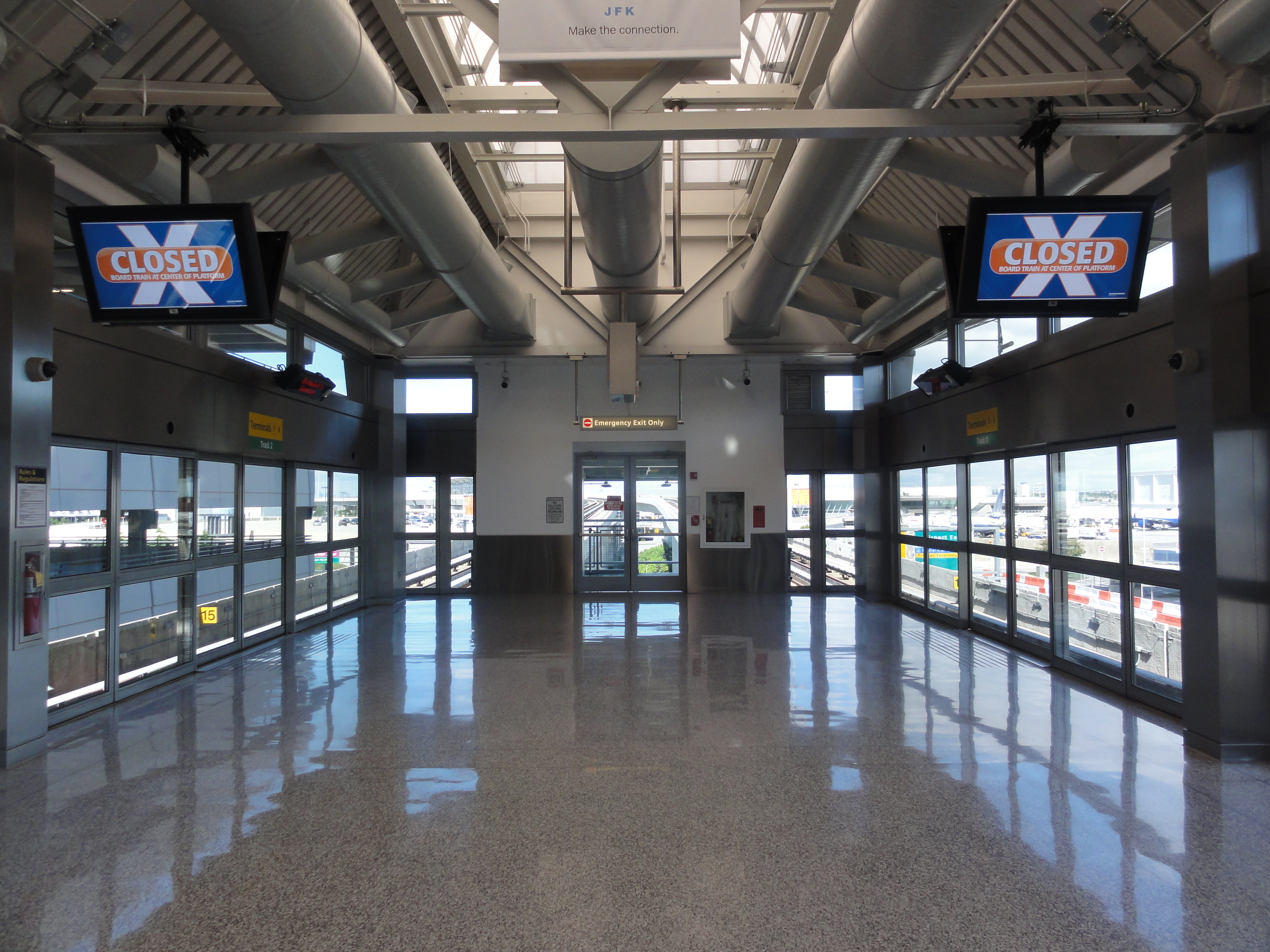
محطة AirTrain JFK Terminal 5
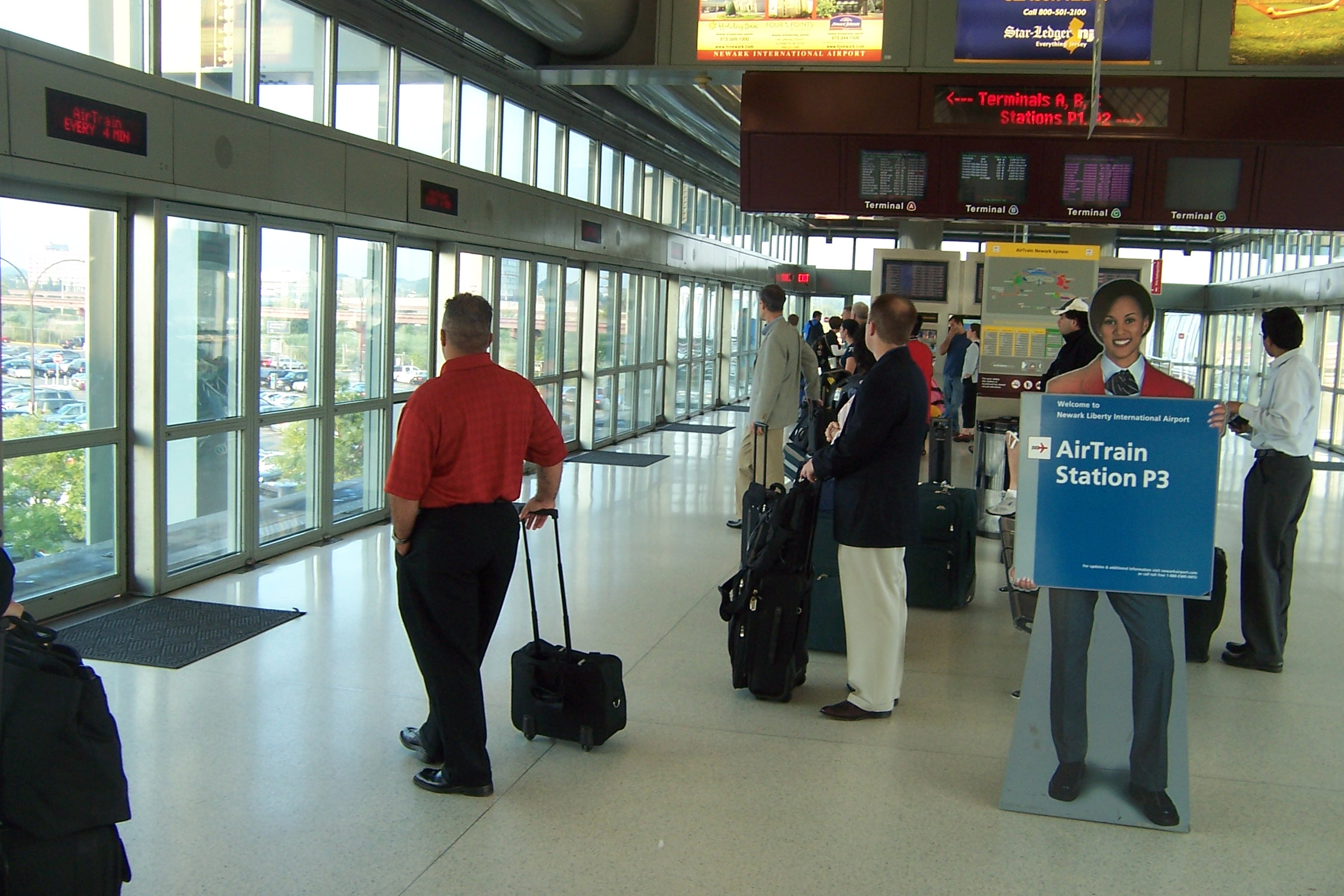
الجزء الداخلي من مستوى الرصيف لمحطة P3 التابعة لشركة AirTrain Newark
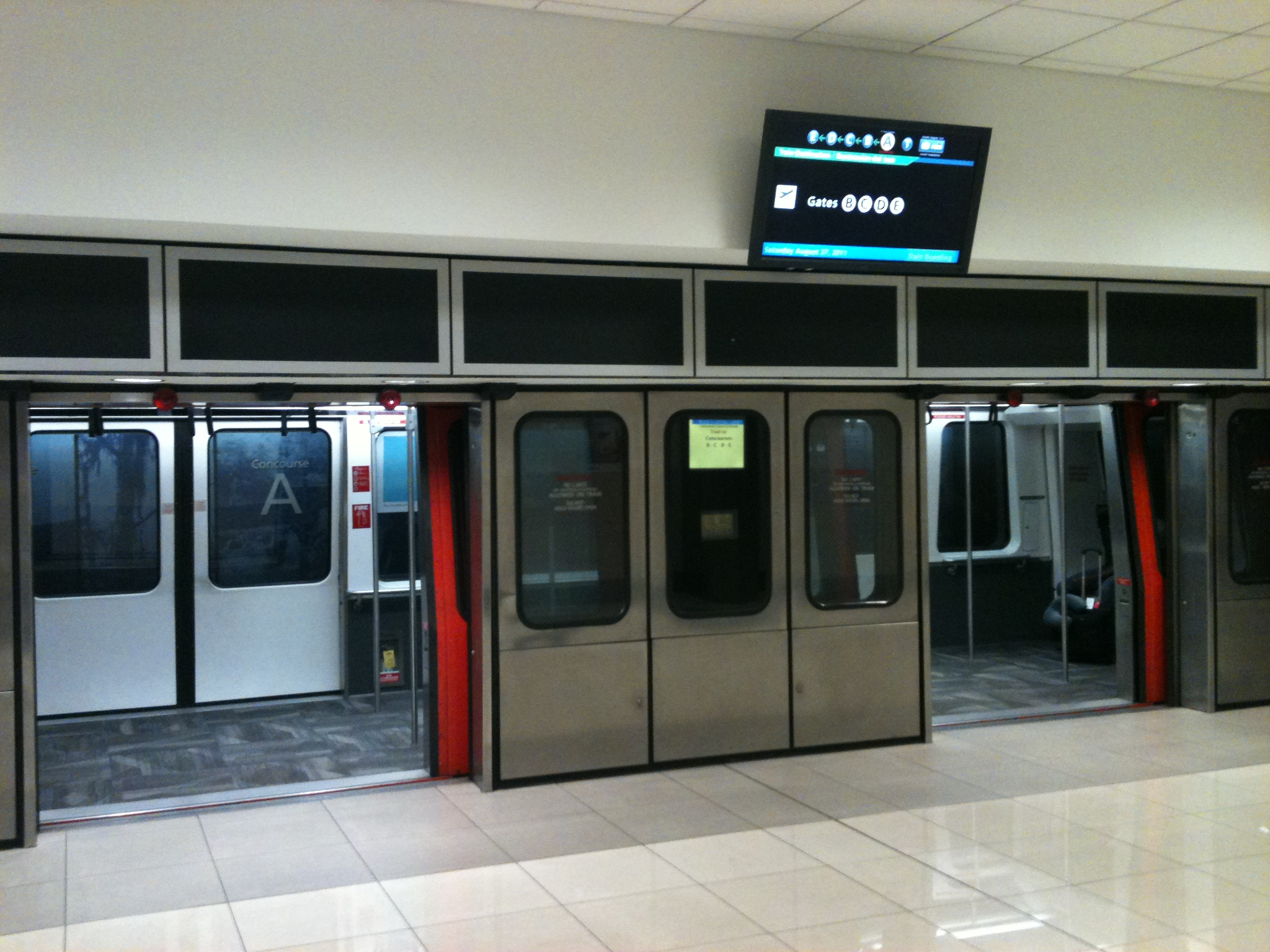
رصيف قطار الطائرة في مطار أتلانتا
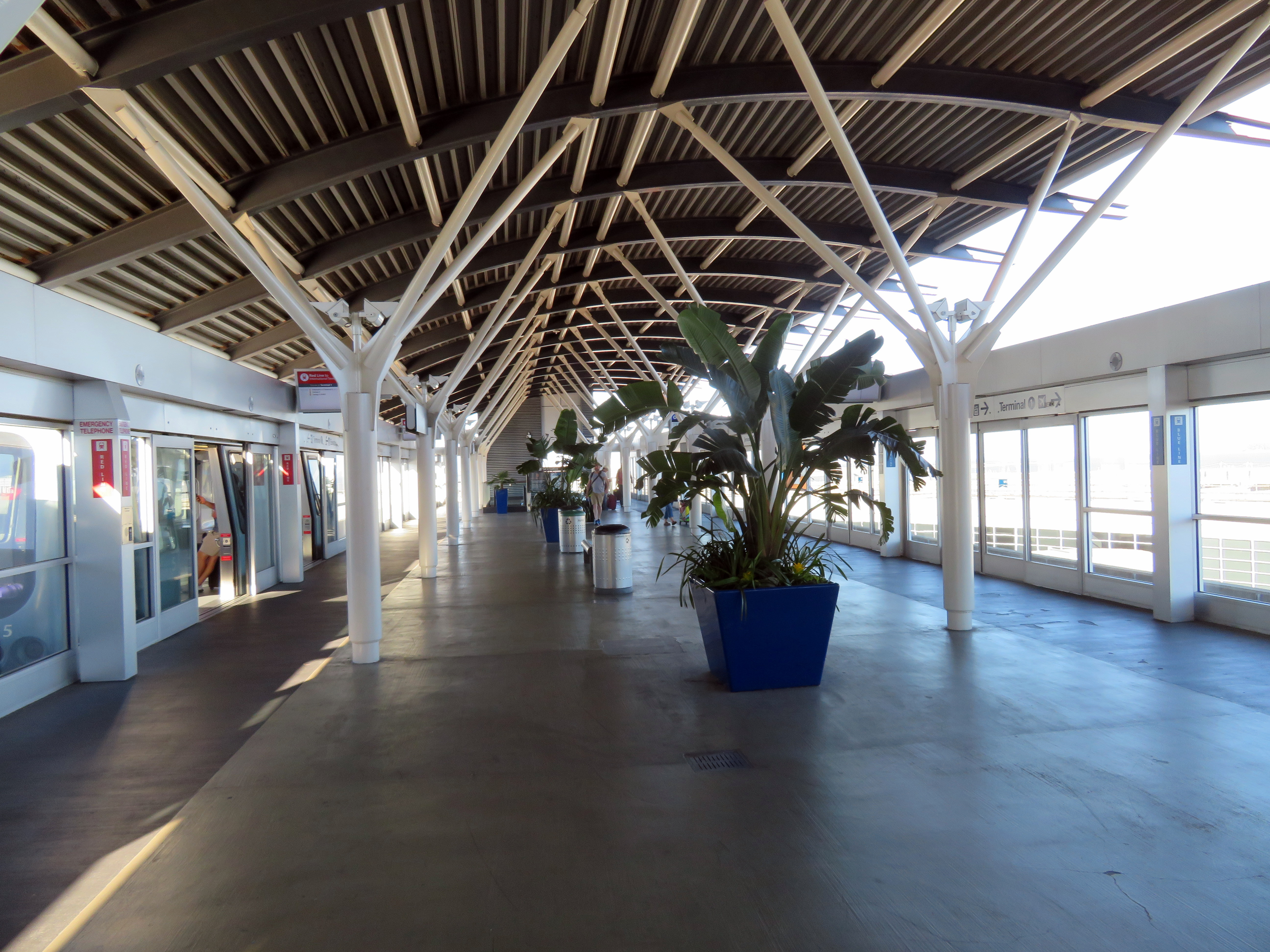
الجزء الداخلي لمحطة AirTrain في المبنى رقم 1 بمطار SFO
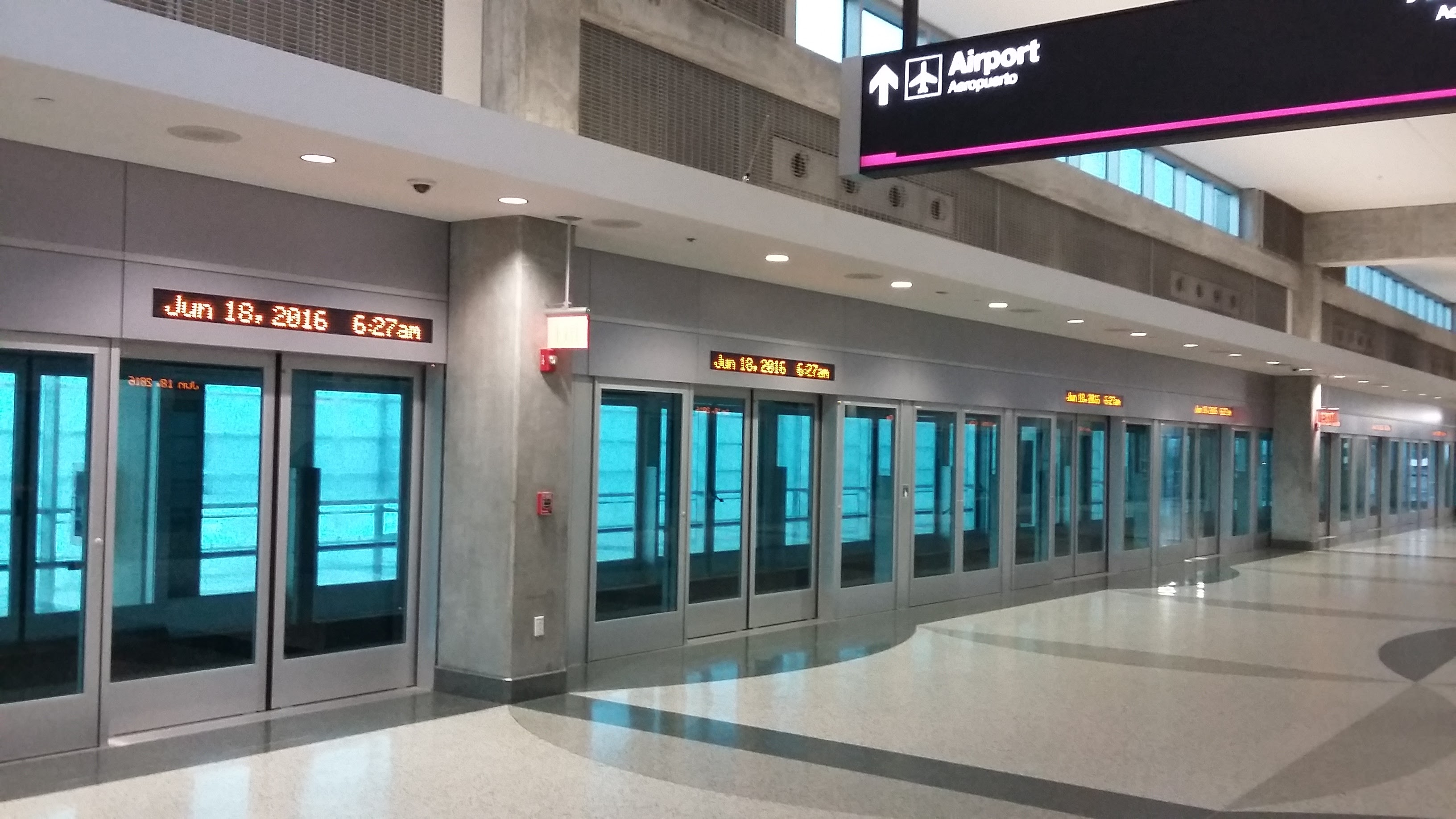
محطة في مطار ميامي الدولي

## فنزويلا
تُستخدم بوابات حجب الرصيف في مترو لوس تيكيس. كانت المحطة الأولى التي نُفذ فيها بوابات حجب الرصيف على النظام هي Guaicaipuro.

## فيتنام
سيجري استخدام بوابات حجب الرصيف في مترو مدينة هوشي منه.

## الحوادث
في عام 2007، في مترو شنغهاي، أصبح رجل يحاول اللحاق بقطار مزدحم محاصرًا بين باب القطار وباب الحاجز عند إغلاقهما، وأدى ذلك إلى سحبه تحت القطار المغادر ومات من فوره. وفي عام 2010، قُتلت امرأة في محطة تشونجشان بارك في شنغهاي، في نفس الظروف عندما حوصرت بين القطار وأبواب حجب الرصيف. وقعت حالة وفاة مماثلة تقريبًا في مترو أنفاق بكين في عام 2014 -وهي الوفاة الثالثة التي تتعلق ببوابات حجب الرصيف في الصين خلال السنوات العديدة التي سبقت ذلك. وفي عام 2018، حوصرت امرأة بشكل مماثل بين أبواب الحاجز والقطار في محطة باوان السريعة في شنغهاي لكنها نجت من الإصابة لأنها وقفت ساكنة حتى مغادرة القطار. وفي 22 يناير 2022، قُتلت امرأة مسنة عندما حوصرت بين أبواب القطار وأبواب حجب الرصيف في محطة تشيان رود في شنغهاي.

بين عامي 1999 و2012، كانت أبواب حجب الرصيف في مترو أنفاق لندن (جميعها على خط اليوبيل) سببًا في إصابة 75 شخصًا، تضمنت الإصابات خبطات على رؤوسهم وأذرعهم.